# Specie di Thomisidae
Di seguito vengono elencate tutte le 2172 specie viventi e le 22 fossili della famiglia di ragni Thomisidae note a febbraio 2015.

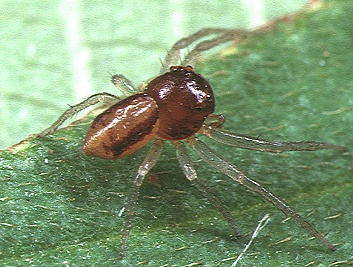
Alcimochtes limbatus, maschio

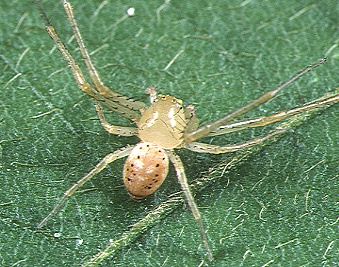
Diaea subdola, maschio

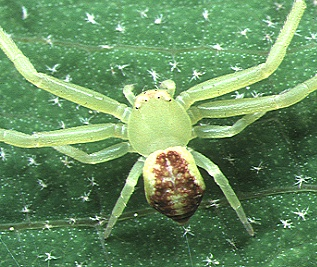
Ebrechtella tricuspidata, femmina

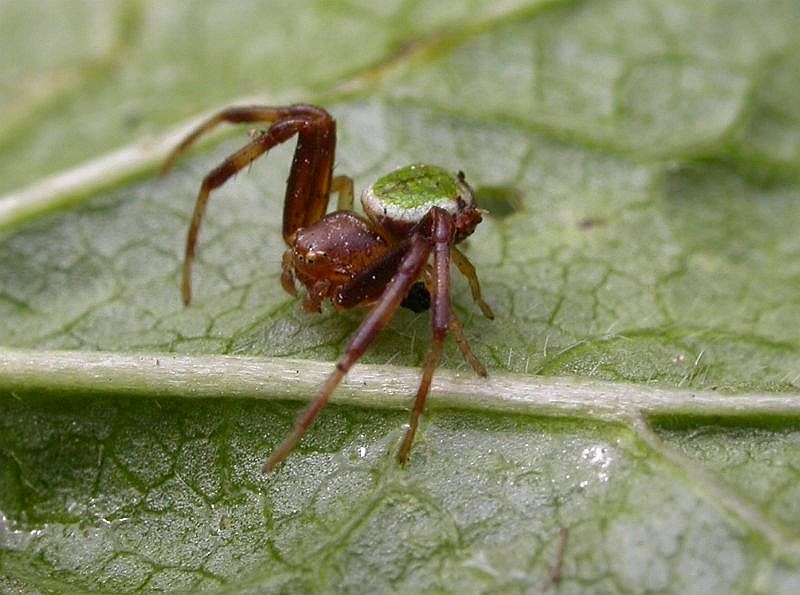
Ebrechtella tricuspidata, maschio

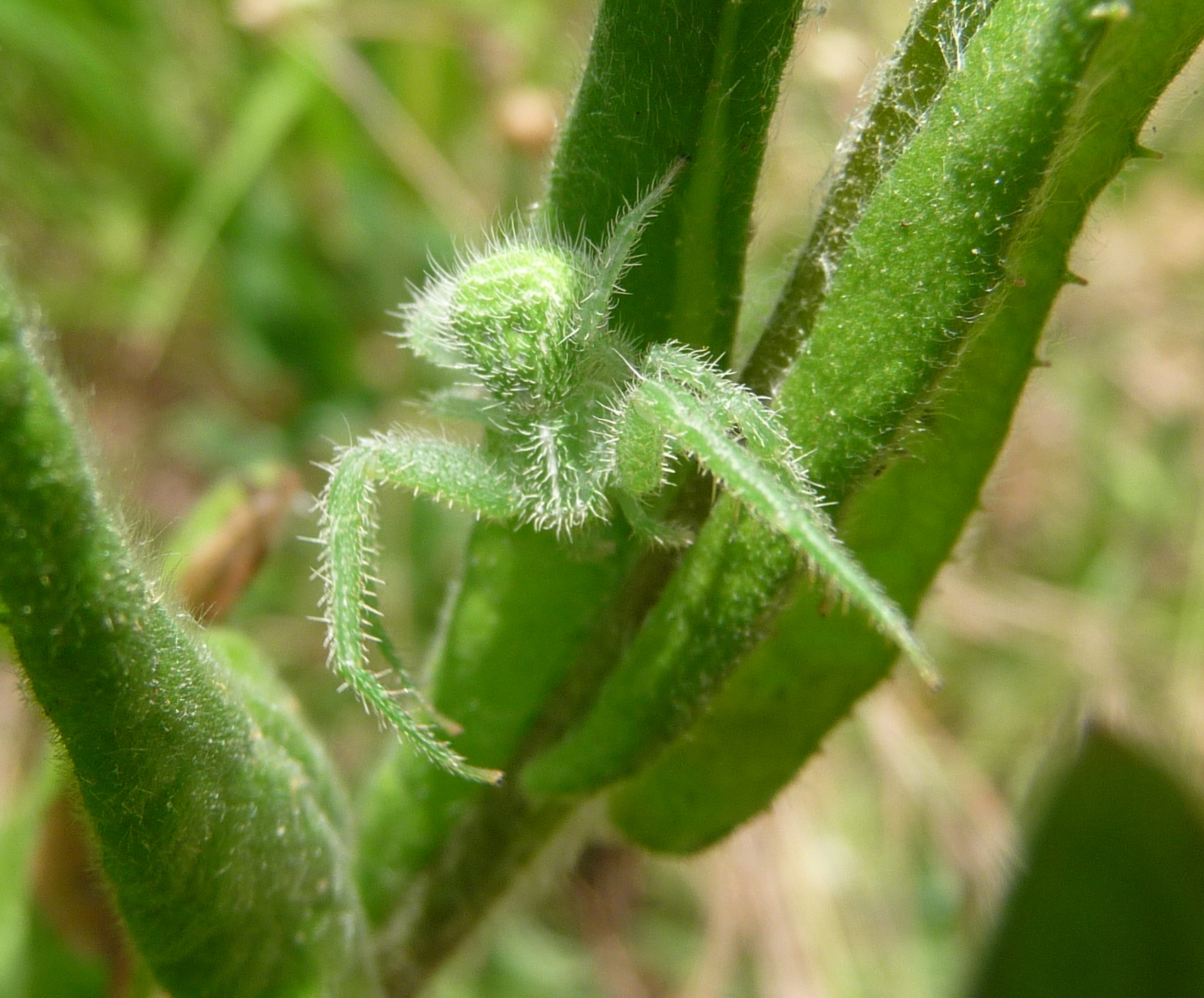
Heriaeus sp.

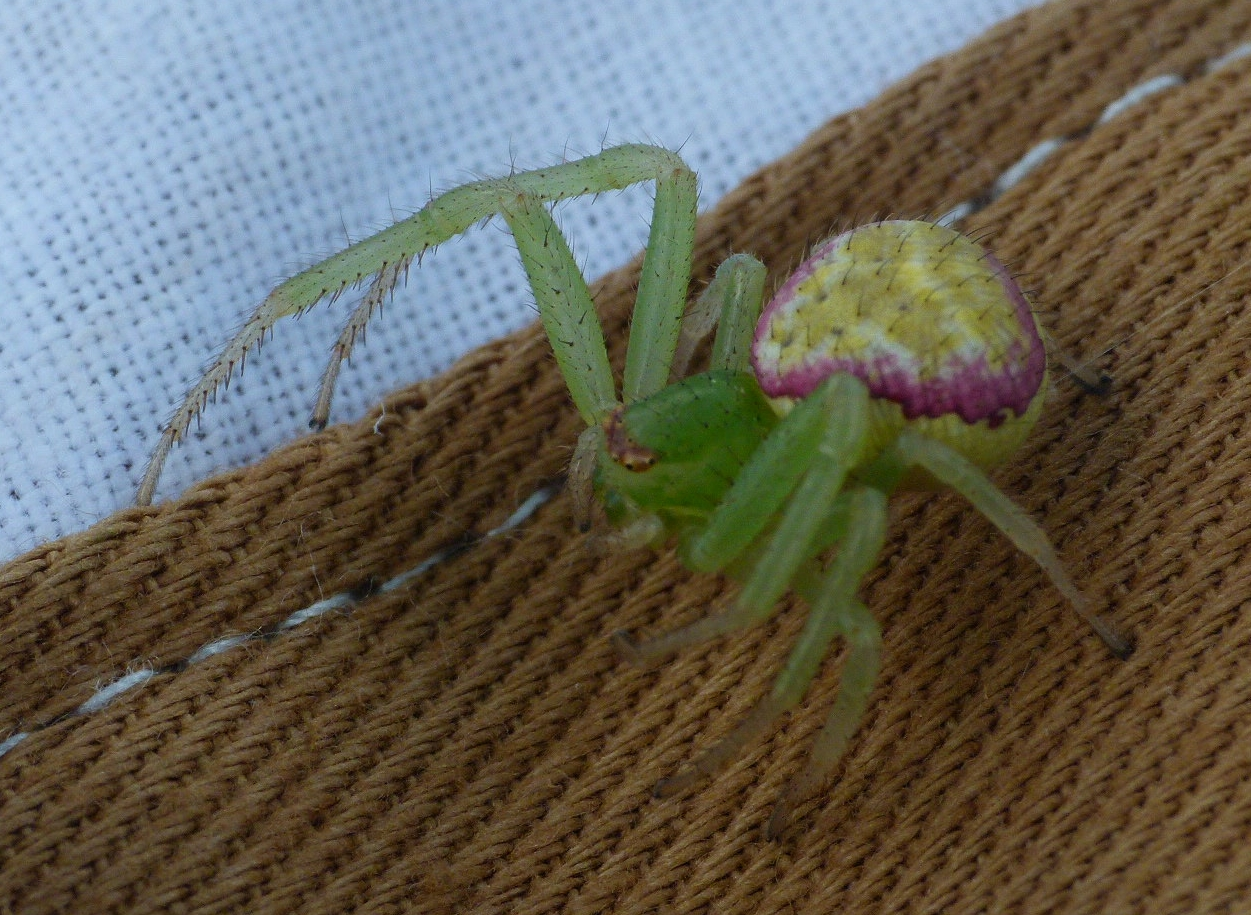
Heriaeus sp.

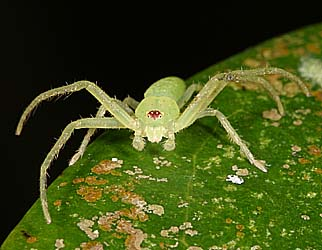
Oxytate hoshizuna, giovane

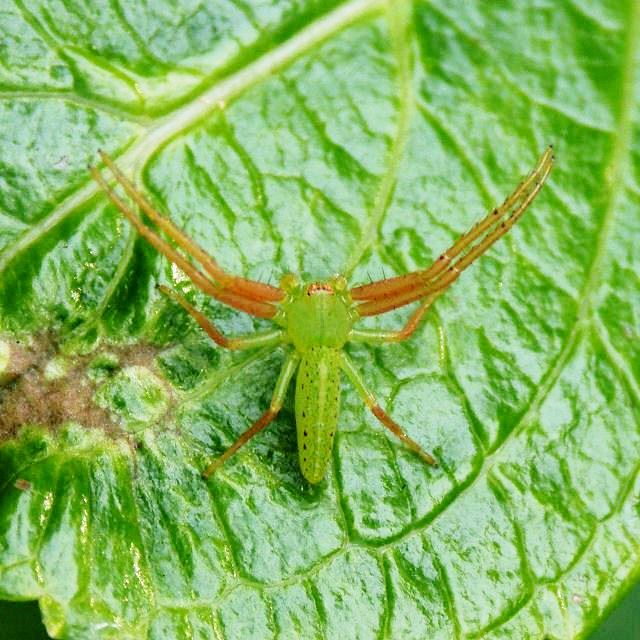
Oxytate striatipes, maschio

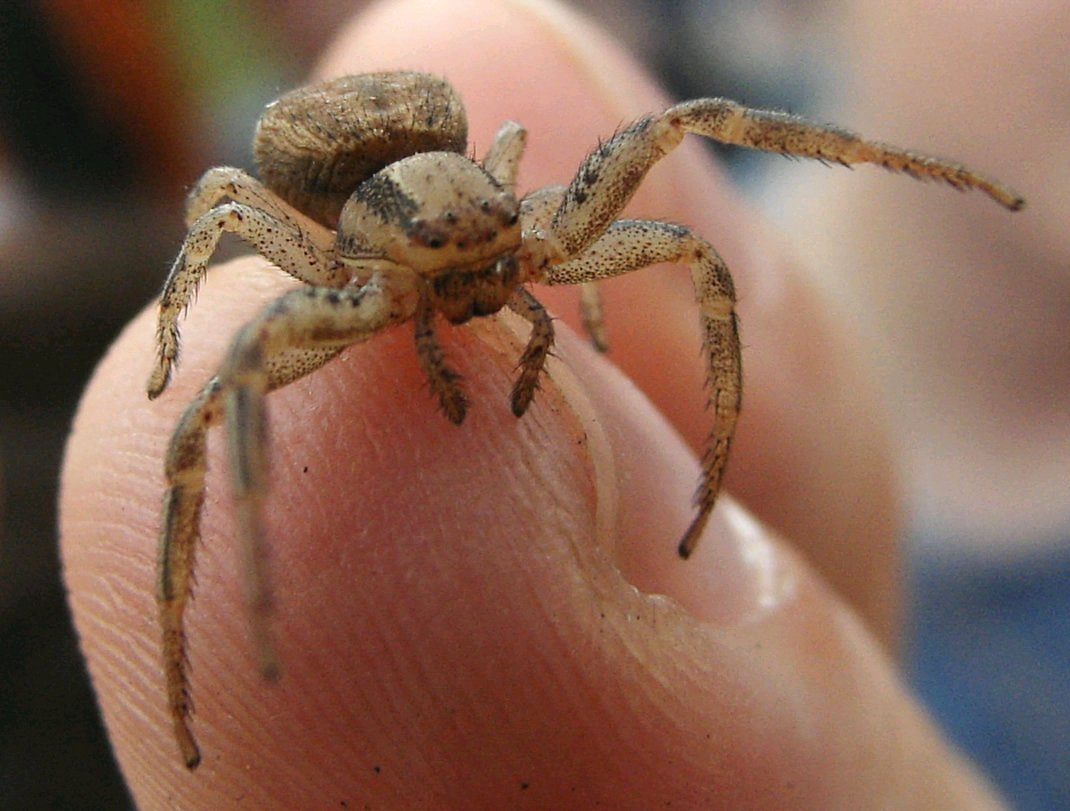
Ozyptila atomaria

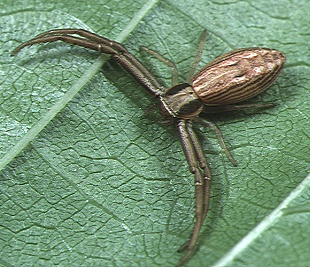
Runcinia acuminata, femmina

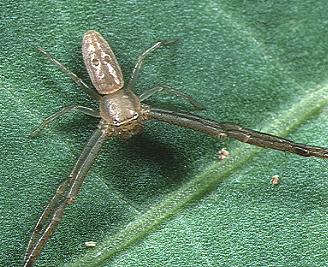
Runcinia acuminata, maschio

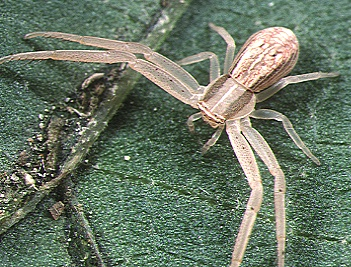
Runcinia albostriata, femmina

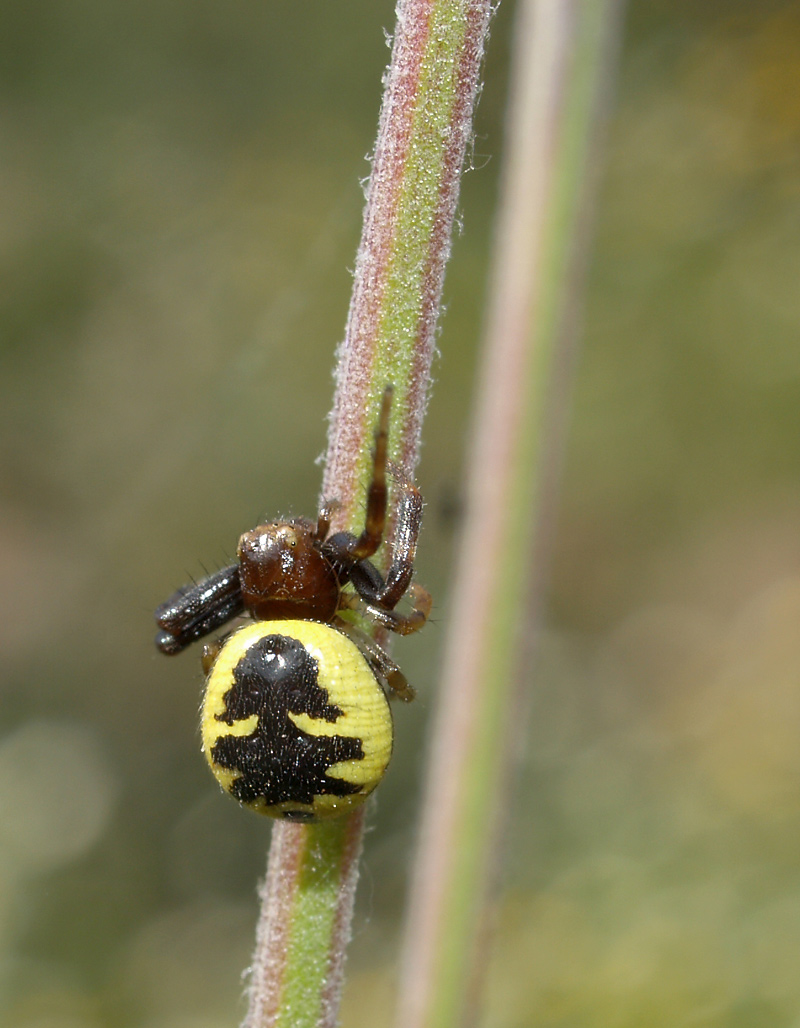
Synema globosum flavum, (forma gialla)

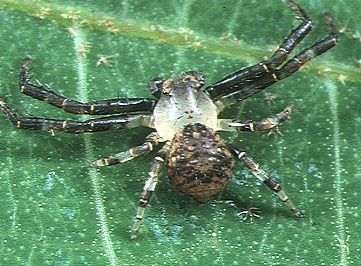
Takachihoa truciformis, maschio

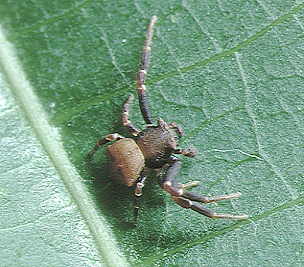
Thomisus kitamurai, maschio

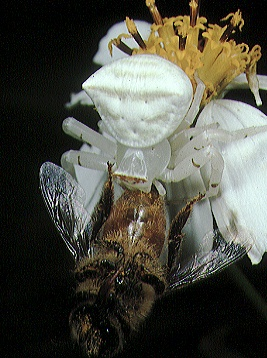
Thomisus okinawensis, femmina

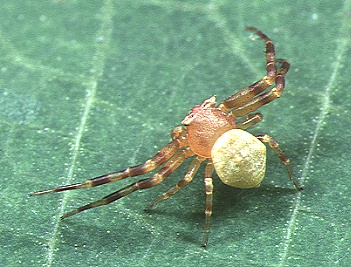
Thomisus okinawensis, maschio

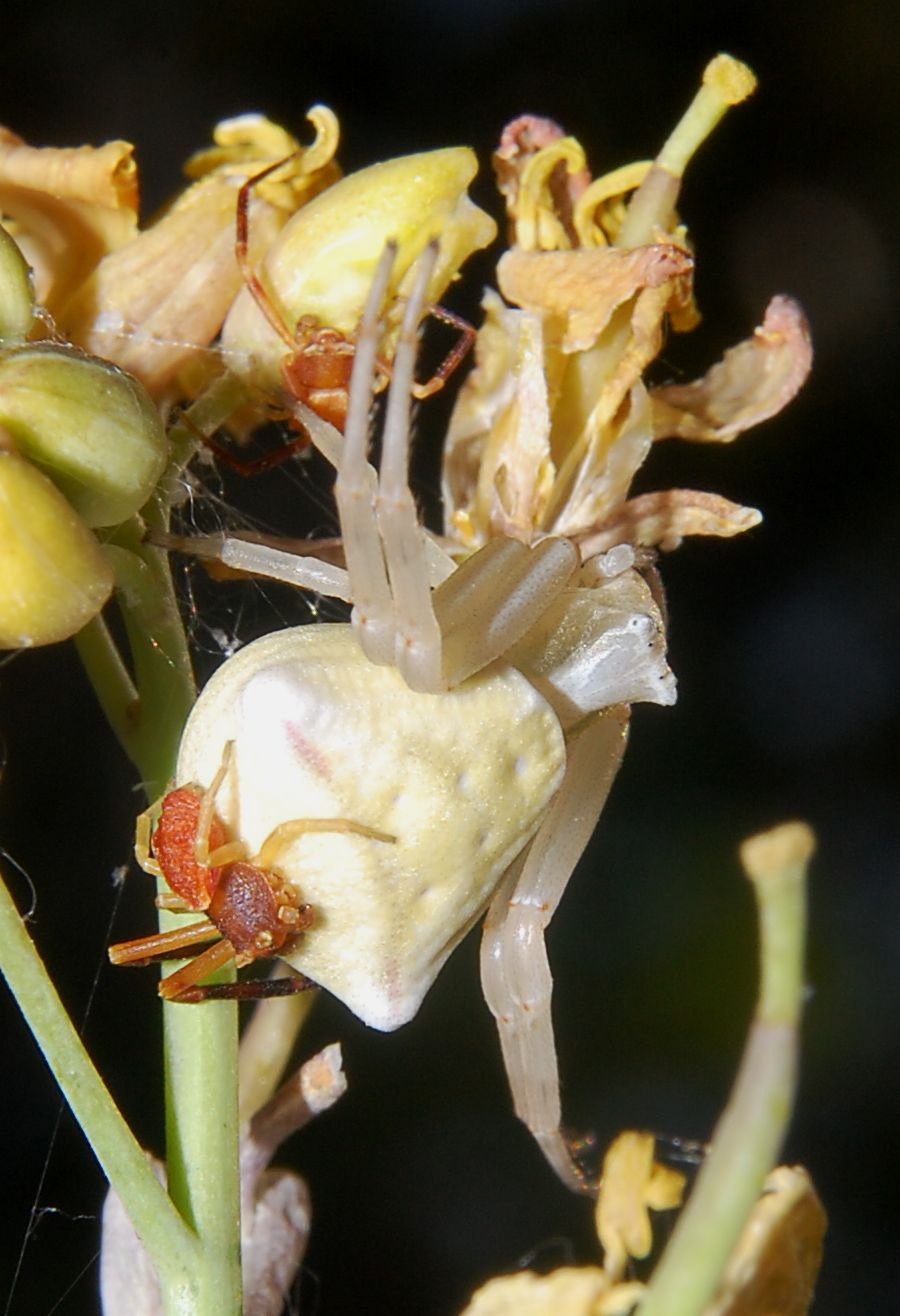
Thomisus onustus, accoppiamento

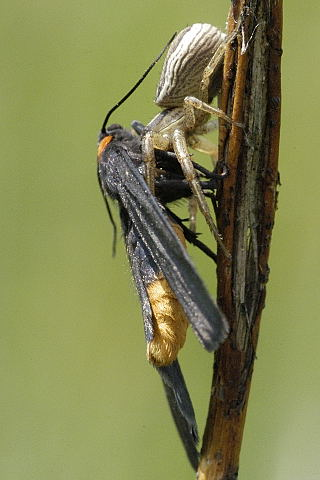
Xysticus cristatus con preda

## Acentroscelus
Acentroscelus Simon, 1886
- Acentroscelus albipes Simon, 1886[2] — Brasile
- Acentroscelus gallinii Mello-Leitão, 1943 — Argentina
- Acentroscelus granulosus Mello-Leitão, 1929 — Brasile
- Acentroscelus guianensis (Taczanowski, 1872) — Perù, Guiana francese
- Acentroscelus muricatus Mello-Leitão, 1947 — Brasile
- Acentroscelus nigrianus Mello-Leitão, 1929 — Brasile
- Acentroscelus peruvianus (Keyserling, 1880) — Perù
- Acentroscelus ramboi Mello-Leitão, 1943 — Brasile
- Acentroscelus secundus Mello-Leitão, 1929 — Brasile
- Acentroscelus singularis (Mello-Leitão, 1940) — Guyana
- Acentroscelus versicolor Soares, 1942 — Brasile

## Acrotmarus
Acrotmarus Tang & Li, 2012
- Acrotmarus gummosus Tang & Li, 2012[2] — Cina

## Alcimochthes
Alcimochthes Simon, 1885
- Alcimochthes limbatus Simon, 1885[2] — Vietnam, Cina, Singapore, Taiwan, Giappone
- Alcimochthes melanophthalmus Simon, 1903 - Vietnam
- Alcimochthes meridionalis Tang & Li, 2009 - Cina

## Amyciaea
Amyciaea Simon, 1885
- Amyciaea albomaculata (O. P.-Cambridge, 1874) — Australia, Nuova Guinea
- Amyciaea forticeps (O. P.-Cambridge, 1873)[2] — India, dalla Cina alla Malaysia
- Amyciaea hesperia Simon, 1895 — Sierra Leone, Costa d'Avorio
- Amyciaea lineatipes O. P.-Cambridge, 1901 — Singapore, Sumatra
- Amyciaea orientalis Simon, 1909 — Vietnam

## Angaeus
Angaeus Thorell, 1881
- Angaeus canalis (Tang & Li, 2010) — Cina
- Angaeus christae Benjamin, 2013 — Borneo
- Angaeus comatulus Simon, 1909 — Vietnam
- Angaeus lenticulosus Simon, 1903 — Vietnam, Cina
- Angaeus leucomenus (Thorell, 1895) — Birmania, Vietnam
- Angaeus liangweii (Tang & Li, 2010) — Cina
- Angaeus pentagonalis Pocock, 1901 — India, Isole Andamane (Oceano Indiano)
- Angaeus pudicus Thorell, 1881[2] — nell'Arcipelago delle Molucche, soprattutto sull'isola Ceram
- Angaeus rhombifer Thorell, 1890 — Malesia, Sumatra, Cina, Birmania, Vietnam, Singapore, Borneo
- Angaeus rhombus (Tang & Li, 2009) — Cina
- Angaeus zhengi (Tang & Li, 2009) — Cina

## Ansiea
Ansiea Lehtinen, 2005
- Ansiea buettikeri (Dippenaar-Schoeman, 1989) — Arabia Saudita
- Ansiea tuckeri (Lessert, 1919)[2] — Africa
  - Ansiea tuckeri thomensis (Bacelar, 1958) — São Tomé (Golfo di Guinea)

## Aphantochilus
Aphantochilus O. P.-Cambridge, 1870
- Aphantochilus cambridgei Canals, 1933 — Argentina
- Aphantochilus inermipes Simon, 1929 — Brasile
- Aphantochilus rogersi O. P.-Cambridge, 1870[2] — dal Panama al Paraguay

## Apyretina
Apyretina Strand, 1929
- Apyretina catenulata (Simon, 1903) — Madagascar
- Apyretina nigra (Simon, 1903) — Madagascar
- Apyretina pentagona (Simon, 1895)[2] — Madagascar
- Apyretina quinquenotata (Simon, 1903) — Madagascar
- Apyretina tessera (Simon, 1903) — Madagascar

## Ascurisoma
Ascurisoma Strand, 1928
- Ascurisoma striatipes Simon, 1897[2] — Africa occidentale, Sri Lanka

## Avelis
Avelis Simon, 1895
- Avelis hystriculus Simon, 1895[2] — Sudafrica

## Bassaniana
Bassaniana Strand, 1928
- Bassaniana decorata (Karsch, 1879) — Russia, Cina, Corea, Giappone
- Bassaniana floridana (Banks, 1896) — USA
- Bassaniana ora Seo, 1992 — Corea
- Bassaniana utahensis (Gertsch, 1932) — USA, Canada, Alaska
- Bassaniana versicolor (Keyserling, 1880)[2] — America settentrionale
  - Bassaniana versicolor bauderi (Simon, 1877) — Francia

## Bassaniodes
Bassaniodes Pocock, 1903
- Bassaniodes socotrensis Pocock, 1903[2] — Isola di Socotra (Oceano Indiano)

## Boliscodes
Boliscodes Simon, 1909
- Boliscodes amaenulus Simon, 1909[2] — Vietnam

## Boliscus

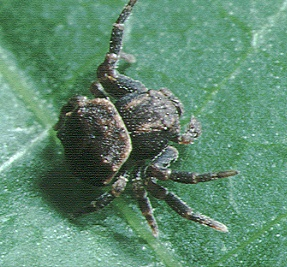
Boliscus tuberculatus, maschio

Boliscus Thorell, 1891
- Boliscus decipiens O. P.-Cambridge, 1899 — Sri Lanka
- Boliscus duricorius (Simon, 1880) — Nuova Caledonia
- Boliscus tuberculatus (Simon, 1886)[2] — dalla Birmania al Giappone, Cina

## Bomis
Bomis L. Koch, 1874
- Bomis bengalensis Tikader, 1962 — India
- Bomis calcuttaensis Biswas & Mazumder, 1981 — India
- Bomis khajuriai Tikader, 1980 — India
- Bomis larvata L. Koch, 1874[2] — Australia occidentale, Queensland

## Bonapruncinia
Bonapruncinia Benoit, 1977
- Bonapruncinia sanctaehelenae Benoit, 1977[2] — Isola di Sant'Elena

## Borboropactus
Borboropactus Simon, 1884
- Borboropactus asper (O. P.-Cambridge, 1884) — Sri Lanka
- Borboropactus australis (Lawrence, 1937) — Sudafrica
- Borboropactus biprocessus Tang, Yin & Peng, 2012 — Cina
- Borboropactus bituberculatus Simon, 1884 — Arcipelago delle Molucche, Nuova Guinea
- Borboropactus brevidens Tang & Li, 2010 — Cina
- Borboropactus cinerascens (Doleschall, 1859) — Giava, Sumatra, Nuova Guinea
  - Borboropactus cinerascens sumatrae (Strand, 1907) — Sumatra
- Borboropactus edentatus Tang & Li, 2010 — Cina
- Borboropactus elephantus (Tikader, 1966) — India
- Borboropactus javanicola (Strand, 1913) — Giava
- Borboropactus jiangyong Yin et al., 2004 — Cina
- Borboropactus longidens Tang & Li, 2010 — Cina
- Borboropactus noditarsis (Simon, 1903) — Africa occidentale
- Borboropactus nyerere Benjamin, 2011 — Tanzania
- Borboropactus silvicola (Lawrence, 1938) — Sudafrica
- Borboropactus squalidus Simon, 1884[2] — Africa occidentale e orientale
- Borboropactus vulcanicus (Doleschall, 1859) — Giava

## Bucranium
Bucranium O. P.-Cambridge, 1881
- Bucranium affinis (O. P.-Cambridge, 1896) — Messico
- Bucranium pulchra (Bryant, 1940) — Cuba
- Bucranium spinigerum O. P.-Cambridge, 1891 — Guatemala
- Bucranium taurifrons (O. P.-Cambridge, 1881)[2] — Venezuela, Perù, Brasile, Paraguay, Guyana

## Camaricus
Camaricus Thorell, 1887
1. Camaricus bipunctatus Bastawade, 2002 — India
2. Camaricus castaneiceps Berland, 1924 — Nuova Caledonia
3. Camaricus cimex (Karsch, 1878) — Africa orientale
4. Camaricus florae Barrion & Litsinger, 1995 — Filippine
5. Camaricus formosus Thorell, 1887 — dall'India a Sumatra, Cina, Filippine
6. Camaricus hastifer (Percheron, 1833)[2] — località di rinvenimento degli esemplari è sconosciuta
7. Camaricus khandalaensis Tikader, 1980 — India
8. Camaricus maugei (Walckenaer, 1837)[2] — dall'India al Vietnam, Sumatra, Giava, Isola di Krakatoa
9. Camaricus mimus (Pavesi, 1895) — Etiopia, Africa orientale
10. Camaricus nigrotesselatus Simon, 1895 —Africa centrale, orientale e meridionale
  - Camaricus nigrotesselatus lineitarsus Strand, 1907 — Sudafrica
11. Camaricus parisukatus Barrion & Litsinger, 1995 — Filippine
12. Camaricus pulchellus Simon, 1903 — Vietnam
13. Camaricus rinkae Biswas & Roy, 2005 — India
14. Camaricus siltorsus Saha & Raychaudhuri, 2007 — India

## Carcinarachne
Carcinarachne Schmidt, 1956
- Carcinarachne brocki Schmidt, 1956 — Ecuador

## Cebrenninus
Cebrenninus Simon, 1887
- Cebrenninus annulatus (Thorell, 1890) — Sumatra
- Cebrenninus laevis (Thorell, 1890) — Sumatra
- Cebrenninus rugosus Simon, 1887[2] — Giava, Sumatra, Borneo, Filippine, Thailandia, Laos, Malesia, Cina
- Cebrenninus scabriculus (Thorell, 1890) — Giava, Borneo, Sumatra
  - Cebrenninus scabriculus sulcatus (Thorell, 1890) — Sumatra
- Cebrenninus srivijaya Benjamin, 2011 — Sumatra

## Ceraarachne
Ceraarachne Keyserling, 1880
- Ceraarachne blanci (Mello-Leitão, 1917) — Brasile
- Ceraarachne germaini Simon, 1886 — Brasile
- Ceraarachne goyannensis Mello-Leitão, 1929 — Brasile
- Ceraarachne varia Keyserling, 1880[2] — Colombia

## Cetratus
Cetratus Kulczynski, 1911
- Cetratus annulatus Kulczynski, 1911[2] — Nuova Guinea

## Coenypha
Coenypha Simon, 1895
- Coenypha edwardsi (Nicolet, 1849)[2] — Cile
- Coenypha fasciata Mello-Leitão, 1926 — Cile
- Coenypha fuliginosa (Nicolet, 1849) — Cile
- Coenypha lucasi (Nicolet, 1849) — Cile

## Coriarachne
Coriarachne Thorell, 1870
- Coriarachne brunneipes Banks, 1893 — USA, Canada, Alaska
- Coriarachne depressa (C. L. Koch, 1837)[2] — Regione paleartica
- Coriarachne fulvipes (Karsch, 1879) — Corea, Giappone

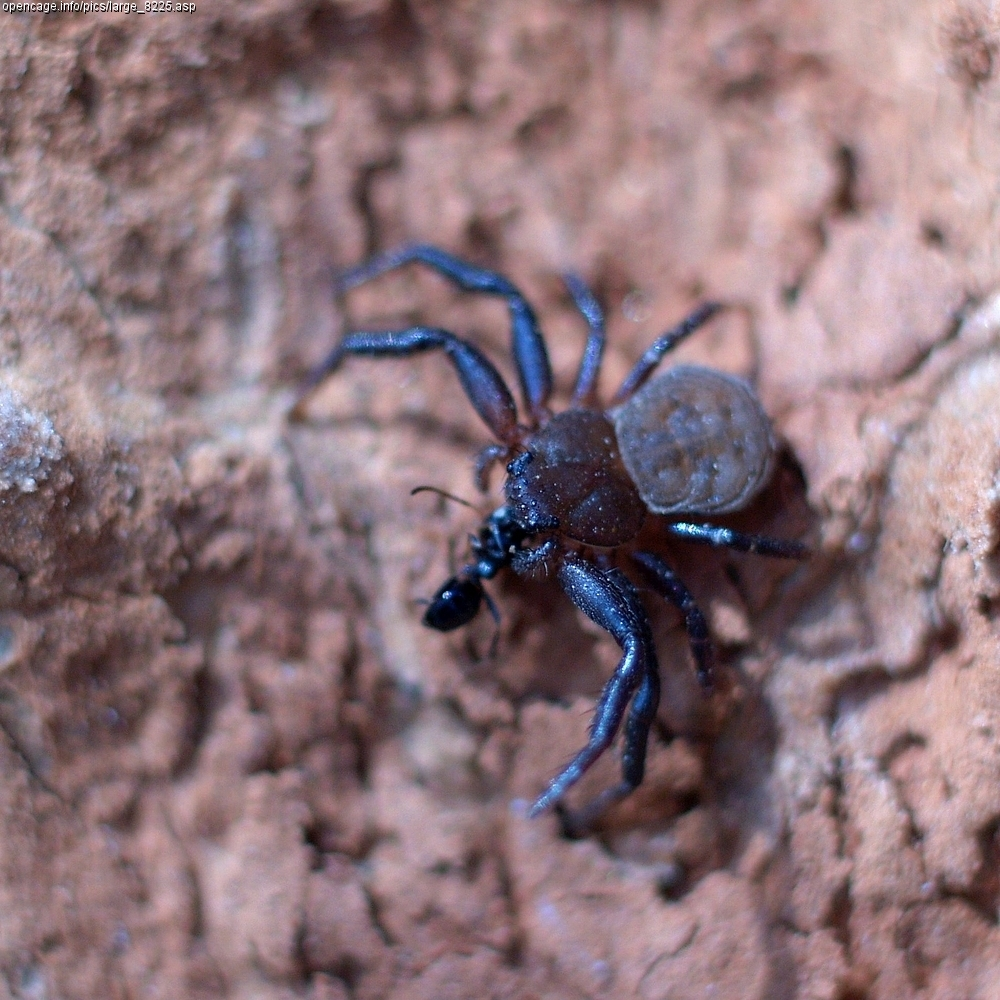
Coriarachne fulvipes

- Coriarachne melancholica Simon, 1880 — Cina
- Coriarachne nigrostriata Simon, 1886 — Vietnam

## Corynethrix
Corynethrix L. Koch, 1876
- Corynethrix obscura L. Koch, 1876[2] — Queensland, Nuovo Galles del Sud

## Cozyptila
Cozyptila Lehtinen & Marusik, 2005
- Cozyptila blackwalli (Simon, 1875)[2] — Regione paleartica
- Cozyptila guseinovorum Marusik & Kovblyuk, 2005 — Turchia, Georgia, Asia centrale, Russia
- Cozyptila thaleri Marusik & Kovblyuk, 2005 — Turchia, Ucraina

## Cymbacha
Cymbacha L. Koch, 1874
- Cymbacha cerea L. Koch, 1876 — Queensland
- Cymbacha festiva L. Koch, 1874[2] — Queensland e Nuovo Galles del Sud
- Cymbacha ocellata L. Koch, 1874 — Queensland
- Cymbacha saucia L. Koch, 1874 — Nuova Guinea, Queensland
- Cymbacha setosa L. Koch, 1874 — Queensland
- Cymbacha similis L. Koch, 1876 — Nuovo Galles del Sud, Tasmania
- Cymbacha simplex Simon, 1895 — Sri Lanka
- Cymbacha striatipes L. Koch, 1876 — Queensland

## Cymbachina
Cymbachina Bryant, 1933
- Cymbachina albobrunnea (Urquhart, 1893)[2] — Nuova Zelanda

## Cynathea
Cynathea Simon, 1895
- Cynathea bicolor Simon, 1895 — Africa occidentale
- Cynathea mechowi (Karsch, 1881) — Angola
- Cynathea obliterata Simon, 1895[2] — Gabon

## Cyriogonus
Cyriogonus Simon, 1886
- Cyriogonus fuscitarsis Strand, 1908 — Madagascar
- Cyriogonus lactifer Simon, 1886[2] — Madagascar
- Cyriogonus rutenbergi (Karsch, 1881) — Madagascar
- Cyriogonus simoni Lenz, 1891 — Madagascar
- Cyriogonus triquetrus Simon, 1886 — Madagascar
- Cyriogonus vinsoni (Thorell, 1875) — Madagascar

## Deltoclita
Deltoclita Simon, 1887
- Deltoclita bioculata Mello-Leitão, 1929 — Brasile
- Deltoclita rubra Mello-Leitão, 1943 — Brasile
- Deltoclita rubripes (Keyserling, 1880)[2] — Perù, Brasile

## Demogenes
Demogenes Simon, 1895
- Demogenes andamanensis (Tikader, 1980) — Isole Andamane (Oceano Indiano)
- Demogenes lugens (Thorell, 1881)[2] — Nuova Guinea

## Diaea
Diaea Thorell, 1869

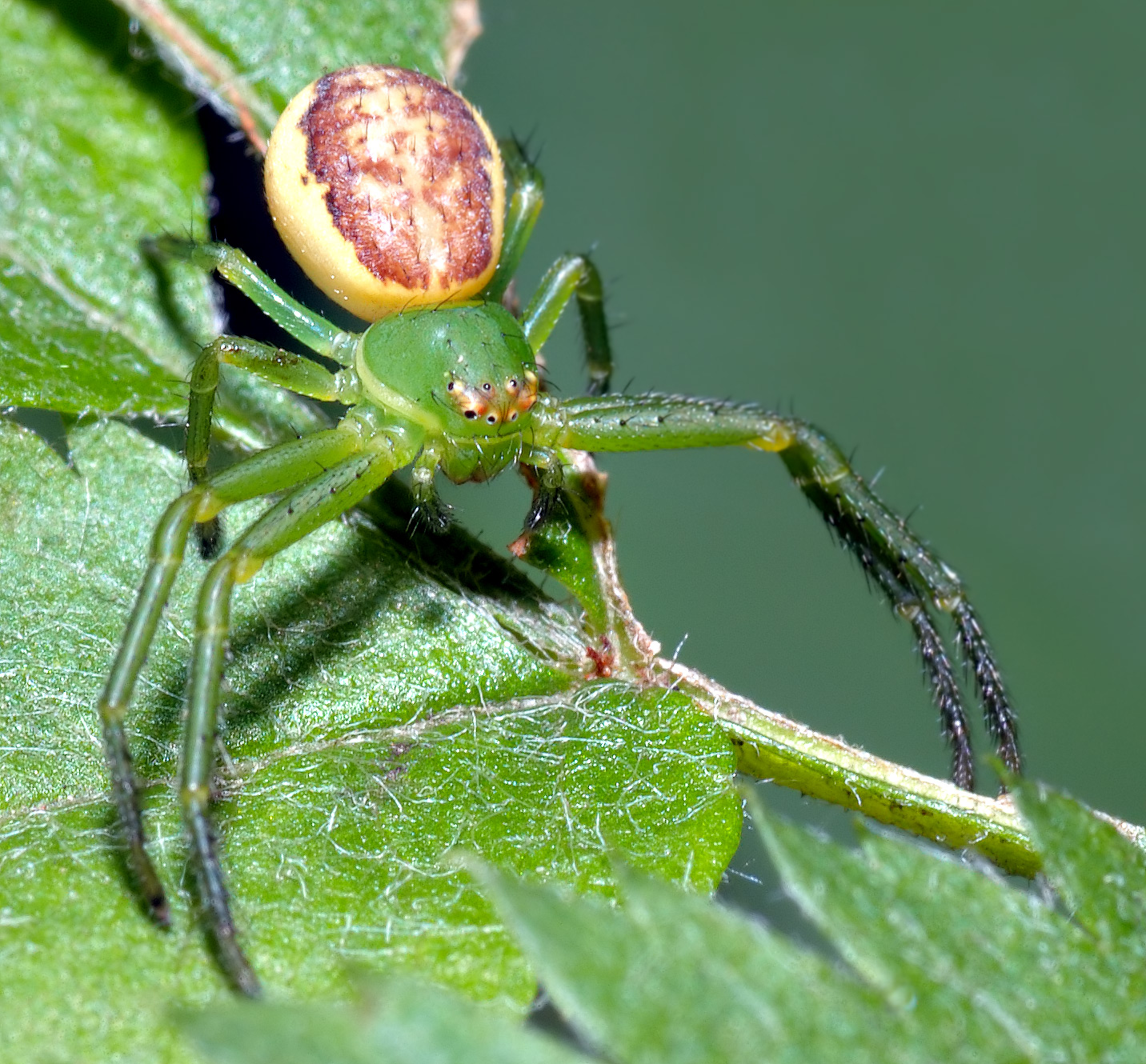
Diaea dorsata

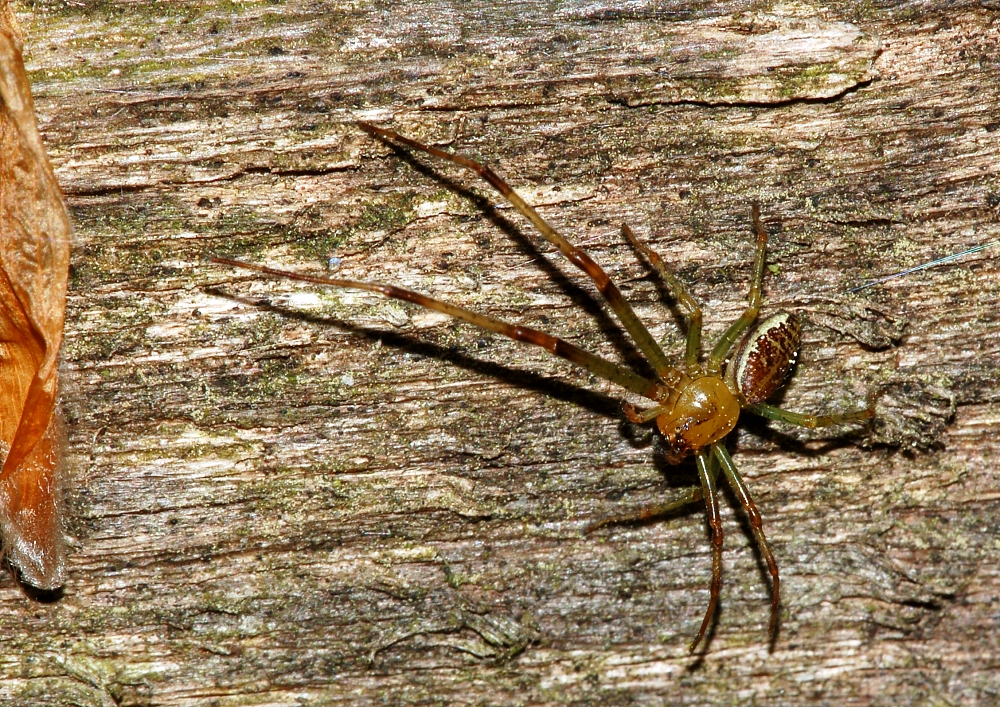
Diaea livens

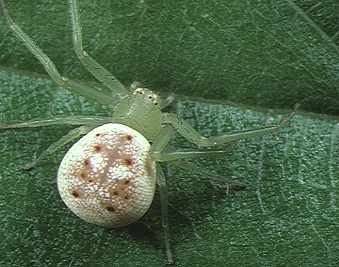
Diaea subdola, femmina

1. Diaea albicincta Pavesi, 1883 — Congo, Etiopia, Africa orientale
2. Diaea albolimbata L. Koch, 1875 — Nuova Zelanda
3. Diaea ambara (Urquhart, 1885) — Nuova Zelanda
4. Diaea bengalensis Biswas & Mazumder, 1981 — India
5. Diaea bipunctata Rainbow, 1902 — Nuove Ebridi
6. Diaea blanda L. Koch, 1875 — Australia
7. Diaea caecutiens L. Koch, 1876 — Queensland
8. Diaea carangali Barrion & Litsinger, 1995 — Filippine
9. Diaea circumlita L. Koch, 1876 — Queensland, Nuovo Galles del Sud
10. Diaea cruentata (L. Koch, 1874) — Nuovo Galles del Sud, Victoria (Australia)
11. Diaea decempunctata Kulczyński, 1911 — Nuova Guinea
12. Diaea delata Karsch, 1880 — Africa occidentale, Angola
13. Diaea dimidiata (L. Koch, 1867) — Queensland
14. Diaea doleschalli Hogg, 1915 — Nuova Guinea
15. Diaea dorsata (Fabricius, 1777)[2] — Regione paleartica
16. Diaea ergandros Evans, 1995 — Nuovo Galles del Sud, Victoria (Australia), Tasmania
17. Diaea evanida (L. Koch, 1867) — Queensland
18. Diaea giltayi Roewer, 1938 — Nuova Guinea
19. Diaea graphica Simon, 1882 — Yemen
20. Diaea gyoja Ono, 1985 — Giappone
21. Diaea haematodactyla L. Koch, 1875 — Queensland
22. Diaea implicata Jézéquel, 1966 — Costa d'Avorio
23. Diaea inornata (L. Koch, 1876) — Nuovo Galles del Sud
24. Diaea insecta L. Koch, 1875 — Australia
25. Diaea insignis Thorell, 1877 — Celebes
26. Diaea jucunda Thorell, 1881 — Queensland
27. Diaea kangarooblaszaki Szymkowiak, 2008 — Australia meridionale
28. Diaea limbata Kulczynski, 1911 — Nuova Guinea
29. Diaea livens Simon, 1876 — USA, dall'Europa centrale all'Azerbaigian
30. Diaea longisetosa Roewer, 1961 — Senegal
31. Diaea mikhailovi Zhang, Song & Zhu, 2004 — Cina
32. Diaea mollis L. Koch, 1875 — Queensland
33. Diaea multimaculata Rainbow, 1904 — Australia occidentale
34. Diaea multopunctata L. Koch, 1874 — Queensland, Nuovo Galles del Sud
35. Diaea mutabilis Kulczynski, 1901 — Etiopia
36. Diaea nakajimai Ono, 1993 — Madagascar
37. Diaea ocellata Rainbow, 1898 — Nuova Guinea
38. Diaea olivacea L. Koch, 1875 — Australia occidentale
39. Diaea papuana Kulczynski, 1911 — Nuova Guinea
40. Diaea pilula (L. Koch, 1867) — Australia orientale
41. Diaea placata O. P.-Cambridge, 1899 — Sri Lanka
42. Diaea plumbea L. Koch, 1875 — Nuovo Galles del Sud
43. Diaea pougneti Simon, 1885 — India
44. Diaea praetexta (L. Koch, 1865) — Isole Samoa
45. Diaea prasina L. Koch, 1876 — Queensland, Nuovo Galles del Sud
46. Diaea proclivis Simon, 1903 — Guinea Equatoriale
47. Diaea pulleinei Rainbow, 1915 — Australia Meridionale
48. Diaea puncta Karsch, 1884 — Africa
49. Diaea punctata L. Koch, 1875 — Queensland, Nuovo Galles del Sud
50. Diaea punctipes L. Koch, 1875 — Queensland
51. Diaea rohani Fage, 1923 — Angola
52. Diaea rosea L. Koch, 1875 — Nuovo Galles del Sud
53. Diaea rubropunctata Rainbow, 1920 — Isola Lord Howe
54. Diaea rufoannulata Simon, 1880 — Nuova Caledonia
55. Diaea semilutea Simon, 1903 — Guinea Equatoriale
56. Diaea seminola Gertsch, 1939 — USA
57. Diaea septempunctata L. Koch, 1874 — Nuova Guinea, Isole Tonga
58. Diaea shirleyi Hogg, 1922 — Vietnam
59. Diaea simplex Xu, Han & Li, 2008 — Hong Kong
60. Diaea socialis Main, 1988 — Australia occidentale
61. Diaea sphaeroides (Urquhart, 1885) — Nuova Zelanda
62. Diaea spinosa Keyserling, 1880 — Colombia
63. Diaea subdola O. P.-Cambridge, 1885 — Russia, India, dal Pakistan al Giappone
64. Diaea suspiciosa O. P.-Cambridge, 1885 — Asia centrale, Mongolia, Cina
65. Diaea tadtadtinika Barrion & Litsinger, 1995 — Filippine
66. Diaea taibeli Caporiacco, 1949 — Kenya
67. Diaea tenuis L. Koch, 1875 — Queensland, Nuovo Galles del Sud
68. Diaea terrena Dyal, 1935 — Pakistan
69. Diaea tongatabuensis Strand, 1913 — Polinesia
70. Diaea tristania (Rainbow, 1900) — Nuovo Galles del Sud
71. Diaea variabilis L. Koch, 1875 — Queensland, Nuovo Galles del Sud
72. Diaea velata L. Koch, 1876 — Queensland
73. Diaea viridipes Strand, 1909 — Sudafrica
74. Diaea xanthogaster (L. Koch, 1875) — Nuovo Galles del Sud
75. Diaea zonura Thorell, 1892 — Giava, Sumatra

## Dietopsa
Dietopsa Strand, 1932
- Dietopsa castaneifrons (Simon, 1895) — India
- Dietopsa parnassia (Simon, 1895)[2] — India

## Dimizonops
Dimizonops Pocock, 1903
- Dimizonops insularis Pocock, 1903[2] — Isola di Socotra (Oceano Indiano)

## Diplotychus
Diplotychus Simon, 1903
- Diplotychus longulus Simon, 1903[2] — Madagascar

## Domatha
Domatha Simon, 1895
- Domatha celeris Kulczynski, 1911 — Nuova Guinea
- Domatha vivida Simon, 1895[2] — Filippine

## Ebelingia
Ebelingia Lehtinen, 2005
- Ebelingia hubeiensis (Song & Zhao, 1994) — Cina
- Ebelingia kumadai (Ono, 1985)[2] — Russia, Cina, Corea, Giappone, isola di Okinawa

## Ebrechtella

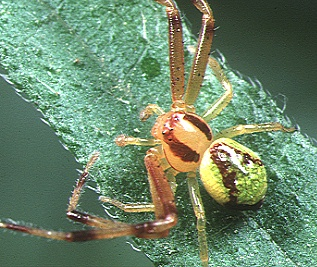
Ebrechtella tricuspidata, maschio

Ebrechtella Dahl, 1907
1. Ebrechtella concinna (Thorell, 1877)[2] — dal Pakistan alle Filippine, Celebes, Nuova Guinea
2. Ebrechtella forcipata (Song & Zhu, 1993) — Cina
3. Ebrechtella hongkong (Song, Zhu & Wu, 1997) — Cina
4. Ebrechtella margaritacea (Simon, 1909) — Vietnam
5. Ebrechtella pseudovatia (Schenkel, 1936) — Bhutan, Cina, Taiwan
6. Ebrechtella sufflava (O. P.-Cambridge, 1885) — Pakistan
7. Ebrechtella timida (Thorell, 1887) — Birmania
8. Ebrechtella tricuspidata (Fabricius, 1775) — Regione paleartica
  - Ebrechtella tricuspidata concolor (Caporiacco, 1935) — Karakorum
9. Ebrechtella xinjiangensis (Hu & Wu, 1989) — Cina
10. Ebrechtella xinjie (Song, Zhu & Wu, 1997) — Cina

## Emplesiogonus
Emplesiogonus Simon, 1903
- Emplesiogonus scutulatus Simon, 1903b — Madagascar
- Emplesiogonus striatus Simon, 1903l[2] — Madagascar

## Epicadinus
Epicadinus Simon, 1895
1. Epicadinus albimaculatus Mello-Leitão, 1929 — Brasile
2. Epicadinus biocellatus Mello-Leitão, 1929 — Brasile
3. Epicadinus gavensis Soares & Soares, 1946 — Brasile
4. Epicadinus helenae Piza, 1936 — Brasile
5. Epicadinus marmoratus Mello-Leitão, 1947 — Brasile
6. Epicadinus polyophthalmus Mello-Leitão, 1929 — Brasile
7. Epicadinus spinipes (Blackwall, 1862) — Brasile
8. Epicadinus trifidus (O. P.-Cambridge, 1893) — Messico
9. Epicadinus trispinosus (Taczanowski, 1872)[2] — Perù, Brasile, Guiana francese, Bolivia
10. Epicadinus tuberculatus Petrunkevitch, 1910 — Brasile
11. Epicadinus villosus Mello-Leitão, 1929 — Brasile, Paraguay

## Epicadus
Epicadus Simon, 1895
- Epicadus granulatus Banks, 1909 — Costa Rica
- Epicadus heterogaster (Guérin, 1829)[2] — Brasile, Uruguay, Argentina
  - Epicadus heterogaster scholagriculae Piza, 1933 — Brasile
- Epicadus nigronotatus Mello-Leitão, 1940 — Brasile
- Epicadus pallidus Mello-Leitão, 1929 — Brasile
- Epicadus planus Mello-Leitão, 1932 — Brasile
- Epicadus rubripes Mello-Leitão, 1924 — Brasile

## Epidius
Epidius Thorell, 1877
- Epidius bazarus (Tikader, 1970) — Cina, India
- Epidius binotatus Simon, 1897 — Africa occidentale, Congo
  - Epidius binotatus guineensis Millot, 1942 — Guinea
- Epidius denisi Lessert, 1943 — Congo
- Epidius gongi (Song & Kim, 1992) — Cina
- Epidius longipalpis Thorell, 1877[2] — India, Sri Lanka, Giava, Sumatra, isola di Seram (Arcipelago delle Molucche), Celebes
- Epidius lyriger Simon, 1897 — Filippine
- Epidius pallidus (Thorell, 1890) — Sumatra
- Epidius parvati Benjamin, 2000 — Sri Lanka
- Epidius rubropictus Simon, 1909 — Vietnam, Cina, Sumatra
- Epidius typicus (Bösenberg & Strand, 1906) — Giappone

## Erissoides
Erissoides Mello-Leitão, 1929
- Erissoides argentinus Mello-Leitão, 1931 — Argentina
- Erissoides striatus Mello-Leitão, 1929[2] — Brasile
- Erissoides vittatus Mello-Leitão, 1949 — Brasile

## Erissus
Erissus Simon, 1895
- Erissus angulosus Simon, 1895 — Brasile
- Erissus bateae Soares, 1941 — Brasile
- Erissus bilineatus Mello-Leitão, 1929 — Brasile
- Erissus fuscus Simon, 1929 — Perù, Brasile
- Erissus mirabilis (Soares, 1942) — Brasile
- Erissus roseus Mello-Leitão, 1943 — Brasile
- Erissus sanctaeleopoldinae (Soares & Soares, 1946) — Brasile
- Erissus spinosissimus Mello-Leitão, 1929 — Brasile
- Erissus truncatifrons Simon, 1895 — Venezuela, Brasile
- Erissus validus Simon, 1895[2] — Perù, Brasile

## Felsina
Felsina Simon, 1895
- Felsina granulum Simon, 1895[2] — Africa occidentale

## Firmicus
Firmicus Simon, 1895
1. Firmicus abnormis (Lessert, 1923) — Sudafrica
2. Firmicus arushae Caporiacco, 1947 — Africa orientale
3. Firmicus aurantipes Jézéquel, 1966 — Costa d'Avorio
4. Firmicus biguttatus Caporiacco, 1940 — Etiopia
5. Firmicus bimaculatus (Simon, 1886) — Madagascar
6. Firmicus bipunctatus Caporiacco, 1941 — Etiopia
7. Firmicus bivittatus Simon, 1895 — Spagna, Francia, Algeria
8. Firmicus bragantinus (Brito Capello, 1866)[2] — Africa occidentale, Congo, Angola, Sudan
9. Firmicus campestratus Simon, 1907 — Africa occidentale, Congo
  - Firmicus campestratus faradjensis (Lessert, 1928) — Congo
  - Firmicus campestratus ogoueensis Simon, 1907 — Congo
10. Firmicus dewitzi Simon, 1899 — Egitto, Israele
11. Firmicus duriusculus Simon, 1903 — Vietnam
12. Firmicus haywoodae Jézéquel, 1964 — Costa d'Avorio
13. Firmicus insularis (Blackwall, 1877) — Isole Seychelles
14. Firmicus lentiginosus (Simon, 1886) — Africa
15. Firmicus paecilipes Caporiacco, 1940 — Etiopia
16. Firmicus strandi Caporiacco, 1947 — Africa orientale
17. Firmicus werneri Simon, 1906 — Uganda

## Geraesta
Geraesta Simon, 1889
- Geraesta hirta Simon, 1889[2] — Madagascar
- Geraesta lehtineni Benjamin, 2011 — Madagascar
- Geraesta mkwawa Benjamin, 2011 — Tanzania

## Gnoerichia
Gnoerichia Dahl, 1907
- Gnoerichia buettneri Dahl, 1907[2] — Camerun

## Haedanula
Haedanula Caporiacco, 1941
- Haedanula subinermis Caporiacco, 1941[2] — Etiopia

## Haplotmarus
Haplotmarus Simon, 1909
- Haplotmarus plumatilis Simon, 1909[2] — Vietnam

## Hedana
Hedana L. Koch, 1874
1. Hedana bonneti Chrysanthus, 1964 — Nuova Guinea
2. Hedana gracilis L. Koch, 1874[2] — Nuovo Galles del Sud
3. Hedana maculosa Hogg, 1896 — Australia centrale
4. Hedana morgani (Simon, 1885) — Malaysia
5. Hedana ocellata Thorell, 1890 — Birmania, Sumatra, Giava
6. Hedana octoperlata Simon, 1895 — Venezuela
7. Hedana pallida L. Koch, 1876 — isole Tonga
8. Hedana perspicax Thorell, 1890 — Birmania, Sumatra, Giava
9. Hedana subtilis L. Koch, 1874 — isole Tonga
10. Hedana valida L. Koch, 1875 — Australia

## Henriksenia
Henriksenia Lehtinen, 2005
- Henriksenia hilaris (Thorell, 1877)[2] — dall'India alle Filippine, Celebes, Nuova Guinea
- Henriksenia thienemanni (Reimoser, 1931) — Sumatra

## Herbessus
Herbessus Simon, 1903
- Herbessus decorsei Simon, 1903[2] — Madagascar

## Heriaesynaema
Heriaesynaema Caporiacco, 1939
- Heriaesynaema flavipes Caporiacco, 1939[2] — Etiopia

## Heriaeus
Heriaeus Simon, 1875
1. Heriaeus algericus Loerbroks, 1983 — Algeria
2. Heriaeus allenjonesi Niekerk & Dippenaar-Schoeman, 2013 — Sudafrica
3. Heriaeus antoni Niekerk & Dippenaar-Schoeman, 2013 — Sudafrica
4. Heriaeus buffoni (Audouin, 1826) — Africa settentrionale, Israele
5. Heriaeus buffonopsis Loerbroks, 1983 — Asia centrale
6. Heriaeus capillatus Utochkin, 1985 — Kazakistan
7. Heriaeus charitonovi Utochkin, 1985 — Asia centrale
8. Heriaeus concavus Tang & Li, 2010 — Cina
9. Heriaeus convexus Tang & Li, 2010 — Cina
10. Heriaeus copricola Niekerk & Dippenaar-Schoeman, 2013 — Sudafrica
11. Heriaeus crassispinus Lawrence, 1942 — Sudafrica
12. Heriaeus delticus Utochkin, 1985 — Russia
13. Heriaeus fedotovi Charitonov, 1946 — Asia centrale
14. Heriaeus foordi Niekerk & Dippenaar-Schoeman, 2013 — Sudafrica
15. Heriaeus graminicola (Doleschall, 1852) — dall'Europa all'Asia centrale
16. Heriaeus hirtus (Latreille, 1819)[2] — dall'Europa alla Georgia
17. Heriaeus horridus Tyschchenko, 1965 — Russia, Asia centrale, India
18. Heriaeus latifrons Lessert, 1919 — Africa orientale
19. Heriaeus madagascar Niekerk & Dippenaar-Schoeman, 2013 — Madagascar
20. Heriaeus maurusius Loerbroks, 1983 — Marocco
21. Heriaeus melloteei Simon, 1886 — regione paleartica
22. Heriaeus muizenberg Niekerk & Dippenaar-Schoeman, 2013 — Sudafrica
23. Heriaeus numidicus Loerbroks, 1983 — Marocco, Algeria
24. Heriaeus oblongus Simon, 1918 — regione paleartica
25. Heriaeus orientalis Simon, 1918 — Grecia, Turchia, Ucraina
26. Heriaeus peterwebbi Niekerk & Dippenaar-Schoeman, 2013 — Namibia, Sudafrica
27. Heriaeus pilosus Nosek, 1905 — Turchia
28. Heriaeus setiger (O. P.-Cambridge, 1872) — regione paleartica
29. Heriaeus simoni Kulczyński, 1903 — regione paleartica
30. Heriaeus sossusvlei Niekerk & Dippenaar-Schoeman, 2013 — Namibia, Sudafrica
31. Heriaeus spinipalpus Loerbroks, 1983 — Mediterraneo orientale
32. Heriaeus transvaalicus Simon, 1895 — Sudafrica
33. Heriaeus xanderi Niekerk & Dippenaar-Schoeman, 2013 — Tanzania, Sudafrica
34. Heriaeus zanii Niekerk & Dippenaar-Schoeman, 2013 — Sudafrica

## Heterogriffus
Heterogriffus Platnick, 1976
- Heterogriffus berlandi Lessert, 1938[2] — Congo, Uganda, Angola

## Hewittia
Hewittia Lessert, 1928
- Hewittia gracilis Lessert, 1928[2] — Congo

## Hexommulocymus
Hexommulocymus Caporiacco, 1955
- Hexommulocymus kolosvaryi Caporiacco, 1955[2] — Venezuela

## Holopelus
Holopelus Simon, 1886
- Holopelus albibarbis Simon, 1895 — Sudafrica, Isola di Bioko (Golfo di Guinea)
- Holopelus almiae Dippenaar-Schoeman, 1986 — Sudafrica
- Holopelus bufoninus Simon, 1886[2] — Sumatra
- Holopelus crassiceps (Strand, 1913) — Africa centrale
- Holopelus irroratus (Thorell, 1899) — Camerun
- Holopelus malati Simon, 1895 — India
- Holopelus piger O.P.-Cambridge, 1899 — Sri Lanka

## Ibana
Ibana Benjamin, 2014
- Ibana senagang Benjamin, 2014[2] — Borneo

## Indosmodicinus
Indosmodicinus Sen, Saha & Raychaudhuri, 2010
- Indosmodicinus bengalensis Sen, Saha & Raychaudhuri, 2010[2] — India, Cina

## Indoxysticus
Indoxysticus Benjamin & Jaleel, 2010
- Indoxysticus lumbricus Tang & Li, 2010 — Cina
- Indoxysticus minutus (Tikader, 1960)[2] — India
- Indoxysticus tangi Jin & Zhang, 2012 — Cina

## Iphoctesis
Iphoctesis Simon, 1903
- Iphoctesis echinipes Simon, 1903[2] — Madagascar

## Isala
Isala L. Koch, 1876
- Isala punctata L. Koch, 1876[2] — Australia

## Isaloides
Isaloides F. O. P.-Cambridge, 1900
- Isaloides putus (O. P.-Cambridge, 1891)[2] — Messico, Panama
- Isaloides toussainti Banks, 1903 — Cuba, Hispaniola
- Isaloides yollotl Jiménez, 1992 — Messico

## Lampertia
Lampertia Strand, 1907
- Lampertia pulchra Strand, 1907[2] — Madagascar

## Latifrons
Latifrons Kulczyński, 1911
- Latifrons picta Kulczynski, 1911[2] — Nuova Guinea

## Ledouxia
Ledouxia Lehtinen, 2005
- Ledouxia alluaudi (Simon, 1898)[2] — Isola Mauritius, Isola Réunion (Oceano Indiano)

## Leroya
Leroya Lewis & Dippenaar-Schoeman, 2014
- Leroya silva Lewis & Dippenaar-Schoeman, 2014[2] — Congo, Ruanda, Uganda
- Leroya unicolor (Simon, 1895) — Sierra Leone, Congo, Costa d'Avorio

## Loxobates
Loxobates Thorell, 1877
- Loxobates castetsi (Simon, 1906) — India
- Loxobates daitoensis Ono, 1988 — Cina, Giappone
- Loxobates ephippiatus Thorell, 1877[2] — Celebes
- Loxobates kapuri (Tikader, 1980) — India
- Loxobates kawilus Barrion & Litsinger, 1995 — Filippine
- Loxobates masapangensis Barrion & Litsinger, 1995 — Filippine
- Loxobates minor Ono, 2001 — Bhutan, Cina
- Loxobates ornatus Thorell, 1891 — Malaysia
- Loxobates quinquenotatus Thorell, 1895 — Birmania
- Loxobates spiniformis Yang, Zhu & Song, 2006 — Cina

## Loxoporetes
Loxoporetes Kulczyński, 1911
- Loxoporetes colcloughi (Rainbow, 1912) — Territorio del Nord (Australia)
- Loxoporetes nouhuysii Kulczyński, 1911[2] — Nuova Guinea

## Lycopus
Lycopus Thorell, 1895
- Lycopus atypicus Strand, 1911 — Arcipelago delle Molucche, Nuova Guinea
- Lycopus cha Tang & Li, 2010 — Cina
- Lycopus edax Thorell, 1895[2] — Birmania
- Lycopus kochi Kulczynski, 1911 — Nuova Guinea
- Lycopus longissimus Tang & Li, 2010 — Cina
- Lycopus primus Tang & Li, 2009 — Cina
- Lycopus rubropictus Workman, 1896 — Singapore
- Lycopus tabulatus Tang & Li, 2010 — Cina
- Lycopus trabeatus Simon, 1895 — India

## Lysiteles
Lysiteles Simon, 1895
1. Lysiteles ambrosii Ono, 2001 — Bhutan, Cina
2. Lysiteles amoenus Ono, 1980 — Bhutan, Taiwan
3. Lysiteles anchorus Zhu, Lian & Ono, 2004 — Cina
4. Lysiteles annapurnus Ono, 1979 — Nepal
5. Lysiteles arcuatus Tang et al., 2008 — Cina
6. Lysiteles auriculatus Tang et al., 2008 — Cina
7. Lysiteles badongensis Song & Chai, 1990 — Cina
8. Lysiteles bhutanus Ono, 2001 — Bhutan, Cina
9. Lysiteles boteus Barrion & Litsinger, 1995 — Filippine
10. Lysiteles brunettii (Tikader, 1962) — India
11. Lysiteles catulus Simon, 1895[2] — India
12. Lysiteles clavellatus Tang et al., 2008 — Cina
13. Lysiteles conflatus Tang et al., 2008 — Cina
14. Lysiteles conicus Tang et al., 2007 — Cina

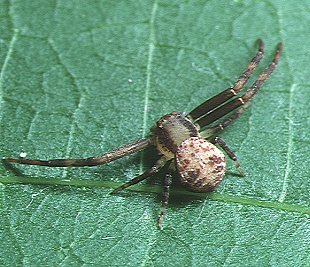
Ebelingia kumadai, forma juvenile

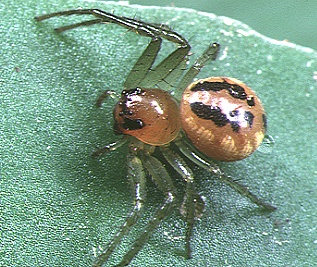
Lysiteles miniatus, femmina

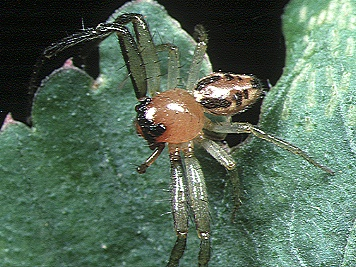
Lysiteles miniatus, maschio

15. Lysiteles coronatus (Grube, 1861) — Russia, Cina, Corea, Giappone
16. Lysiteles corrugus Tang et al., 2008 — Cina
17. Lysiteles curvatus Tang et al., 2008 — Cina
18. Lysiteles davidi Tang et al., 2007 — Cina
19. Lysiteles dentatus Tang et al., 2007 — Cina
20. Lysiteles dianicus Song & Zhao, 1994 — Cina
21. Lysiteles digitatus Zhang, Zhu & Tso, 2006 — Taiwan
22. Lysiteles distortus Tang et al., 2008 — Cina
23. Lysiteles excultus (O. P.-Cambridge, 1885) — India, Pakistan
24. Lysiteles furcatus Tang & Li, 2010 — Cina
25. Lysiteles guoi Tang et al., 2008 — Cina
26. Lysiteles himalayensis Ono, 1979 — Nepal, Bhutan, Cina
27. Lysiteles hongkong Song, Zhu & Wu, 1997 — Cina
28. Lysiteles inflatus Song & Chai, 1990 — Cina
29. Lysiteles kunmingensis Song & Zhao, 1994 — Bhutan, Cina
30. Lysiteles leptosiphus Tang & Li, 2010 — Cina
31. Lysiteles lepusculus Ono, 1979 — Nepal
32. Lysiteles linzhiensis Hu, 2001 — Cina
33. Lysiteles magkalapitus Barrion & Litsinger, 1995 — Filippine
34. Lysiteles maior Ono, 1979 — Russia, dal Nepal al Giappone
35. Lysiteles mandali (Tikader, 1966) — India, Cina
36. Lysiteles miniatus Ono, 1980 — Isole Ryukyu
37. Lysiteles minimus (Schenkel, 1953) — Cina
38. Lysiteles minusculus Song & Chai, 1990 — Bhutan, Cina
39. Lysiteles montivagus Ono, 1979 — Nepal
40. Lysiteles niger Ono, 1979 — Nepal, Bhutan, Cina
41. Lysiteles okumae Ono, 1980 — Giappone
42. Lysiteles parvulus Ono, 1979 — Nepal
43. Lysiteles punctiger Ono, 2001 — Bhutan, Cina
44. Lysiteles qiuae Song & Wang, 1991 — Cina
45. Lysiteles saltus Ono, 1979 — Nepal, Bhutan, Cina
46. Lysiteles silvanus Ono, 1980 — Cina, Taiwan
47. Lysiteles sorsogonensis Barrion & Litsinger, 1995 — Filippine
48. Lysiteles spirellus Tang et al., 2008 — Cina
49. Lysiteles subdianicus Tang et al., 2008 — Cina
50. Lysiteles suwertikos Barrion & Litsinger, 1995 — Filippine
51. Lysiteles torsivus Zhang, Zhu & Tso, 2006 — Cina, Taiwan
52. Lysiteles transversus Tang et al., 2008 — Cina
53. Lysiteles umalii Barrion & Litsinger, 1995 — Filippine
54. Lysiteles uniprocessus Tang et al., 2008 — Cina
55. Lysiteles wenensis Song, 1995 — Cina
56. Lysiteles wittmeri Ono, 2001 — Bhutan

## Massuria
Massuria Thorell, 1887
- Massuria angulata Thorell, 1887[2] — Birmania
- Massuria bandian Tang & Li, 2010 — Cina
- Massuria bellula Xu, Han & Li, 2008 — Hong Kong
- Massuria ovalis Tang & Li, 2010 — Cina
- Massuria roonwali (Basu, 1964) — India
- Massuria sreepanchamii (Tikader, 1962) — India
- Massuria watari Ono, 2002 — Giappone

## Mastira
Mastira Thorell, 1891
- Mastira adusta (L. Koch, 1867) — Nuova Guinea, Queensland, Nuovo Galles del Sud
- Mastira bipunctata Thorell, 1891[2] — Taiwan, Singapore, Sumatra
- Mastira bitaeniata (Thorell, 1878) — Isola di Ambon (Arcipelago delle Molucche)
- Mastira cimicina (Thorell, 1881) — Filippine, Nuova Guinea, Isole Aru (Arcipelago delle Molucche), Queensland
- Mastira flavens (Thorell, 1877) — Taiwan, Filippine, Celebes
- Mastira menoka (Tikader, 1963) — India
- Mastira nicobarensis (Tikader, 1980) — India, Isole Nicobare (Oceano Indiano)
- Mastira nitida (Thorell, 1877) — Filippine, Celebes, Isola di Ambon (Arcipelago delle Molucche), e altre isole dell'Arcipelago delle Molucche
- Mastira serrula Tang & Li, 2010 — Cina
- Mastira tegularis Xu, Han & Li, 2008 — Hong Kong

## Mecaphesa
Mecaphesa Simon, 1900
1. Mecaphesa aikoae (Schick, 1965) — USA

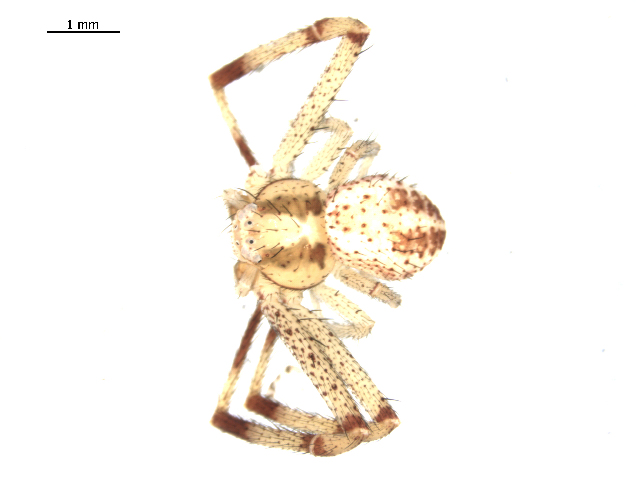
Mecaphesa carletonica

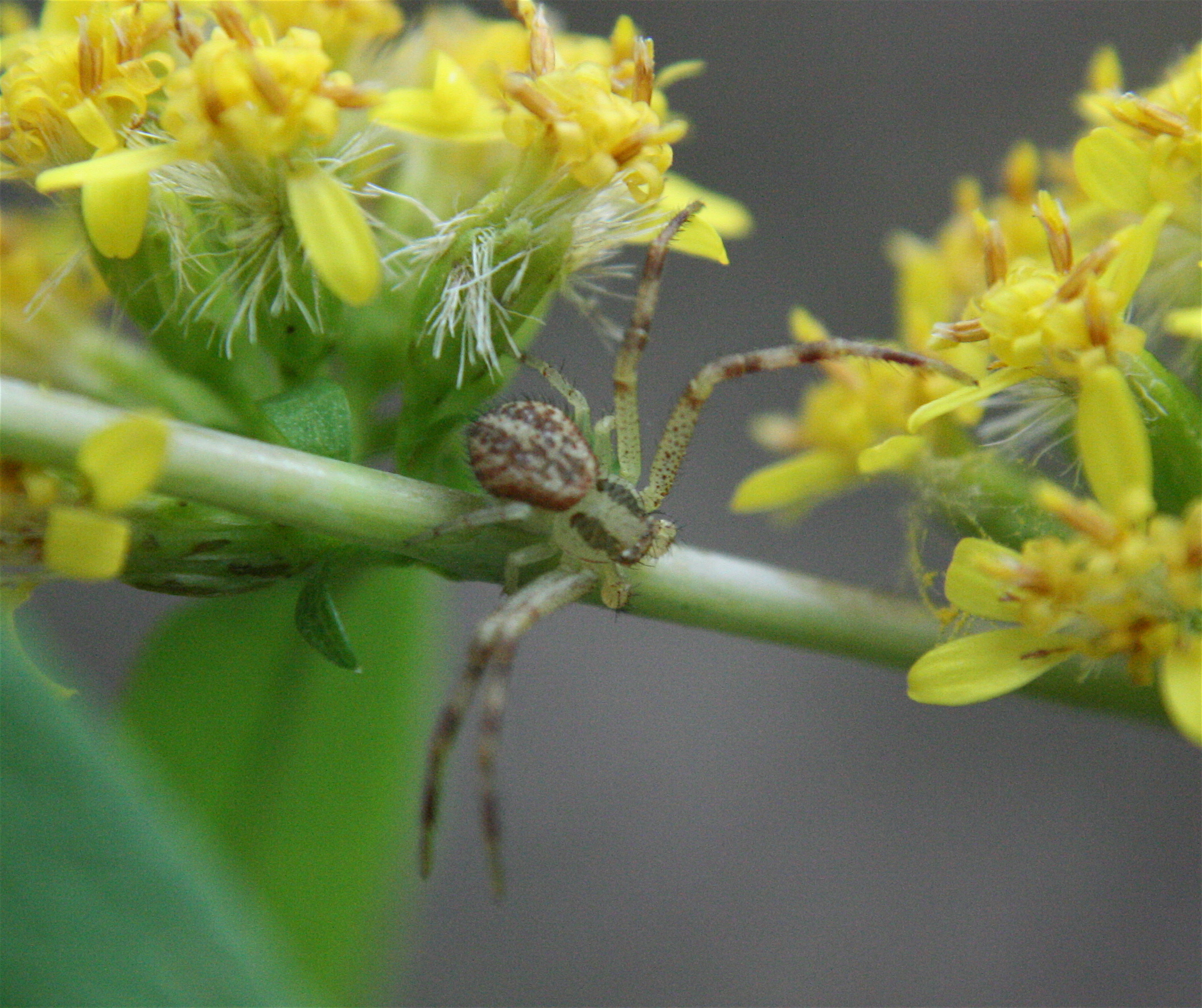
Mecaphesa celer

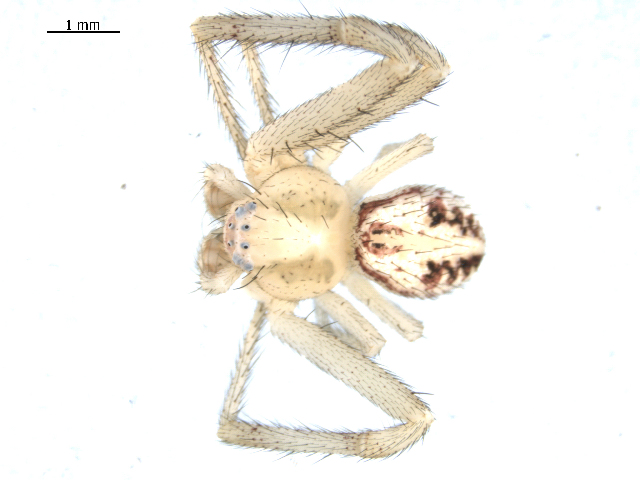
Mecaphesa sierrensis

2. Mecaphesa anguliventris (Simon, 1900) — Hawaii
3. Mecaphesa arida (Suman, 1970) — Hawaii
4. Mecaphesa asperata (Hentz, 1847) — America settentrionale e centrale, Indie Occidentali
5. Mecaphesa baltea (Suman, 1970) — Hawaii
6. Mecaphesa bubulcus (Suman, 1970) — Porto Rico
7. Mecaphesa californica (Banks, 1896) — USA, Messico, Hispaniola
8. Mecaphesa carletonica (Dondale & Redner, 1976) — USA, Canada
9. Mecaphesa cavata (Suman, 1970) — Hawaii
10. Mecaphesa celer (Hentz, 1847) — America settentrionale e centrale
  - Mecaphesa celer olivacea (Franganillo, 1930) — Cuba
  - Mecaphesa celer punctata (Franganillo, 1926) — Cuba
11. Mecaphesa cincta Simon, 1900[2] — Hawaii
12. Mecaphesa coloradensis (Gertsch, 1933) — USA, Messico
13. Mecaphesa damnosa (Keyserling, 1880) — Messico, Guatemala, Panama
14. Mecaphesa decora (Banks, 1898) — Messico, Guatemala
15. Mecaphesa deserti (Schick, 1965) — USA, Messico
16. Mecaphesa devia (Gertsch, 1939) — USA
17. Mecaphesa discreta (Suman, 1970) — Hawaii
18. Mecaphesa dubia (Keyserling, 1880) — USA, Messico
19. Mecaphesa edita (Suman, 1970) — Hawaii
20. Mecaphesa facunda (Suman, 1970) — Hawaii
21. Mecaphesa gabrielensis (Schick, 1965) — USA
22. Mecaphesa gertschi (Kraus, 1955) — El Salvador
23. Mecaphesa hiatus (Suman, 1970) — Hawaii
24. Mecaphesa imbricata (Suman, 1970) — Hawaii
25. Mecaphesa importuna (Keyserling, 1881) — USA
  - Mecaphesa importuna belkini (Schick, 1965) — USA
26. Mecaphesa inclusa (Banks, 1902) — Isole Galapagos
27. Mecaphesa insulana (Keyserling, 1890) — Hawaii
28. Mecaphesa juncta (Suman, 1970) — Hawaii
29. Mecaphesa kanakana (Karsch, 1880) — Hawaii
30. Mecaphesa lepida (Thorell, 1877) — USA, Canada
31. Mecaphesa lowriei (Schick, 1970) — USA
32. Mecaphesa naevigera (Simon, 1900) — Hawaii
33. Mecaphesa nigrofrenata (Simon, 1900) — Hawaii
34. Mecaphesa oreades (Simon, 1900) — Hawaii
35. Mecaphesa perkinsi Simon, 1904 — Hawaii
36. Mecaphesa persimilis (Kraus, 1955) — El Salvador
37. Mecaphesa prosper (O. P.-Cambridge, 1896) — Guatemala
38. Mecaphesa quercina (Schick, 1965) — USA
39. Mecaphesa reddelli Baert, 2013 — isole Galapagos
40. Mecaphesa revillagigedoensis (Jiménez, 1991) — Messico
41. Mecaphesa rothi (Schick, 1965) — USA
42. Mecaphesa rufithorax (Simon, 1904) — Hawaii
43. Mecaphesa schlingeri (Schick, 1965) — USA
44. Mecaphesa semispinosa Simon, 1900 — Hawaii
45. Mecaphesa sierrensis (Schick, 1965) — USA
46. Mecaphesa sjostedti (Berland, 1924) — Isole Juan Fernandez (Cile)
47. Mecaphesa spiralis (F. O. P.-Cambridge, 1900) — Guatemala
48. Mecaphesa velata (Simon, 1900) — Hawaii
49. Mecaphesa verityi (Schick, 1965) — USA

## Megapyge
Megapyge Caporiacco, 1947
- Megapyge rufa Caporiacco, 1947[2] — Guyana

## Metadiaea
Metadiaea Mello-Leitão, 1929
- Metadiaea fidelis Mello-Leitão, 1929[2] — Brasile

## Micromisumenops
Micromisumenops Tang & Li, 2010
- Micromisumenops xiushanensis Tang & Li, 2010[2] — Cina

## Misumena
Misumena Latreille, 1804
1. Misumena adelae Mello-Leitão, 1944 — Argentina
2. Misumena alpha Chrysanthus, 1964 — Nuova Guinea
3. Misumena amabilis Keyserling, 1880 — Perù
4. Misumena annapurna Tikader, 1963 — India

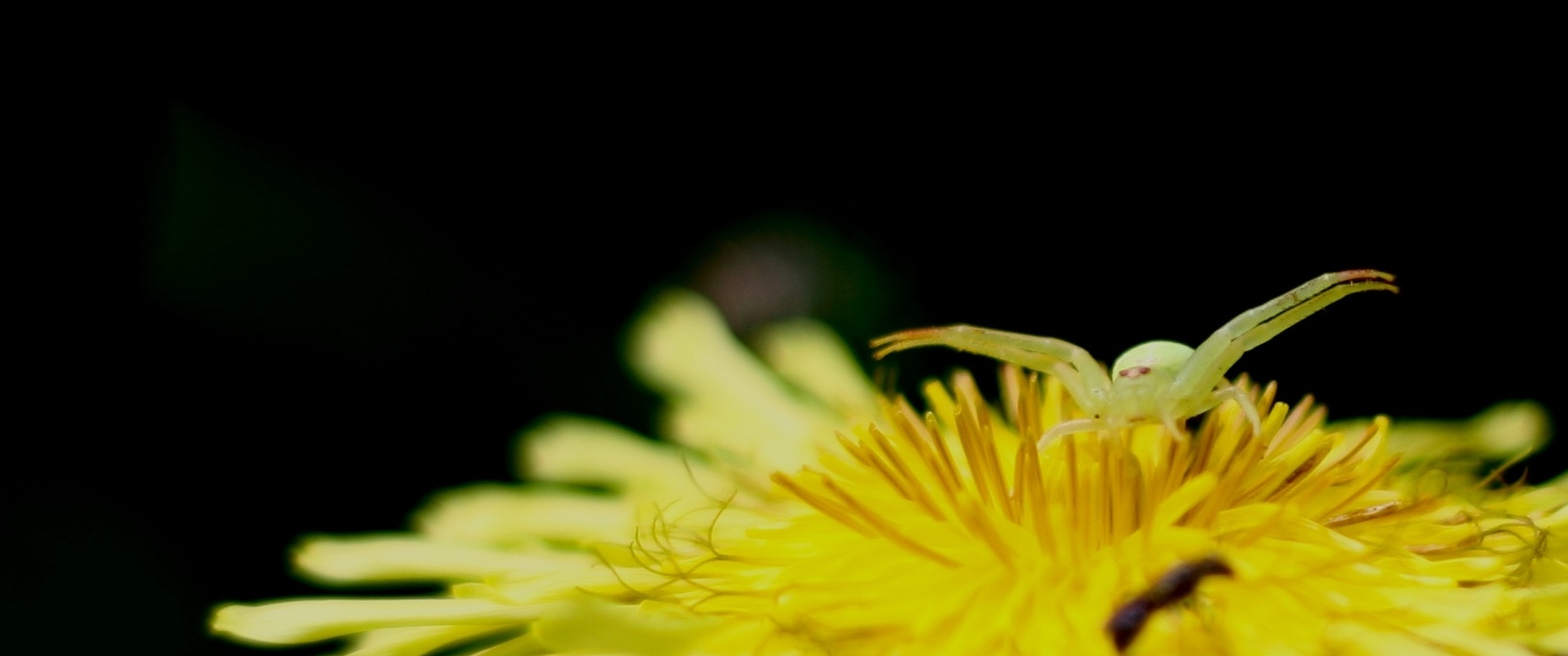
Misumena nigromaculata

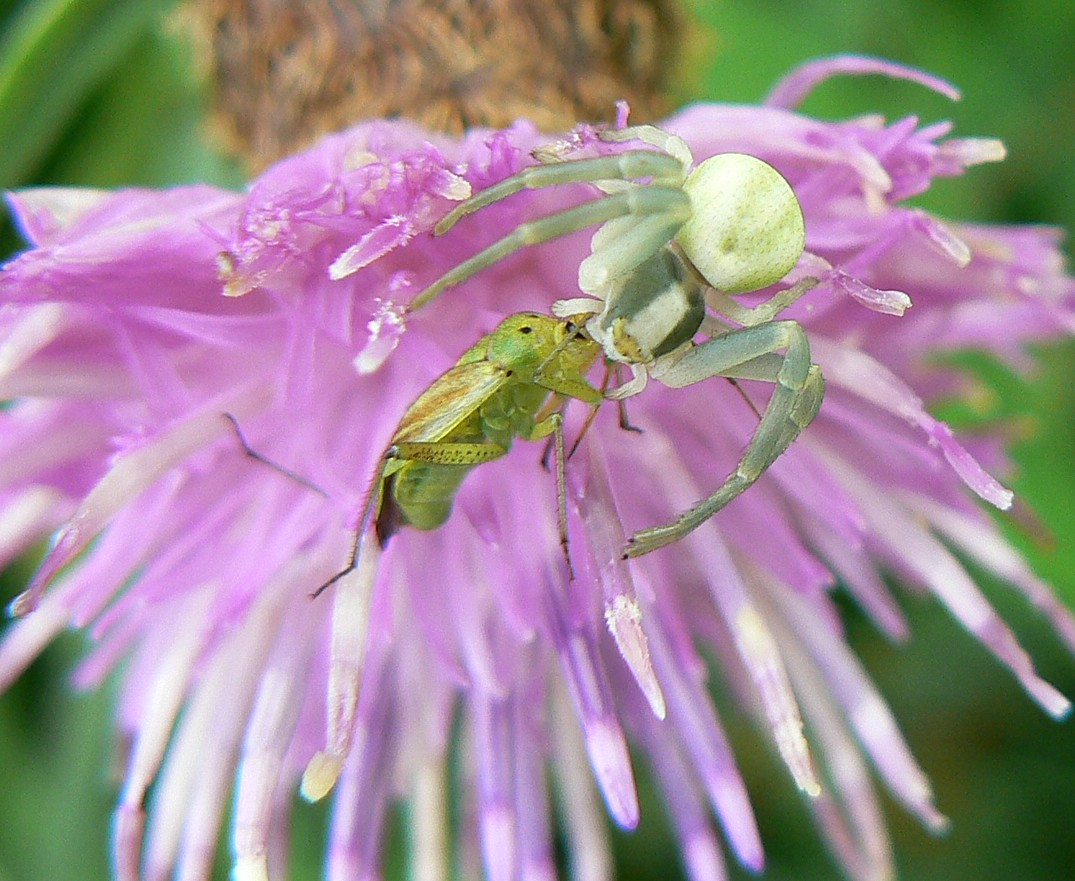
Misumena vatia

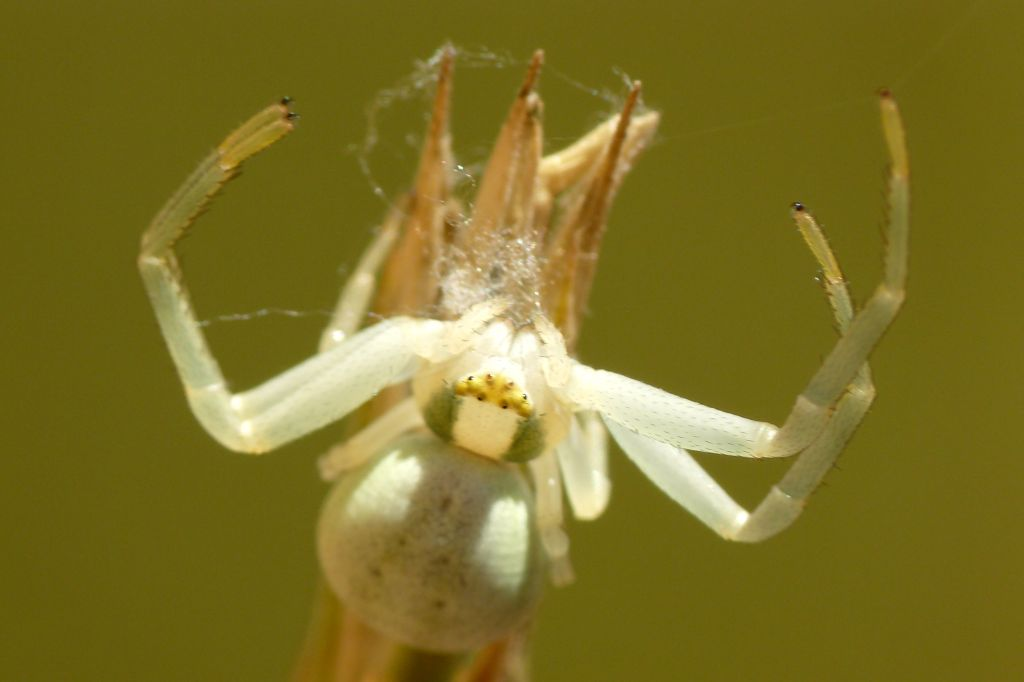
Misumena vatia

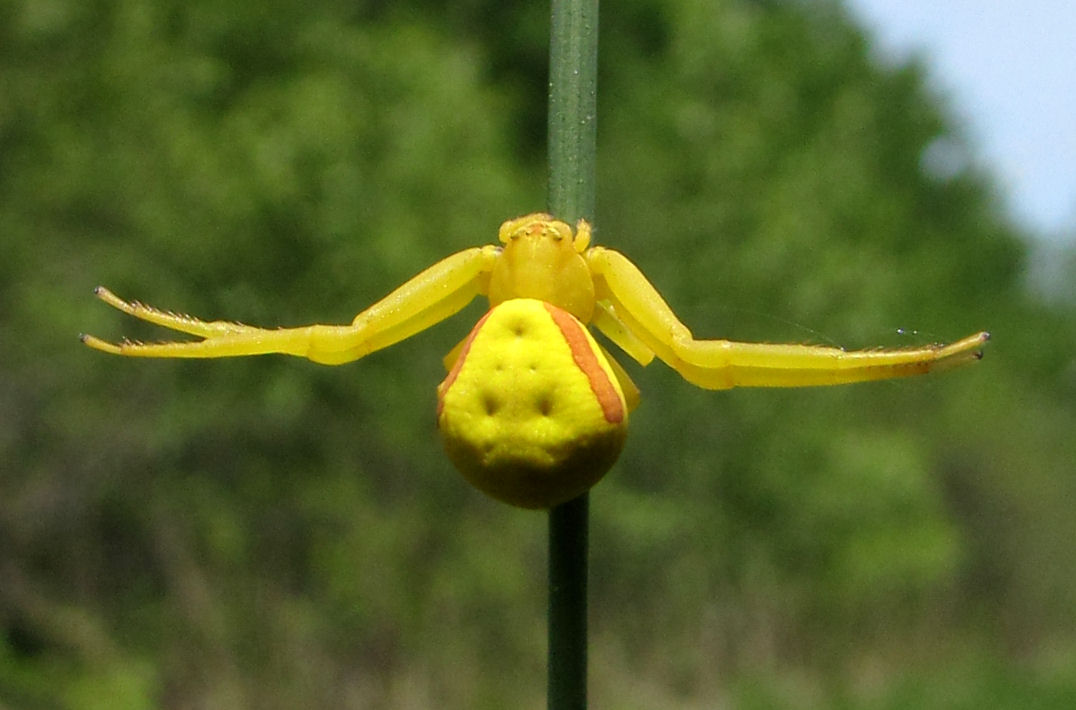
Misumena vatia

5. Misumena arrogans Thorell, 1881 — Isola di Yule (Papua Nuova Guinea)
6. Misumena atrocincta Costa, 1875 — Egitto
7. Misumena beta Chrysanthus, 1964 — Nuova Guinea
8. Misumena bicolor Simon, 1875 — Corsica
9. Misumena bipunctata Rainbow, 1898 — Australia
10. Misumena citreoides (Taczanowski, 1872) — Guyana, Guiana francese
11. Misumena conferta Banks, 1898 — Messico
12. Misumena fasciata Kulczynski, 1911 — Nuova Guinea
13. Misumena fidelis Banks, 1898 — USA, Messico
14. Misumena frenata Simon, 1909 — Vietnam
15. Misumena ganpatii Kumari & Mittal, 1994 — India
16. Misumena greenae Tikader, 1965 — India
17. Misumena grubei (Simon, 1895) — Mongolia, Cina
18. Misumena indra Tikader, 1963 — India
19. Misumena innotata Thorell, 1881 — Nuova Guinea
20. Misumena lorentzi Kulczynski, 1911 — Nuova Guinea
21. Misumena luteovariata Mello-Leitão, 1929 — Brasile
22. Misumena maputiyana Barrion & Litsinger, 1995 — Filippine
23. Misumena maronica Caporiacco, 1954 — Guiana francese
24. Misumena mridulai Tikader, 1962 — India
25. Misumena nana Lessert, 1933 — Angola
26. Misumena nigripes (Taczanowski, 1872) — Perù, Guiana francese
27. Misumena nigromaculata Denis, 1963 — Madeira
28. Misumena oblonga O. P.-Cambridge, 1885 — Yarkand (Cina)
29. Misumena pallescens Caporiacco, 1949 — Kenya
30. Misumena peninsulana Banks, 1898 — Messico
31. Misumena picta Franganillo, 1926 — Cuba
32. Misumena platimanu Mello-Leitão, 1929 — Brasile
33. Misumena quadrivulvata Franganillo, 1926 — Cuba
34. Misumena ritujae Gajbe, 2008 — India
35. Misumena rubripes Keyserling, 1880 — Perù
36. Misumena spinifera (Blackwall, 1862) — Madeira, Isole Canarie
37. Misumena spinigaster Mello-Leitão, 1929 — Brasile
38. Misumena tapyasuka Barrion & Litsinger, 1995 — Giava
39. Misumena terrosa Soares, 1944 — Brasile
40. Misumena vatia (Clerck, 1757)[2] — Regione olartica
41. Misumena viridans Mello-Leitão, 1917 — Brasile

## Misumenoides
Misumenoides F. O. P.-Cambridge, 1900
1. Misumenoides annulipes (O. P.-Cambridge, 1891) — Messico, Guatemala
2. Misumenoides athleticus (Mello-Leitão, 1944) — Brasile, Argentina
3. Misumenoides bifissus F. O. P.-Cambridge, 1900 — Guatemala
4. Misumenoides blandus (O. P.-Cambridge, 1891) — Guatemala, Panama
5. Misumenoides carminatus Mello-Leitão, 1941 — Argentina
6. Misumenoides chlorophilus (Holmberg, 1881) — Argentina
7. Misumenoides corticatus Mello-Leitão, 1929 — Brasile
8. Misumenoides crassipes (Keyserling, 1880) — Colombia
9. Misumenoides dasysternon Mello-Leitão, 1943 — Cile
10. Misumenoides decipiens Caporiacco, 1955 — Venezuela
11. Misumenoides depressus (O. P.-Cambridge, 1891) — Guatemala
12. Misumenoides eximius Mello-Leitão, 1938 — Argentina
13. Misumenoides formosipes (Walckenaer, 1837) — USA, Canada
14. Misumenoides fusciventris Mello-Leitão, 1929 — Brasile
15. Misumenoides gerschmanae Mello-Leitão, 1944 — Argentina
16. Misumenoides gwarighatensis Gajbe, 2004 — India
17. Misumenoides illotus Soares, 1944 — Brasile
18. Misumenoides magnus (Keyserling, 1880)[2] — dal Messico alla Colombia
19. Misumenoides naginae Biswas & Roy, 2008 — India
20. Misumenoides nigripes Mello-Leitão, 1929 — Brasile
21. Misumenoides nigromaculatus (Keyserling, 1880) — Brasile
22. Misumenoides obesulus (Gertsch & Davis, 1940) — Messico
23. Misumenoides parvus (Keyserling, 1880) — dal Messico alla Colombia
24. Misumenoides paucispinosus Mello-Leitão, 1929 — Brasile, Guyana
25. Misumenoides proseni Mello-Leitão, 1944 — Argentina
26. Misumenoides quetzaltocatl Jiménez, 1992 — Messico
27. Misumenoides roseiceps Mello-Leitão, 1949 — Brasile
28. Misumenoides rubrithorax Caporiacco, 1947 — Guyana
29. Misumenoides rubroniger Mello-Leitão, 1947 — Brasile
30. Misumenoides rugosus (O. P.-Cambridge, 1891) — Guatemala, Panama
31. Misumenoides similis (Keyserling, 1881) — Brasile
32. Misumenoides tibialis (O. P.-Cambridge, 1891) — Panama, Brasile
33. Misumenoides variegatus Mello-Leitão, 1941 — Argentina
34. Misumenoides vazquezae (Jiménez, 1986) — Messico
35. Misumenoides vigilans (O. P.-Cambridge, 1890) — Guatemala
36. Misumenoides vulneratus Mello-Leitão, 1929 — Brasile

## Misumenops
Misumenops F. O. P.-Cambdridge, 1900

Misumenops tricuspidatus, agguato e predazione

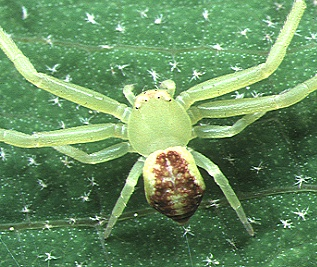
Misumenops tricuspidatus, femmina

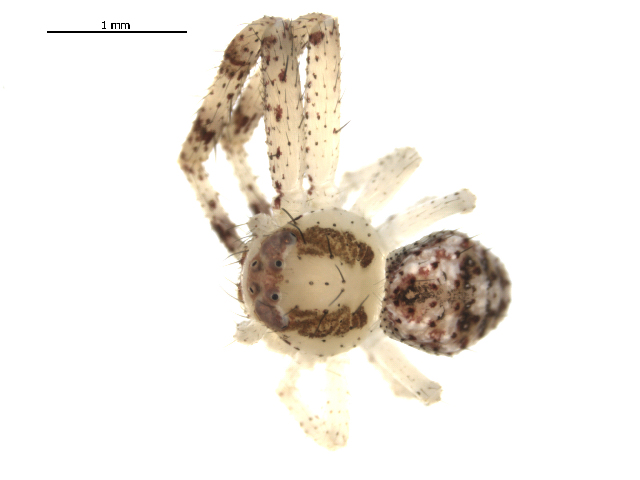
Misumenops bellulus

1. Misumenops anachoretus (Holmberg, 1876) — Argentina
2. Misumenops armatus Spassky, 1952 — Asia centrale
3. Misumenops bellulus (Banks, 1896) — USA, Cuba, Isole Vergini (Mar dei Caraibi)
4. Misumenops biannulipes (Mello-Leitão, 1929) — Brasile
5. Misumenops bivittatus (Keyserling, 1880) — Brasile, Uruguay
6. Misumenops callinurus Mello-Leitão, 1929 — Brasile
7. Misumenops candidoi (Caporiacco, 1948) — Guyana
8. Misumenops carneus Mello-Leitão, 1944 — Argentina
9. Misumenops conspersus (Keyserling, 1880) — Perù
10. Misumenops consuetus (Banks, 1898) — Messico
11. Misumenops croceus (Keyserling, 1880) — dalla Colombia al Paraguay
12. Misumenops cruentatus (Walckenaer, 1837) — USA
13. Misumenops curadoi Soares, 1943 — Brasile
14. Misumenops dalmasi Berland, 1927 — Isole Marchesi (Polinesia Francese)
15. Misumenops decolor (Kulczynski, 1901) — Etiopia
16. Misumenops fluminensis Mello-Leitão, 1929 — Brasile
17. Misumenops forcatus Song & Chai, 1990 — Cina
18. Misumenops gibbosus (Blackwall, 1862) — Brasile
19. Misumenops gracilis (Keyserling, 1880) — Messico
20. Misumenops guianensis (Taczanowski, 1872) — Venezuela, Brasile, Guiana francese, Paraguay
21. Misumenops haemorrhous Mello-Leitão, 1949 — Brasile
22. Misumenops hunanensis Yin, Peng & Kim, 2000 — Cina
23. Misumenops ignobilis (Badcock, 1932) — Paraguay, Argentina
24. Misumenops iners (Walckenaer, 1837) — USA
25. Misumenops khandalaensis Tikader, 1965 — India
26. Misumenops lacticeps (Mello-Leitão, 1944) — Argentina
27. Misumenops lenis (Keyserling, 1880) — Brasile
28. Misumenops longispinosus (Mello-Leitão, 1949) — Brasile
29. Misumenops maculissparsus (Keyserling, 1891)[2] — Brasile, Argentina
30. Misumenops melloleitaoi Berland, 1942 — Tahiti, Moorea (Polinesia Francese)
31. Misumenops mexicanus (Keyserling, 1880) — Messico
32. Misumenops morrisi Barrion & Litsinger, 1995 — Filippine
33. Misumenops nepenthicola (Pocock, 1898) — Singapore, Borneo
34. Misumenops ocellatus (Tullgren, 1905) — Bolivia, Argentina
35. Misumenops octoguttatus Mello-Leitão, 1941 — Argentina
36. Misumenops pallens (Keyserling, 1880) — dal Guatemala all'Argentina
37. Misumenops pallidus (Keyserling, 1880) — dalla Colombia all'Argentina
  - Misumenops pallidus reichlini Schenkel, 1949 — Argentina
38. Misumenops paranensis (Mello-Leitão, 1932) — Brasile
39. Misumenops pascalis (O. P.-Cambridge, 1891) — Panama
40. Misumenops punctatus (Keyserling, 1880) — Perù
41. Misumenops rapaensis Berland, 1934 — Rapanui (Isola di Pasqua)
42. Misumenops robustus Simon, 1929 — Venezuela, Perù, Brasile
43. Misumenops roseofuscus Mello-Leitão, 1944 — Argentina
44. Misumenops rubrodecoratus Millot, 1942 — Africa
45. Misumenops schiapelliae Mello-Leitão, 1944 — Argentina
46. Misumenops silvarum Mello-Leitão, 1929 — Brasile
47. Misumenops spinifer (Piza, 1937) — Brasile
48. Misumenops spinitarsis Mello-Leitão, 1932 — Brasile
49. Misumenops spinulosissimus (Berland, 1936) — Isole Capo Verde (Oceano Atlantico)
50. Misumenops splendens (Keyserling, 1880) — Messico
51. Misumenops temibilis (Holmberg, 1876) — Cile, Argentina
52. Misumenops temihana Garb, 2007 — Isole della Società (Polinesia Francese)
53. Misumenops turanicus Charitonov, 1946 — Uzbekistan
54. Misumenops variegatus (Keyserling, 1880) — Perù
55. Misumenops varius (Keyserling, 1880) — Colombia
56. Misumenops zeugma Mello-Leitão, 1929 — Brasile
57. Misumenops zhangmuensis (Hu & Li, 1987) — Cina

## Misumessus
Misumessus Banks, 1904
- Misumessus oblongus Keyserling, 1880[2] — dal Canada al Guatemala, Isola Saint Vincent (Piccole Antille)

## Modysticus
Modysticus Gertsch, 1953
- Modysticus floridanus (Banks, 1895) — USA
- Modysticus imitatus (Gertsch, 1953) — Messico
- Modysticus modestus (Scheffer, 1904)[2] — USA
- Modysticus okefinokensis (Gertsch, 1934) — USA

## Monaeses
Monaeses Thorell, 1869
1. Monaeses aciculus (Simon, 1903) — dal Nepal al Giappone, Filippine
2. Monaeses attenuatus O. P.-Cambridge, 1899 — Sri Lanka
3. Monaeses austrinus Simon, 1910 — Africa occidentale e meridionale
4. Monaeses brevicaudatus L. Koch, 1874 — Queensland
5. Monaeses caudatus Tang & Song, 1988 — Cina
6. Monaeses cinerascens (Thorell, 1887) — Sri Lanka, Birmania
7. Monaeses fasciculiger Jézéquel, 1964 — Costa d'Avorio
8. Monaeses fuscus Dippenaar-Schoeman, 1984 — Sudafrica
9. Monaeses gibbus Dippenaar-Schoeman, 1984 — Sudafrica
10. Monaeses greeni O. P.-Cambridge, 1899 — Sri Lanka
11. Monaeses griseus Pavesi, 1897 — dall'Etiopia al Sudafrica
12. Monaeses guineensis Millot, 1942 — Guinea
13. Monaeses habamatinikus Barrion & Litsinger, 1995 — Filippine
14. Monaeses israeliensis Levy, 1973 — Grecia, Turchia, Israele, Libano, Asia centrale
15. Monaeses jabalpurensis Gajbe & Rane, 1992 — India
16. Monaeses lucasi (Taczanowski, 1872) — Guyana
17. Monaeses mukundi Tikader, 1980 — India
18. Monaeses nigritus Simon, 1909 — Vietnam
19. Monaeses pachpediensis (Tikader, 1980) — India
20. Monaeses paradoxus (Lucas, 1846)[2] — dall'Europa all'Azerbaigian, Africa
21. Monaeses parvati Tikader, 1963 — India
22. Monaeses pustulosus Pavesi, 1895 — dall'Etiopia al Sudafrica
23. Monaeses quadrituberculatus Lawrence, 1927 — Africa meridionale
24. Monaeses reticulatus (Simon, 1909) — Vietnam
25. Monaeses tuberculatus (Thorell, 1895) — Birmania
26. Monaeses xiphosurus Simon, 1907 — Guinea-Bissau
27. Monaeses xyphoides L. Koch, 1874 — Queensland

## Musaeus
Musaeus Thorell, 1890
- Musaeus politus Thorell, 1890[2] — Sumatra

## Mystaria
Mystaria Simon, 1895
- Mystaria budongo Lewis & Dippenaar-Schoeman, 2014 — Congo, Kenya, Ruanda, Uganda
- Mystaria decorata (Lessert, 1919) — Africa orientale
- Mystaria flavoguttata (Lawrence, 1952) — Congo, Sudafrica
- Mystaria irmatrix Lewis & Dippenaar-Schoeman, 2014 — Mozambico, Sudafrica
- Mystaria lata (Lawrence, 1952) — Namibia, Sudafrica
- Mystaria lindaicapensis Lewis & Dippenaar-Schoeman, 2014 — Sudafrica
- Mystaria mnyama Lewis & Dippenaar-Schoeman, 2014 — Sudafrica
- Mystaria occidentalis (Millot, 1942) — Guinea, Camerun, Congo, Mozambico, Rwanda, Sudafrica, Tanzania, Uganda
- Mystaria oreadae Lewis & Dippenaar-Schoeman, 2014 — Congo, Ruanda
- Mystaria rufolimbata Simon, 1895[2] — Sierra Leone, Camerun, Costa d'Avorio, Congo, Gabon, Mozambico, Sudafrica
- Mystaria savannensis Lewis & Dippenaar-Schoeman, 2014 — Zambia, Zimbabwe, Botswana, Sudafrica
- Mystaria soleil Lewis & Dippenaar-Schoeman, 2014 — Uganda, Kenya
- Mystaria stakesbyi Lewis & Dippenaar-Schoeman, 2014 — Congo, Liberia, Gabon, Ghana, Kenya, Ruanda, Tanzania, Uganda
- Mystaria variabilis (Lessert, 1919) — Mozambico, Sudafrica, Tanzania, Congo, Etiopia, Kenya, Malawi, Ruanda, Uganda
  - Mystaria variabilis delesserti (Caporiacco, 1949) — Kenya

## Narcaeus
Narcaeus Thorell, 1890
- Narcaeus picinus Thorell, 1890[2] — Giava

## Nyctimus
Nyctimus Thorell, 1877
- Nyctimus bistriatus Thorell, 1877[2] — Sumatra, Celebes

## Ocyllus
Ocyllus Thorell, 1887
- Ocyllus binotatus Thorell, 1887[2] — Birmania
- Ocyllus pallens Thorell, 1895 — Birmania

## Onocolus
Onocolus Simon, 1895
1. Onocolus biocellatus Mello-Leitão, 1948 — Guyana
2. Onocolus compactilis Simon, 1895 — Perù, Brasile
3. Onocolus echinatus (Taczanowski, 1872)[2] — dal Venezuela al Brasile
4. Onocolus echinicaudus Mello-Leitão, 1929 — Brasile, Paraguay
5. Onocolus echinurus Mello-Leitão, 1929 — Brasile
6. Onocolus eloaeus Lise, 1980 — Brasile
7. Onocolus garruchus Lise, 1979 — Brasile
8. Onocolus granulosus Mello-Leitão, 1929 — Perù, Brasile
9. Onocolus infelix Mello-Leitão, 1941 — Brasile
10. Onocolus intermedius (Mello-Leitão, 1929) — Brasile, Paraguay
11. Onocolus latiductus Lise, 1980 — America meridionale
12. Onocolus mitralis Lise, 1979 — Venezuela, Brasile
13. Onocolus pentagonus (Keyserling, 1880) — dal Panama al Brasile
14. Onocolus perditus Mello-Leitão, 1929 — Brasile
15. Onocolus simoni Mello-Leitão, 1915 — Brasile, Perù
16. Onocolus trifolius Mello-Leitão, 1929 — Brasile

## Ostanes
Ostanes Simon, 1895
- Ostanes pristis Simon, 1895[2] — Africa occidentale

## Oxytate
Oxytate L. Koch, 1878

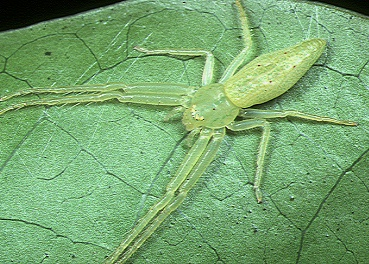
Oxytate hoshizuna, femmina

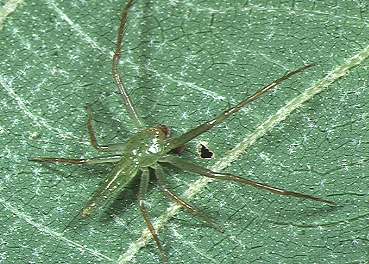
Oxytate hoshizuna, maschio

1. Oxytate argenteooculata (Simon, 1886) — Africa centrale, orientale e meridionale
2. Oxytate attenuata (Thorell, 1895) — Birmania
3. Oxytate bhutanica Ono, 2001 — Bhutan, Cina
4. Oxytate capitulata Tang & Li, 2009 — Cina
5. Oxytate chlorion (Simon, 1906) — India
6. Oxytate clavulata Tang, Yin & Peng, 2008 — Cina
7. Oxytate concolor (Caporiacco, 1947) — Etiopia
8. Oxytate elongata (Tikader, 1980) — India
9. Oxytate forcipata Zhang & Yin, 1998 — Cina
10. Oxytate greenae (Tikader, 1980) — Isole Andamane (Oceano Indiano)
11. Oxytate guangxiensis He & Hu, 1999 — Cina
12. Oxytate hoshizuna Ono, 1978 — Cina, Giappone
13. Oxytate isolata (Hogg, 1914) — Australia occidentale
14. Oxytate jannonei (Caporiacco, 1940) — Etiopia
15. Oxytate kanishkai (Gajbe, 2008) — India
16. Oxytate leruthi (Lessert, 1943) — Africa occidentale e centrale
17. Oxytate multa Tang & Li, 2010 — Cina
18. Oxytate parallela (Simon, 1880) — Cina, Corea
19. Oxytate phaenopomatiformis (Strand, 1907) — Isola di Zanzibar (Tanzania)
20. Oxytate placentiformis Wang, Cheng & Zhang, 2012 — Cina
21. Oxytate ribes (Jézéquel, 1964) — Costa d'Avorio
22. Oxytate sangangensis Tang et al., 1999 — Cina
23. Oxytate striatipes L. Koch, 1878[2] — Russia, Cina, Corea, Taiwan, Giappone
24. Oxytate subvirens (Strand, 1907) — Sri Lanka
25. Oxytate taprobane Benjamin, 2001 — Sri Lanka
26. Oxytate virens (Thorell, 1891) — Vietnam, Singapore

## Ozyptila
Ozyptila Simon, 1864
1. Ozyptila aculeipes Strand, 1906 — Tunisia
2. Ozyptila aculipalpa Wunderlich, 1995 — Iran
3. Ozyptila americana Banks, 1895 — USA, Canada
4. Ozyptila amkhasensis Tikader, 1980 — India
5. Ozyptila ankarensis Karol, 1966 — Turchia
6. Ozyptila annulipes (Lucas, 1846) — Algeria
7. Ozyptila arctica Kulczyński, 1908 — Regione olartica
8. Ozyptila aspex Pavesi, 1895 — Etiopia

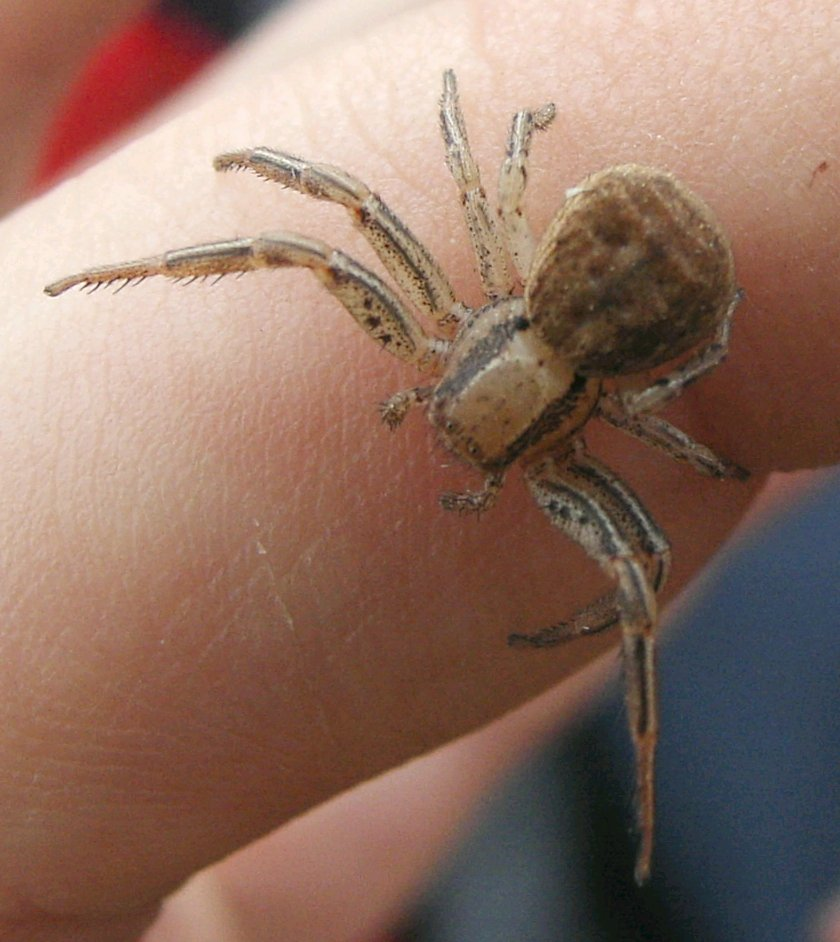
Ozyptila atomaria

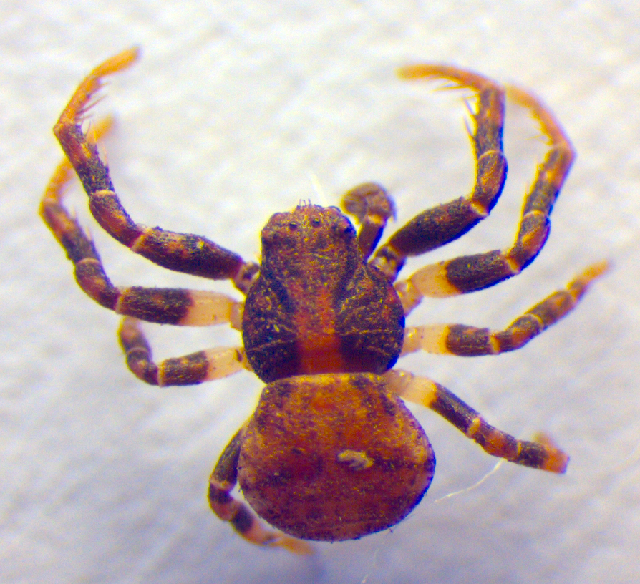
Ozyptila brevipes

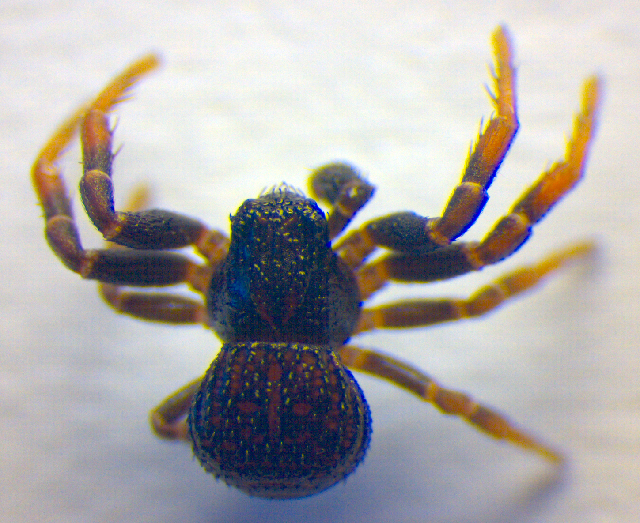
Ozyptila claveata

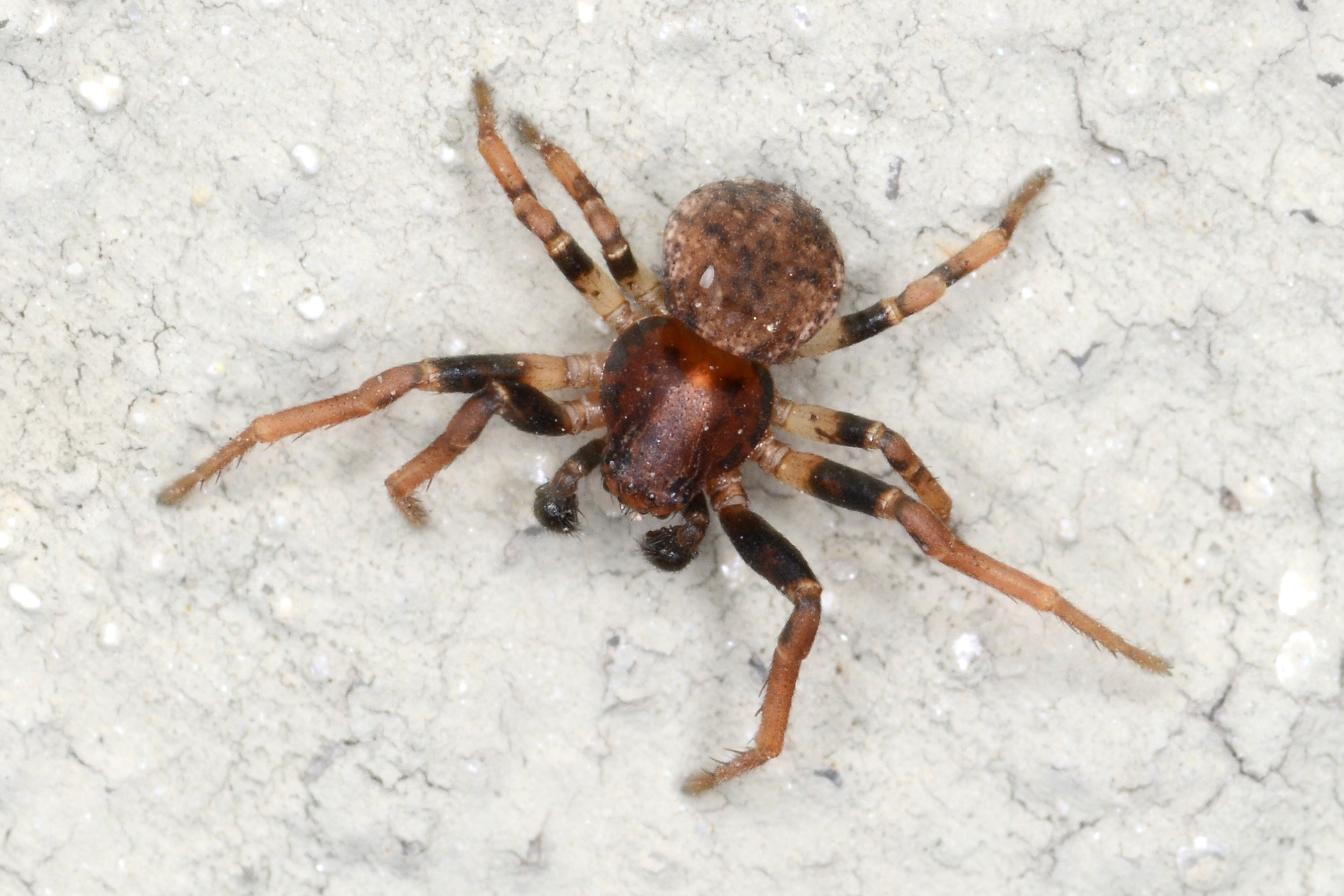
Ozyptila praticola

9. Ozyptila atlantica Denis, 1963 — Isole Canarie, Isole Selvagens (Isole Canarie)
10. Ozyptila atomaria (Panzer, 1801) — Regione paleartica
11. Ozyptila barbara Denis, 1945 — Algeria
12. Ozyptila beaufortensis Strand, 1916 — USA, Canada
13. Ozyptila bejarana Urones, 1998 — Spagna
14. Ozyptila biprominula Tang & Li, 2010 — Cina
15. Ozyptila brevipes (Hahn, 1826) — Regione paleartica
16. Ozyptila caenosa Jézéquel, 1966 — Costa d'Avorio
17. Ozyptila callitys (Thorell, 1875) — Tunisia
18. Ozyptila chandosiensis Tikader, 1980 — India
19. Ozyptila claveata (Walckenaer, 1837)[2] — Regione paleartica
20. Ozyptila clavidorsa Roewer, 1959 — Turchia
21. Ozyptila clavigera (O. P.-Cambridge, 1872) — Israele
22. Ozyptila confluens (C. L. Koch, 1845) — Europa meridionale, Siria
23. Ozyptila conostyla Hippa, Koponen & Oksala, 1986 — dalla Turchia al Turkmenistan
24. Ozyptila conspurcata Thorell, 1877 — USA, Canada
25. Ozyptila creola Gertsch, 1953 — USA
26. Ozyptila curvata Dondale & Redner, 1975 — USA, Canada
27. Ozyptila dagestana Ponomarev & Dvadnenko, 2011 — Russia
28. Ozyptila danubiana Weiss, 1998 — Romania
29. Ozyptila distans Dondale & Redner, 1975 — USA, Canada
30. Ozyptila elegans (Blackwall, 1870) — Italia
31. Ozyptila flava Simon, 1875 — Spagna
32. Ozyptila formosa Bryant, 1930 — USA
33. Ozyptila fukushimai Ono, 2002 — Giappone
34. Ozyptila furcula L. Koch, 1882 — Isole Baleari
35. Ozyptila fusca (Grube, 1861) — Russia
36. Ozyptila gasanensis Paik, 1985 — Corea
37. Ozyptila georgiana Keyserling, 1880 — USA, Canada
38. Ozyptila gertschi Kurata, 1944 — Regione olartica
39. Ozyptila geumoensis Seo & Sohn, 1997 — Corea
40. Ozyptila grisea Roewer, 1955 — Iran, Afghanistan
41. Ozyptila hardyi Gertsch, 1953 — USA
42. Ozyptila heterophthalma Berland, 1938 — Nuove Ebridi
43. Ozyptila imbrex Tang & Li, 2010 — Cina
44. Ozyptila inaequalis (Kulczynski, 1901) — Russia, Kazakistan, Mongolia, Cina
45. Ozyptila inglesi Schick, 1965 — USA
46. Ozyptila jabalpurensis Bhandari & Gajbe, 2001 — India
47. Ozyptila jeholensis Saito, 1936 — Cina
48. Ozyptila judaea Levy, 1975 — Israele
49. Ozyptila kansuensis (Tang, Song & Zhu, 1995) — Cina
50. Ozyptila kaszabi Marusik & Logunov, 2002 — Mongolia, Cina
51. Ozyptila khasi Tikader, 1961 — India
52. Ozyptila ladina Thaler & Zingerle, 1998 — Italia
53. Ozyptila laevis Denis, 1954 — Marocco
54. Ozyptila leprieuri Simon, 1875 — Marocco, Algeria
55. Ozyptila lugubris (Kroneberg, 1875) — Russia, Asia centrale
56. Ozyptila lutosa Ono & Martens, 2005 — Iran
57. Ozyptila maculosa Hull, 1948 — Inghilterra
58. Ozyptila makidica Ono & Martens, 2005 — Iran
59. Ozyptila manii Tikader, 1961 — India
60. Ozyptila maratha Tikader, 1971 — India
61. Ozyptila matsumotoi Ono, 1988 — Giappone
62. Ozyptila metschensis Strand, 1906 — Etiopia, Africa orientale
63. Ozyptila mingrelica Mcheidze, 1971 — Georgia
64. Ozyptila monroensis Keyserling, 1884 — USA, Canada
65. Ozyptila nigristerna Dalmas, 1922 — Italia
66. Ozyptila nipponica Ono, 1985 — Cina, Corea, Giappone
67. Ozyptila nongae Paik, 1974 — Russia, Cina, Corea, Giappone
68. Ozyptila numida (Lucas, 1846) — Algeria
69. Ozyptila omega Levy, 1975 — Israele
70. Ozyptila orientalis Kulczynski, 1926 — Russia, Cina
  - Ozyptila orientalis balkarica Ovtsharenko, 1979 — Russia, Georgia
  - Ozyptila orientalis basegica Esyunin, 1992 — Russia
71. Ozyptila pacifica Banks, 1895 — USA, Canada
72. Ozyptila panganica Caporiacco, 1947 — Africa orientale
73. Ozyptila parvimana Simon, 1886 — Senegal
74. Ozyptila patellibidens Levy, 1999 — Israele
75. Ozyptila pauxilla (Simon, 1870) — Mediterraneo occidentale
76. Ozyptila perplexa Simon, 1875 — Spagna, Francia, Algeria
77. Ozyptila praticola (C. L. Koch, 1837) — Regione olartica
78. Ozyptila pullata (Thorell, 1875) — Regione paleartica
79. Ozyptila rauda Simon, 1875 — Regione paleartica
80. Ozyptila reenae Basu, 1964 — India
81. Ozyptila rigida (O. P.-Cambridge, 1872) — Israele, Arabia Saudita, Azerbaigian
82. Ozyptila sakhalinensis Ono, Marusik & Logunov, 1990 — Russia, Giappone
83. Ozyptila salustri Wunderlich, 2011 — Italia
84. Ozyptila sanctuaria (O. P.-Cambridge, 1871) — Europa
85. Ozyptila scabricula (Westring, 1851) — Regione paleartica
86. Ozyptila secreta Thaler, 1987 — Svizzera, Italia
87. Ozyptila sedotmikha Levy, 2007 — Israele
88. Ozyptila shuangqiaoensis Yin et al., 1999 — Cina
89. Ozyptila simplex (O. P.-Cambridge, 1862) — Regione paleartica
90. Ozyptila sincera Kulczynski, 1926 — Regione olartica
  - Ozyptila sincera canadensis Dondale & Redner, 1975 — USA, Canada, Alaska
  - Ozyptila sincera oraria Dondale & Redner, 1975 — USA
91. Ozyptila spinosissima Caporiacco, 1934 — Karakorum
92. Ozyptila spirembola Wunderlich, 1995 — Turchia
93. Ozyptila strandi Kolosváry, 1939 — Montenegro
94. Ozyptila tenerifensis Wunderlich, 1992 — Isole Canarie
95. Ozyptila theobaldi Simon, 1885 — India
96. Ozyptila tricoloripes Strand, 1913 — Israele, Azerbaigian, Turkmenistan
97. Ozyptila trux (Blackwall, 1846) — Regione paleartica (Canada, introdotto)
  - Ozyptila trux devittata Strand, 1901 — Norvegia
98. Ozyptila umbraculorum Simon, 1932 — Portogallo, Spagna, Francia
99. Ozyptila utotchkini Marusik, 1990 — Russia
100. Ozyptila varica Simon, 1875 — Algeria
101. Ozyptila westringi (Thorell, 1873) — Svezia, Paesi Bassi, Germania
102. Ozyptila wuchangensis Tang & Song, 1988 — Cina
103. Ozyptila yosemitica Schick, 1965 — USA

## Pactactes
Pactactes Simon, 1895
- Pactactes compactus Lawrence, 1947 — Africa meridionale
- Pactactes obesus Simon, 1895 — Africa occidentale e centrale
- Pactactes trimaculatus Simon, 1895[2] — Zanzibar

## Pagida
Pagida Simon, 1895
- Pagida pseudorchestes (Thorell, 1890) — Sumatra
- Pagida salticiformis (O. P.-Cambridge, 1883)[2] — Sri Lanka

## Parabomis
Parabomis Kulczyński, 1901
- Parabomis anabensis Lawrence, 1928 — Namibia
- Parabomis levanderi Kulczyński, 1901[2] — Etiopia
- Parabomis martini Lessert, 1919 — Africa orientale

## Parasmodix
Parasmodix Jézéquel, 1966
- Parasmodix quadrituberculata Jézéquel, 1966[2] — Costa d'Avorio

## Parastephanops
Parastephanops F. O. P.-Cambridge, 1900
- Parastephanops cognatus (O. P.-Cambridge, 1892)[2] — Panama
- Parastephanops echinatus (Banks, 1914) — Cuba

## Parastrophius
Parastrophius Simon, 1903
- Parastrophius echinosoma Simon, 1903[2] — Camerun, Guinea Equatoriale
- Parastrophius vishwai Dyal, 1935 — Pakistan

## Parasynema
Parasynema F. O. P.-Cambridge, 1900
- Parasynema cambridgei Roewer, 1951 — Guatemala
- Parasynema cirripes (O. P.-Cambridge, 1891)[2] — dal Messico ad El Salvador

## Pasias
Pasias Simon, 1895
- Pasias luzonus Simon, 1895[2] — Filippine
- Pasias marathas Tikader, 1965 — India
- Pasias puspagiri Tikader, 1963 — India

## Pasiasula
Pasiasula Roewer, 1942
- Pasiasula eidmanni Roewer, 1942[2] — Isola di Bioko (Golfo di Guinea)

## Peritraeus
Peritraeus Simon, 1895
- Peritraeus hystrix Simon, 1895[2] — Sri Lanka

## Phaenopoma
Phaenopoma Simon, 1895
- Phaenopoma milloti Roewer, 1961 — Senegal
- Phaenopoma nigropunctatum (O. P.-Cambridge, 1883)[2] — Sudafrica
- Phaenopoma planum Simon, 1895 — Sierra Leone

## Pharta
Pharta Thorell, 1891
- Pharta bimaculata Thorell, 1891[2] — Malesia, Singapore

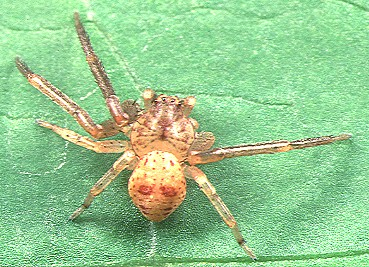
Pharta brevipalpus, maschio

- Pharta brevipalpus (Simon, 1903) — Cina, Vietnam, isole Ryukyu
- Pharta gongshan (Yang, Zhu & Song, 2006) — Cina
- Pharta koponeni Benjamin, 2014 — Thailandia
- Pharta nigra (Tang, Griswold & Peng, 2009) — Birmania
- Pharta sudmannorum Benjamin, 2014 — Borneo
- Pharta tengchong (Tang, Griswold & Peng, 2009) — Cina

## Pherecydes
Pherecydes O. P.-Cambridge, 1883
- Pherecydes carinae Dippenaar-Schoeman, 1980 — Sudafrica
- Pherecydes ionae Dippenaar-Schoeman, 1980 — Tanzania
- Pherecydes livens Simon, 1895 — Tunisia
- Pherecydes lucinae Dippenaar-Schoeman, 1980 — Sudafrica
- Pherecydes nicolaasi Dippenaar-Schoeman, 1980 — Sudafrica
- Pherecydes tuberculatus O. P.-Cambridge, 1883[2] — Sudafrica
- Pherecydes zebra Lawrence, 1927 — Africa occidentale e meridionale
  - Pherecydes zebra tropicalis Millot, 1942 — Burkina Faso

## Philodamia
Philodamia Thorell, 1894
- Philodamia armillata Thorell, 1895 — Bhutan, Birmania
- Philodamia gongi (Yin et al. 2004) — Cina
- Philodamia hilaris Thorell, 1894[2] — Singapore
- Philodamia pingxiang Zhu & Ono, 2007 — Cina
- Philodamia semicincta (Workman, 1896) — Singapore
- Philodamia tongmian Zhu & Ono, 2007 — Cina
- Philodamia variata Thorell, 1894 — Singapore

## Philogaeus
Philogaeus Simon, 1895
- Philogaeus campestratus Simon, 1895[2] — Brasile
- Philogaeus echimys Mello-Leitão, 1943 — Cile

## Phireza
Phireza Simon, 1886
- Phireza sexmaculata Simon, 1886[2] — Brasile

## Phrynarachne
Phrynarachne Thorell, 1869

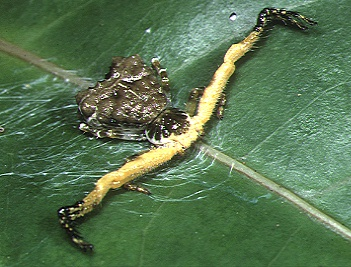
Phrynarachne ceylonica, femmina

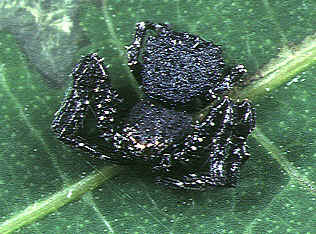
Phrynarachne ceylonica, maschio

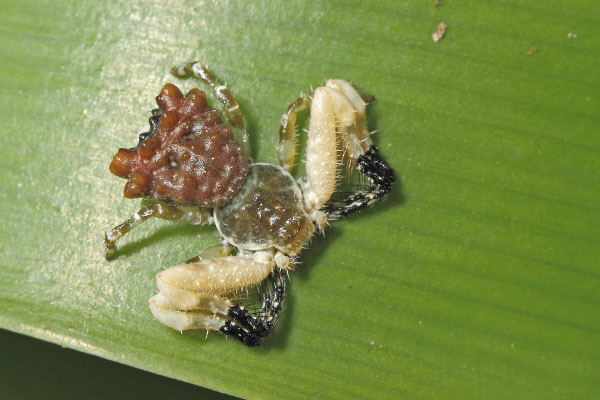
Phrynarachne sp.

1. Phrynarachne bimaculata Thorell, 1895 — Birmania
2. Phrynarachne brevis Tang & Li, 2010 — Cina
3. Phrynarachne ceylonica (O. P.-Cambridge, 1884) — dallo Sri Lanka alla Cina, Taiwan, Giappone
4. Phrynarachne clavigera Simon, 1903 — Madagascar
5. Phrynarachne coerulescens (Doleschall, 1859) — Giava
6. Phrynarachne cucullata Simon, 1886 — Cambogia, Vietnam, Arcipelago delle Molucche
7. Phrynarachne decipiens (Forbes, 1883) — Giava, Sumatra
8. Phrynarachne dissimilis (Doleschall, 1859) — Giava
9. Phrynarachne fatalis O. P.-Cambridge, 1899 — Sri Lanka
10. Phrynarachne gracilipes Pavesi, 1895 — Etiopia
11. Phrynarachne huangshanensis Li, Chen & Song, 1985 — Cina
12. Phrynarachne jobiensis (Thorell, 1877) — Nuova Guinea
13. Phrynarachne kannegieteri Hasselt, 1893 — Sumatra
14. Phrynarachne katoi Chikuni, 1955 — Cina, Corea, Giappone
15. Phrynarachne lancea Tang & Li, 2010 — Cina
16. Phrynarachne mammillata Song, 1990 — Cina
17. Phrynarachne marmorata Pocock, 1899 — Guinea Equatoriale
18. Phrynarachne melloleitaoi Lessert, 1933 — Angola
19. Phrynarachne olivacea Jézéquel, 1964 — Costa d'Avorio
20. Phrynarachne papulata Thorell, 1891 — Birmania
  - Phrynarachne papulata aspera Thorell, 1895 — Birmania
21. Phrynarachne peeliana (Stoliczka, 1869) — India
22. Phrynarachne pusiola Simon, 1903 — Madagascar
23. Phrynarachne rothschildi Pocock & Rothschild, 1903 — Sri Lanka
24. Phrynarachne rubroperlata Simon, 1907 — Africa occidentale
25. Phrynarachne rugosa (Latreille, 1804)[2] — Africa occidentale, Malawi, Madagascar, Isola Mauritius, Isola Réunion (Oceano Indiano)
  - Phrynarachne rugosa infernalis (Strand, 1907) — Camerun, Guinea Equatoriale, Malawi
  - Phrynarachne rugosa spongicolorata Millot, 1942 — Guinea
26. Phrynarachne sinensis Peng, Yin & Kim, 2004 — Cina
27. Phrynarachne tuberculata Rainbow, 1899 — Nuova Guinea
28. Phrynarachne tuberosa (Blackwall, 1864) — India
29. Phrynarachne tuberosula (Karsch, 1880) — Africa occidentale

## Physoplatys
Physoplatys Simon, 1895
- Physoplatys nitidus Simon, 1895[2] — Paraguay

## Pistius
Pistius Simon, 1875
- Pistius barchensis Basu, 1965 — India
- Pistius bhadurii Basu, 1965 — India
- Pistius gangulyi Basu, 1965 — India, Cina
- Pistius kalimpus Tikader, 1970 — India
- Pistius kanikae Basu, 1964 — India
- Pistius robustus Basu, 1965 — India
- Pistius rotundus Tang & Li, 2010 — Cina
- Pistius tikaderi Kumari & Mittal, 1999 — India
- Pistius truncatus (Pallas, 1772)[2] — Regione paleartica

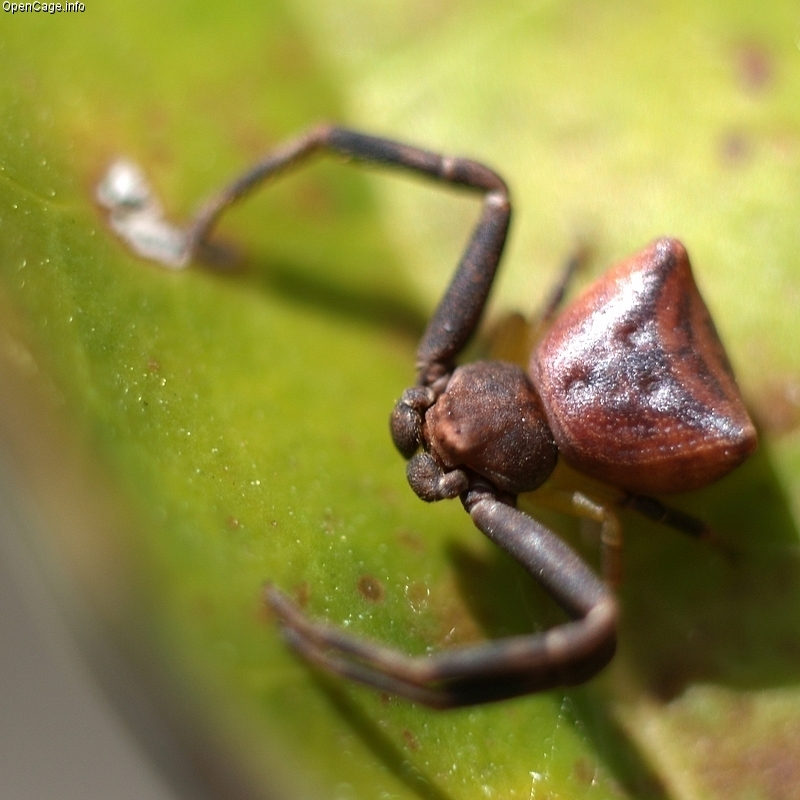
Pistius undulatus, femmina

- Pistius undulatus Karsch, 1879 — Russia, Kazakistan, Cina, Corea, Giappone

## Plancinus
Plancinus Simon, 1886
- Plancinus brevipes Simon, 1886 — Uruguay
- Plancinus cornutus Simon, 1886 — Uruguay
- Plancinus runcinioides Simon, 1886[2] — Uruguay

## Plastonomus
Plastonomus Simon, 1903
- Plastonomus octoguttatus Simon, 1903[2] — Madagascar

## Platyarachne
Platyarachne Keyserling, 1880
- Platyarachne argentina Mello-Leitão, 1944 — Argentina
- Platyarachne episcopalis (Taczanowski, 1872)[2] — Guiana francese
- Platyarachne histrix Simon, 1895 — Brasile
- Platyarachne scopulifera Simon, 1895 — Perù

## Platythomisus
Platythomisus Doleschall, 1859
1. Platythomisus deserticola Lawrence, 1936 — Africa meridionale
2. Platythomisus heraldicus Karsch, 1878 — Africa orientale, Isola di Zanzibar (Tanzania)
3. Platythomisus insignis Pocock, 1899 — Guinea Equatoriale, Congo
4. Platythomisus jubbi Lawrence, 1968 — Sudafrica
5. Platythomisus jucundus Thorell, 1894 — Giava
6. Platythomisus nigriceps Pocock, 1899 — Guinea Equatoriale, Costa d'Avorio
7. Platythomisus octomaculatus (C. L. Koch, 1845)[2] — Sumatra, Giava
8. Platythomisus pantherinus Pocock, 1898 — Malawi
9. Platythomisus quadrimaculatus Hasselt, 1882 — Sumatra
10. Platythomisus scytodimorphus (Karsch, 1886) — Africa orientale
11. Platythomisus sexmaculatus Simon, 1897 — Somalia
12. Platythomisus sibayius Lawrence, 1968 — Sudafrica
13. Platythomisus sudeepi Biswas, 1977 — India

## Poecilothomisus
Poecilothomisus Simon, 1895
- Poecilothomisus speciosus (Thorell, 1881)[2] — Australia settentrionale

## Porropis
Porropis L. Koch, 1876
- Porropis callipoda Thorell, 1881 — Queensland, Nuova Guinea
- Porropis flavifrons L. Koch, 1876[2] — Queensland
- Porropis homeyeri (Karsch, 1880) — Angola
- Porropis nitidula Thorell, 1881 — Queensland
- Porropis poecila Kulczynski, 1911 — Nuova Guinea
- Porropis tristicula Thorell, 1881 — Queensland

## Pothaeus
Pothaeus Thorell, 1895
- Pothaeus armatus Thorell, 1895[2] — Birmania

## Prepotelus
Prepotelus Simon, 1898
- Prepotelus curtus Ledoux, 2004 — Isola Réunion (Oceano Indiano)
- Prepotelus lanceolatus Simon, 1898[2] — Isola Mauritius, Isola Réunion (Oceano Indiano)
- Prepotelus limbatus (Simon, 1898) — Isola Mauritius
- Prepotelus pectinitarsis (Simon, 1898) — Isola Mauritius

## Pseudamyciaea
Pseudamyciaea Simon, 1905
- Pseudamyciaea fuscicauda Simon, 1905[2] — Giava

## Pseudoporrhopis
Pseudoporrhopis Simon, 1886
- Pseudoporrhopis granum Simon, 1886[2] — Madagascar

## Pycnaxis
Pycnaxis Simon, 1895
- Pycnaxis guttata Simon, 1895[2] — Filippine

## Pyresthesis
Pyresthesis Butler, 1879
- Pyresthesis berlandi Caporiacco, 1947 — Guyana
- Pyresthesis laevis (Keyserling, 1877)[2] — Madagascar

## Reinickella
Reinickella Dahl, 1907
- Reinickella xysticoides Dahl, 1907[2] — Giava

## Rejanellus
Rejanellus Lise, 2005
- Rejanellus granulatus (Bryant, 1940) — Cuba
- Rejanellus mutchleri (Petrunkevitch, 1930) — Portorico
- Rejanellus pallescens (Bryant, 1940) — Cuba, Hispaniola
- Rejanellus venustus (Bryant, 1948)[2] — Hispaniola

## Rhaebobates
Rhaebobates Thorell, 1881
- Rhaebobates latifrons Kulczynski, 1911 — Nuova Guinea
- Rhaebobates lituratus Thorell, 1881[2] — Nuova Guinea

## Runcinia
Runcinia Simon, 1875

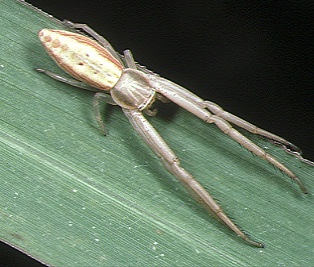
Runcinia acuminata, femmina

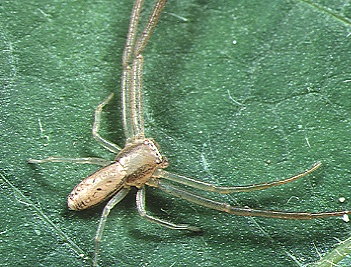
Runcinia albostriata, maschio

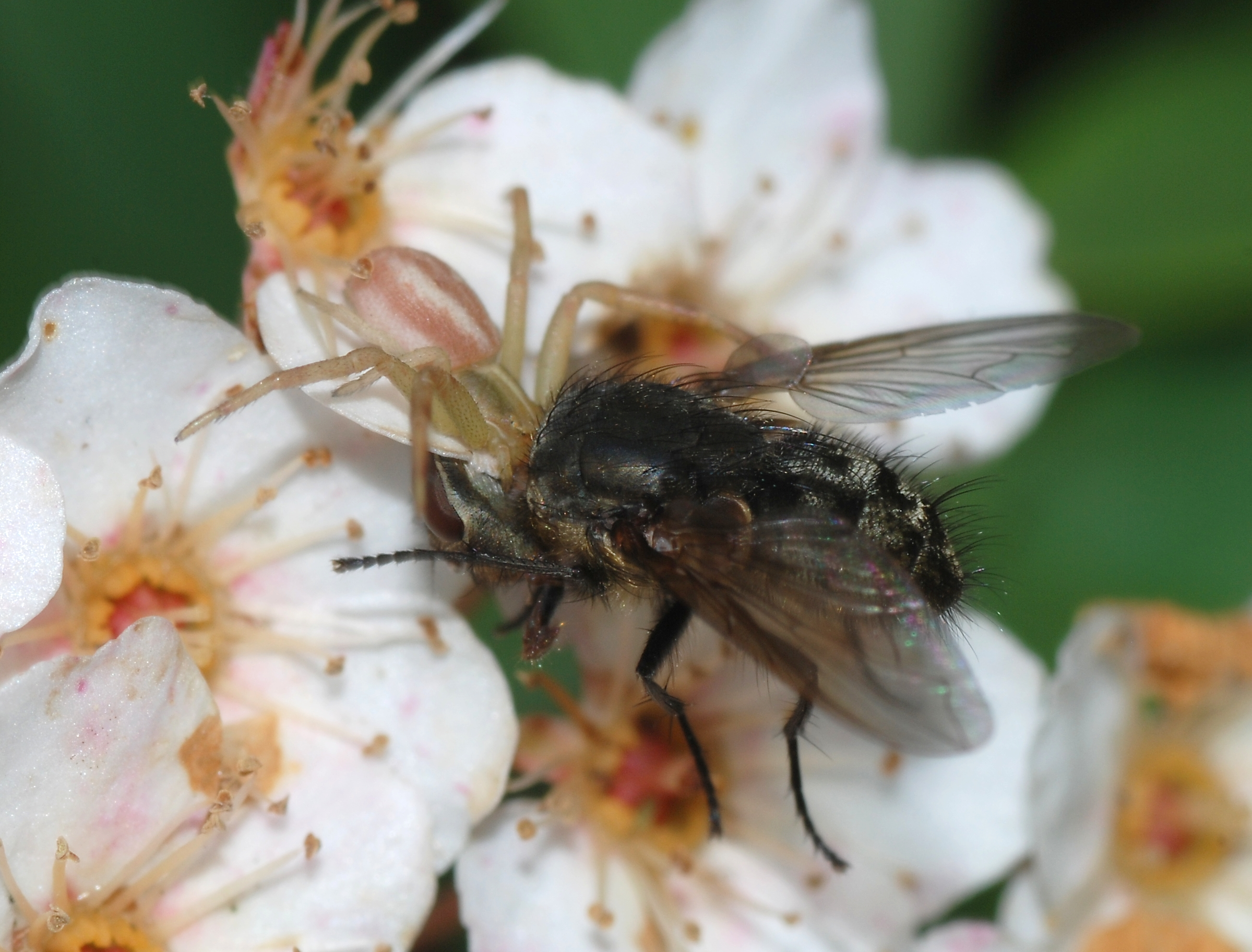
Runcinia grammica mentre cattura una mosca

1. Runcinia acuminata (Thorell, 1881) — dal Bangladesh al Giappone, Nuova Guinea, Australia
2. Runcinia aethiops (Simon, 1901) — Africa
3. Runcinia affinis Simon, 1897 — Africa, dal Bangladesh al Giappone, Filippine, Giava
4. Runcinia albida (Marx, 1893) — Congo
5. Runcinia bifrons (Simon, 1895) — India, Sri Lanka, Vietnam
6. Runcinia carae Dippenaar-Schoeman, 1983 — Botswana, Kenya
7. Runcinia caudata Schenkel, 1963 — Cina
8. Runcinia depressa Simon, 1906 — Africa
9. Runcinia disticta Thorell, 1891 — Birmania, Sumatra, Giava
10. Runcinia dubia Caporiacco, 1940 — Somalia
11. Runcinia erythrina Jézéquel, 1964 — Africa occidentale e meridionale
12. Runcinia escheri Reimoser, 1934 — India
13. Runcinia flavida (Simon, 1881) — Africa
14. Runcinia ghorpadei Tikader, 1980 — India
15. Runcinia grammica (C. L. Koch, 1837)[2] — Regione paleartica, Isola di Sant'Elena, Sudafrica
16. Runcinia johnstoni Lessert, 1919 — Africa
17. Runcinia khandari Gajbe, 2004 — India
18. Runcinia kinbergi Thorell, 1891 — Birmania, Isole Nicobare (Oceano Indiano), Giava
19. Runcinia longipes Strand, 1906 — Etiopia
20. Runcinia manicata Thorell, 1895 — Birmania
21. Runcinia multilineata Roewer, 1961 — Senegal
22. Runcinia oculifrons Strand, 1907 — Madagascar
23. Runcinia plana Simon, 1895 — Paraguay
24. Runcinia roonwali Tikader, 1965 — India
25. Runcinia sitadongri Gajbe, 2004 — India
26. Runcinia soeensis Schenkel, 1944 — Isola di Timor (Indonesia)
27. Runcinia spinulosa (O. P.-Cambridge, 1885) — Pakistan, India
28. Runcinia tarabayevi Marusik & Logunov, 1990 — Asia centrale
29. Runcinia tropica Simon, 1907 — Africa
30. Runcinia yogeshi Gajbe & Gajbe, 2001 — India

## Runcinioides
Runcinioides Mello-Leitão, 1929
- Runcinioides argenteus Mello-Leitão, 1929[2] — Brasile, Guyana francese
- Runcinioides litteratus (Piza, 1933) — Brasile
- Runcinioides pustulatus Mello-Leitão, 1929 — Brasile
- Runcinioides souzai Soares, 1942 — Brasile

## Saccodomus
Saccodomus Rainbow, 1900
- Saccodomus formivorus Rainbow, 1900[2] — Nuovo Galles del Sud

## Scopticus
Scopticus Simon, 1895
- Scopticus herbeus Simon, 1895[2] — Giava

## Sidymella
Sidymella (Strand, 1913)
1. Sidymella angularis (Urquhart, 1885) — Nuova Zelanda
2. Sidymella angulata (Urquhart, 1885) — Nuova Zelanda

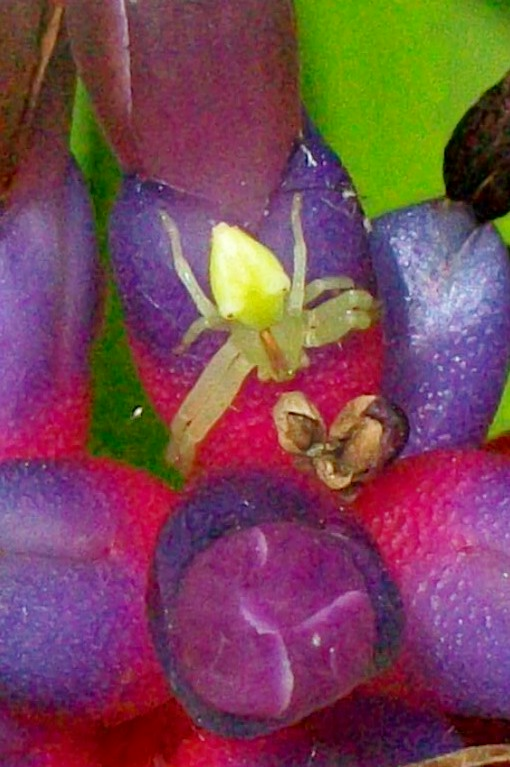
Sidymella rubrosignata, esemplare juvenile

3. Sidymella benhami (Hogg, 1910) — Nuova Zelanda, Isola di Stewart (Isole Salomone)
4. Sidymella bicuspidata (L. Koch, 1874) — Queensland
5. Sidymella hirsuta (L. Koch, 1874) — Queensland
6. Sidymella jordanensis (Soares, 1944) — Brasile
7. Sidymella kochi (Simon, 1908) — Australia occidentale
8. Sidymella kolpogaster (Lise, 1973) — Brasile
9. Sidymella lampei (Strand, 1913) — Victoria (Australia)
10. Sidymella lobata (L. Koch, 1874) — Queensland, Nuovo Galles del Sud
11. Sidymella longipes (L. Koch, 1874) — Queensland
12. Sidymella longispina (Mello-Leitão, 1943) — Brasile
13. Sidymella lucida (Keyserling, 1880)[2] — dalla Colombia all'Argentina
14. Sidymella multispinulosa (Mello-Leitão, 1944) — Brasile
15. Sidymella nigripes (Mello-Leitão, 1947) — Brasile
16. Sidymella obscura (Mello-Leitão, 1929) — Brasile
17. Sidymella parallela (Mello-Leitão, 1929) — Brasile
18. Sidymella rubrosignata (L. Koch, 1874) — Nuovo Galles del Sud
19. Sidymella sigillata (Mello-Leitão, 1941) — Uruguay
20. Sidymella spinifera (Mello-Leitão, 1929) — Brasile
21. Sidymella trapezia (L. Koch, 1874) — Australia

## Simorcus
Simorcus Simon, 1895
1. Simorcus asiaticus Ono & Song, 1989 — Cina
2. Simorcus capensis Simon, 1895[2] — Sudafrica
3. Simorcus coronatus Simon, 1907 — Africa occidentale
4. Simorcus cotti Lessert, 1936 — Mozambico
5. Simorcus cummingae Van Niekerk & Dippenaar-Schoeman, 2010 — Botswana, Zimbabwe
6. Simorcus guinea Van Niekerk & Dippenaar-Schoeman, 2010 — Guinea, Congo
7. Simorcus haddadi Van Niekerk & Dippenaar-Schoeman, 2010 — Sudafrica
8. Simorcus hakos Van Niekerk & Dippenaar-Schoeman, 2010 — Namibia
9. Simorcus itombwe Van Niekerk & Dippenaar-Schoeman, 2010 — Congo
10. Simorcus kalemie Van Niekerk & Dippenaar-Schoeman, 2010 — Congo
11. Simorcus lotzi Van Niekerk & Dippenaar-Schoeman, 2010 — Namibia, Botswana, Sudafrica
12. Simorcus okavango Van Niekerk & Dippenaar-Schoeman, 2010 — Botswana
13. Simorcus vanharteni Van Niekerk & Dippenaar-Schoeman, 2010 — Yemen, Tanzania

## Sinothomisus
Sinothomisus Tang et al.,2006
- Sinothomisus hainanus (Song, 1994) — Cina
- Sinothomisus liae Tang et al.,2006[2] — Cina

## Smodicinodes
Smodicinodes Ono, 1993
- Smodicinodes hupingensis Tang, Yin & Peng, 2004 — Cina
- Smodicinodes kovaci Ono, 1993[2] — Malaysia
- Smodicinodes schwendingeri Benjamin, 2002 — Thailandia
- Smodicinodes yaoi Tang & Li, 2010 — Cina

## Smodicinus
Smodicinus Simon, 1895
- Smodicinus coroniger Simon, 1895[2] — Africa occidentale e meridionale

## Soelteria
Soelteria Dahl, 1907
- Soelteria nigra Dahl, 1907[2] — Madagascar

## Spilosynema
Spilosynema Tang & Li, 2010
- Spilosynema ansatum Tang & Li, 2010[2] — Cina
- Spilosynema comminum Tang & Li, 2010 — Cina
- Spilosynema mancum Tang & Li, 2010 — Cina
- Spilosynema ravum Tang & Li, 2010 — Cina

## Stephanopis
Stephanopis O. P.-Cambridge, 1869

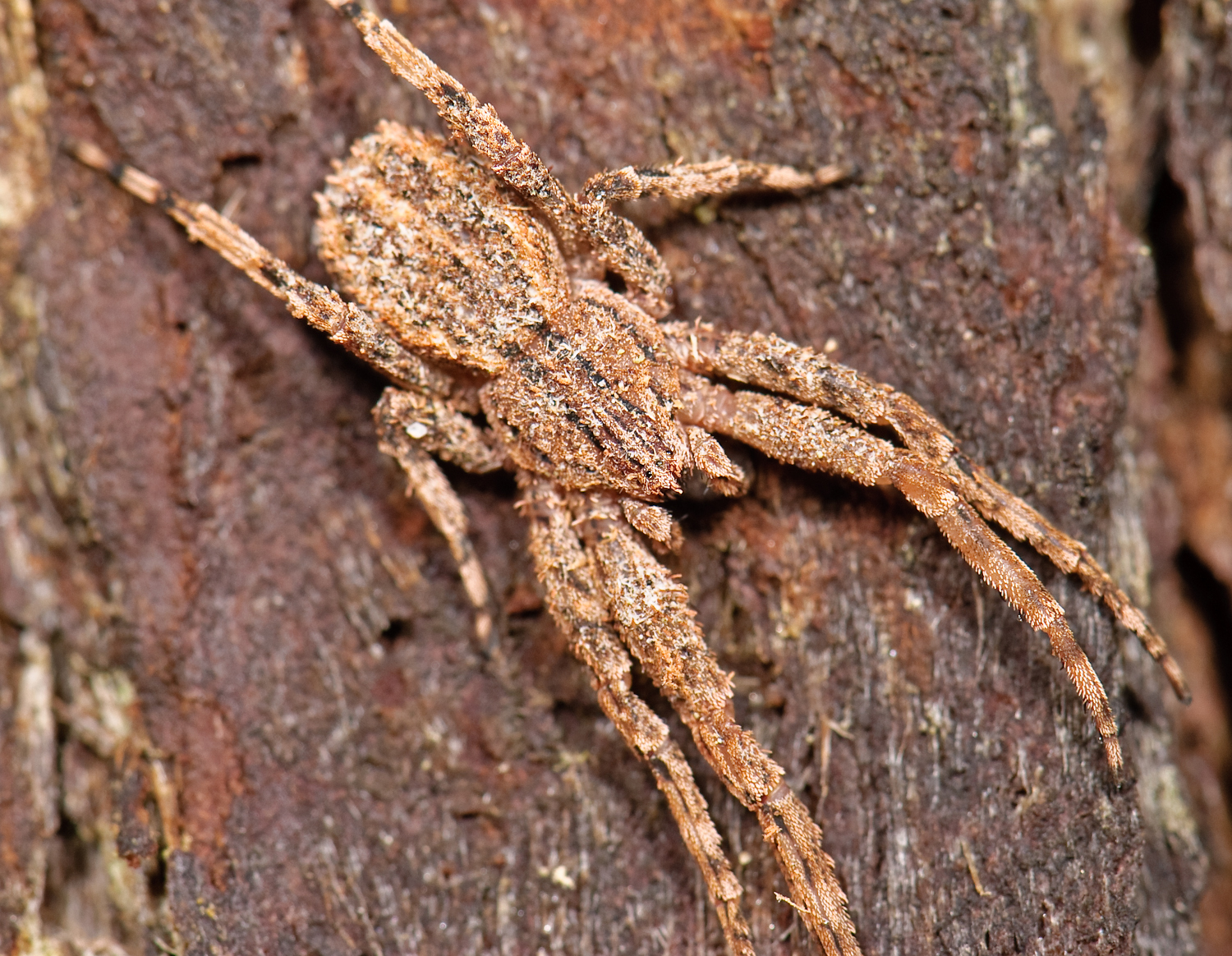
Stephanopis sp.

1. Stephanopis acanthogastra Mello-Leitão, 1929 — Brasile
2. Stephanopis ahenea Soares & Soares, 1946 — Brasile
3. Stephanopis altifrons O. P.-Cambridge, 1869[2] — Australia
4. Stephanopis angulata Rainbow, 1899 — Nuova Guinea
5. Stephanopis antennata Tullgren, 1902 — Cile
6. Stephanopis armata L. Koch, 1874 — Queensland
7. Stephanopis aruana Thorell, 1881 — Isole Aru (Arcipelago delle Molucche)
8. Stephanopis aspera Rainbow, 1893 — Nuovo Galles del Sud
9. Stephanopis badia Keyserling, 1880 — Colombia
10. Stephanopis barbipes Keyserling, 1890 — Australia
11. Stephanopis bella Soares & Soares, 1946 — Brasile
12. Stephanopis bicornis L. Koch, 1874 — Nuovo Galles del Sud
13. Stephanopis borgmeyeri Mello-Leitão, 1929 — Brasile
14. Stephanopis bradleyi Mello-Leitão, 1929 — Australia
15. Stephanopis cambridgei Thorell, 1870 — Australia, Tasmania
16. Stephanopis championi (F. O. P.-Cambridge, 1900) — Panama
17. Stephanopis cheesmanae Berland, 1938 — Nuove Ebridi
18. Stephanopis clavata O. P.-Cambridge, 1869 — Australia
19. Stephanopis colatinae Soares & Soares, 1946 — Brasile
20. Stephanopis congoensis Lessert, 1943 — Congo
21. Stephanopis corticalis L. Koch, 1876 — Queensland
22. Stephanopis cristipes Kulczynski, 1911 — Nuova Guinea
23. Stephanopis depressa Bradley, 1871 — Queensland
24. Stephanopis ditissima (Nicolet, 1849) — Cile
25. Stephanopis elongata Bradley, 1871 — Queensland
26. Stephanopis erinacea Karsch, 1878 — Isole Figi
27. Stephanopis exigua (Nicolet, 1849) — Cile
28. Stephanopis fissifrons Rainbow, 1920 — Isola Lord Howe
29. Stephanopis furcillata Keyserling, 1880 — Brasile
30. Stephanopis hystrix Mello-Leitão, 1951 — Cile
31. Stephanopis lata O. P.-Cambridge, 1869 — Nuovo Galles del Sud, Victoria (Australia), Tasmania
32. Stephanopis longimana Thorell, 1881 — Queensland
33. Stephanopis macleayi Bradley, 1871 — Nuovo Galles del Sud
34. Stephanopis macrostyla Mello-Leitão, 1929 — Brasile
35. Stephanopis malacostracea (Walckenaer, 1837) — Australia
36. Stephanopis maulliniana Mello-Leitão, 1951 — Cile
37. Stephanopis minuta L. Koch, 1876 — Queensland
38. Stephanopis monticola Bradley, 1871 — Nuovo Galles del Sud
39. Stephanopis monulfi Chrysanthus, 1964 — Nuova Guinea
40. Stephanopis nigra O. P.-Cambridge, 1869 — Australia
41. Stephanopis nodosa (Nicolet, 1849) — Cile
42. Stephanopis obtusifrons Rainbow, 1902 — Nuovo Galles del Sud
43. Stephanopis octolobata Simon, 1886 — Madagascar
44. Stephanopis ornata L. Koch, 1876 — Australia orientale
45. Stephanopis palliolata Simon, 1908 — Australia occidentale
46. Stephanopis parahybana Mello-Leitão, 1929 — Brasile
47. Stephanopis pentacantha Mello-Leitão, 1929 — Brasile
48. Stephanopis quimiliensis Mello-Leitão, 1942 — Argentina
49. Stephanopis quinquetuberculata (Taczanowski, 1872) — Colombia, Brasile, Guiana francese
50. Stephanopis renipalpis Mello-Leitão, 1929 — Brasile
51. Stephanopis rhomboidalis Simon, 1886 — Madagascar
52. Stephanopis rufiventris Bradley, 1871 — Nuovo Galles del Sud
53. Stephanopis salobrensis Mello-Leitão, 1929 — Brasile
54. Stephanopis scabra L. Koch, 1874 — Queensland, Nuovo Galles del Sud, Tasmania
55. Stephanopis secata (Walckenaer, 1805) — Isola di Timor (Indonesia)
56. Stephanopis spissa (Nicolet, 1849) — Cile
57. Stephanopis stelloides (Walckenaer, 1837) — Isole Vergini (Mar dei Caraibi), Brasile
58. Stephanopis thomisoides Bradley, 1871 — Queensland
59. Stephanopis trilobata Mello-Leitão, 1929 — Brasile
60. Stephanopis tuberculata Bradley, 1871 — Nuovo Galles del Sud
61. Stephanopis verrucosa (Nicolet, 1849) — Cile
62. Stephanopis vilosa Rainbow, 1911 — Australia
63. Stephanopis yulensis Thorell, 1881 — Isola di Yule (Papua Nuova Guinea)

## Stephanopoides
Stephanopoides Keyserling, 1880
- Stephanopoides brasiliana Keyserling, 1880[2] — Panama, Brasile
- Stephanopoides sexmaculata Mello-Leitão, 1929 — Brasile, Argentina
- Stephanopoides simoni Keyserling, 1880 — Brasile, Guyana, Bolivia, Panama, Perù

## Stiphropella
Stiphropella Lawrence, 1952
- Stiphropella gracilis Lawrence, 1952[2] — Sudafrica

## Stiphropus
Stiphropus Gerstäcker, 1873
1. Stiphropus affinis Lessert, 1923 — Sudafrica
2. Stiphropus bisigillatus Lawrence, 1952 — Sudafrica
3. Stiphropus dentifrons Simon, 1895 — Gabon, Congo, Isola di Bioko (Golfo di Guinea)
4. Stiphropus drassiformis (O. P.-Cambridge, 1883) — Africa orientale e meridionale
5. Stiphropus duriusculus (Simon, 1885) — India
6. Stiphropus falciformus Yang, Zhu & Song, 2006 — Cina
7. Stiphropus gruberi Ono, 1980 — Sumatra
8. Stiphropus intermedius Millot, 1942 — Costa d'Avorio
9. Stiphropus lippulus Simon, 1907 — Guinea-Bissau
10. Stiphropus lugubris Gerstäcker, 1873[2] — Africa orientale
11. Stiphropus melas Jézéquel, 1966 — Costa d'Avorio
12. Stiphropus minutus Lessert, 1943 — Congo
13. Stiphropus monardi Lessert, 1943 — Congo
14. Stiphropus niger Simon, 1886 — Africa occidentale
15. Stiphropus ocellatus Thorell, 1887 — Cina, Birmania, Vietnam
16. Stiphropus sangayus Barrion & Litsinger, 1995 — Filippine
17. Stiphropus scutatus Lawrence, 1927 — Namibia
18. Stiphropus sigillatus (O. P.-Cambridge, 1883) — Sri Lanka
19. Stiphropus soureni Sen, 1964 — India, Nepal, Bhutan
20. Stiphropus strandi Spassky, 1938 — Asia centrale

## Strigoplus
Strigoplus Simon, 1885
- Strigoplus albostriatus Simon, 1885[2] — Bhutan, Malesia, Giava
- Strigoplus bilobus Saha & Raychaudhuri, 2004 — India
- Strigoplus guizhouensis Song, 1990 — Cina
- Strigoplus moluri Patel, 2003 — India
- Strigoplus netravati Tikader, 1963 — India

## Strophius
Strophius Keyserling, 1880
- Strophius albofasciatus Mello-Leitão, 1929 — Brasile
- Strophius fidelis Mello-Leitão, 1929 — Brasile
- Strophius hirsutus O. P.-Cambridge, 1891 — Costa Rica, Panama
- Strophius levyi Soares, 1943 — Brasile
- Strophius mendax Mello-Leitão, 1929 — Brasile
- Strophius nigricans Keyserling, 1880[2] — Trinidad, Perù, Brasile, Paraguay
- Strophius signatus O. P.-Cambridge, 1892 — Messico, Guatemala, Brasile

## Sylligma
Sylligma Simon, 1895
- Sylligma cribrata (Simon, 1901) — Etiopia
- Sylligma franki Lewis & Dippenaar-Schoeman, 2011 — Congo, Mozambico, Ruanda, Uganda
- Sylligma hirsuta Simon, 1895[2] — Gabon, Congo, Ruanda, Namibia
- Sylligma lawrencei Millot, 1942 — Guinea, Congo, Gabon, Nigeria
- Sylligma ndumi Lewis & Dippenaar-Schoeman, 2011 — Botswana, Sudafrica
- Sylligma spartica Lewis & Dippenaar-Schoeman, 2011 — Congo
- Sylligma theresa Lewis & Dippenaar-Schoeman, 2011 — Nigeria, Ruanda, Kenya

## Synaemops
Synaemops Mello-Leitão, 1929
- Synaemops nigridorsi Mello-Leitão, 1929[2] — Brasile
- Synaemops notabilis Mello-Leitão, 1941 — Brasile
- Synaemops pugilator Mello-Leitão, 1941 — Argentina
- Synaemops rubropunctatus Mello-Leitão, 1929 — Brasile

## Synalus
Synalus Simon, 1895
- Synalus angustus (L. Koch, 1876)[2] — Nuovo Galles del Sud
- Synalus terrosus Simon, 1895 — Tasmania

## Synema
Synema Simon, 1864
1. Synema abrahami Mello-Leitão, 1948 — Guyana
2. Synema adjunctum O. P.-Cambridge, 1891 — Panama

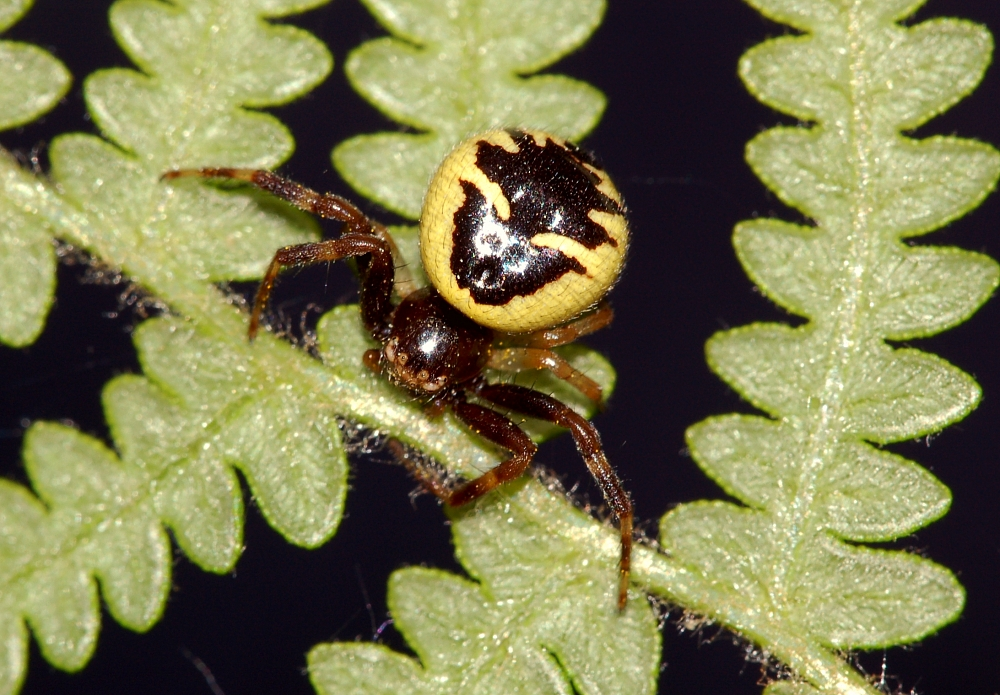
Synema globosum flavum (forma gialla)

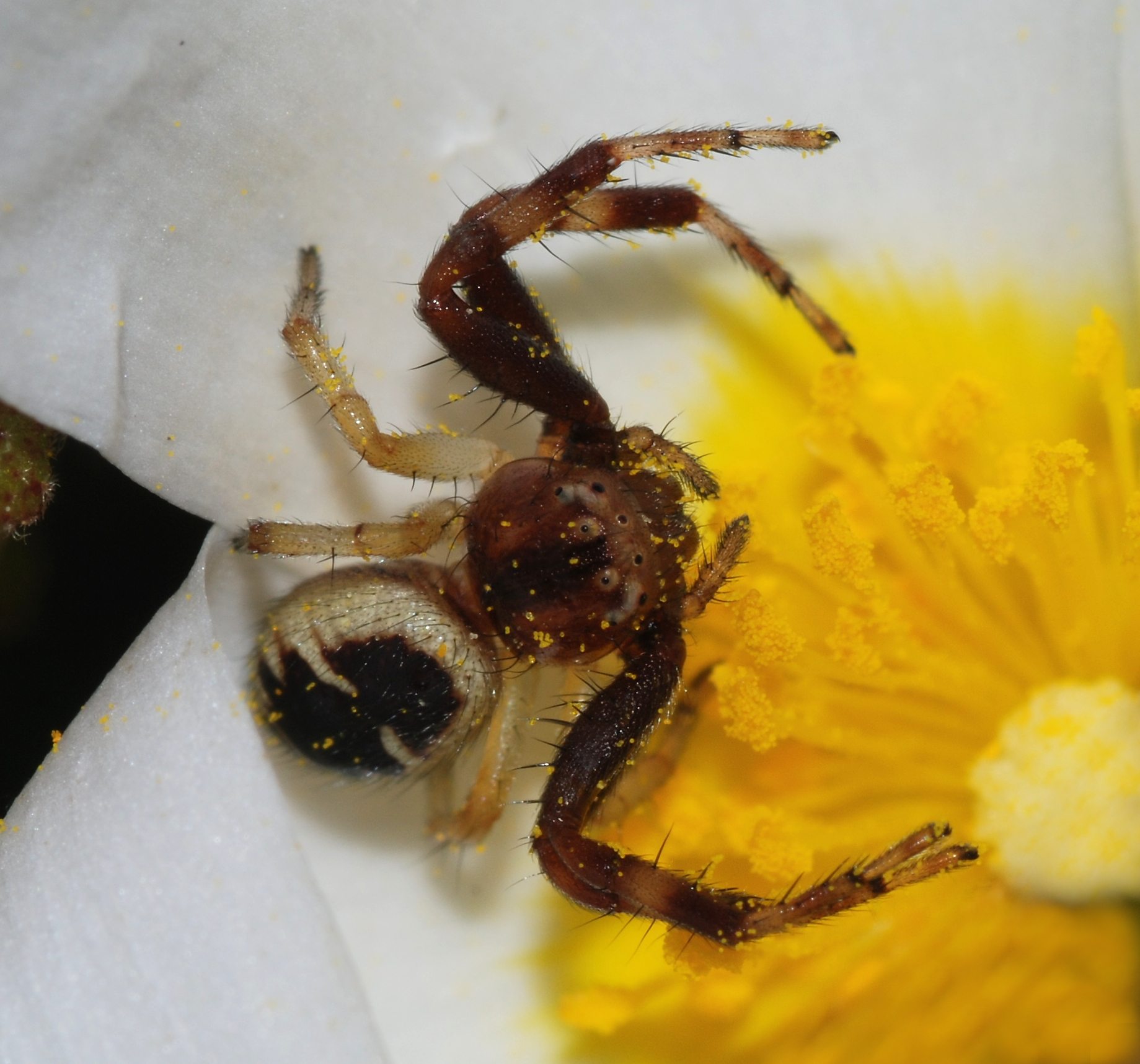
Synema globosum clarum (forma bianca)

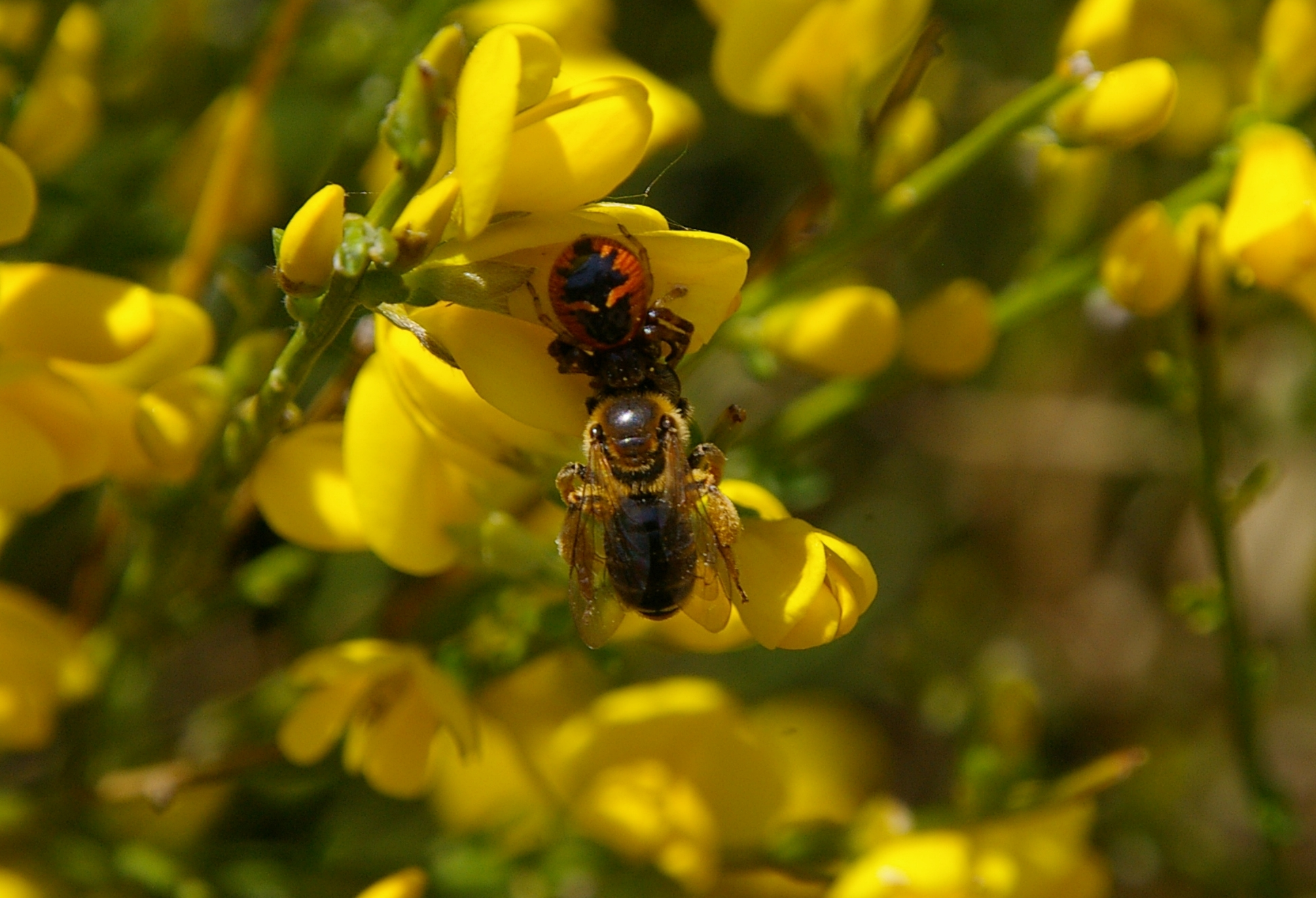
Synema globosum pulchellum, (forma rossa)

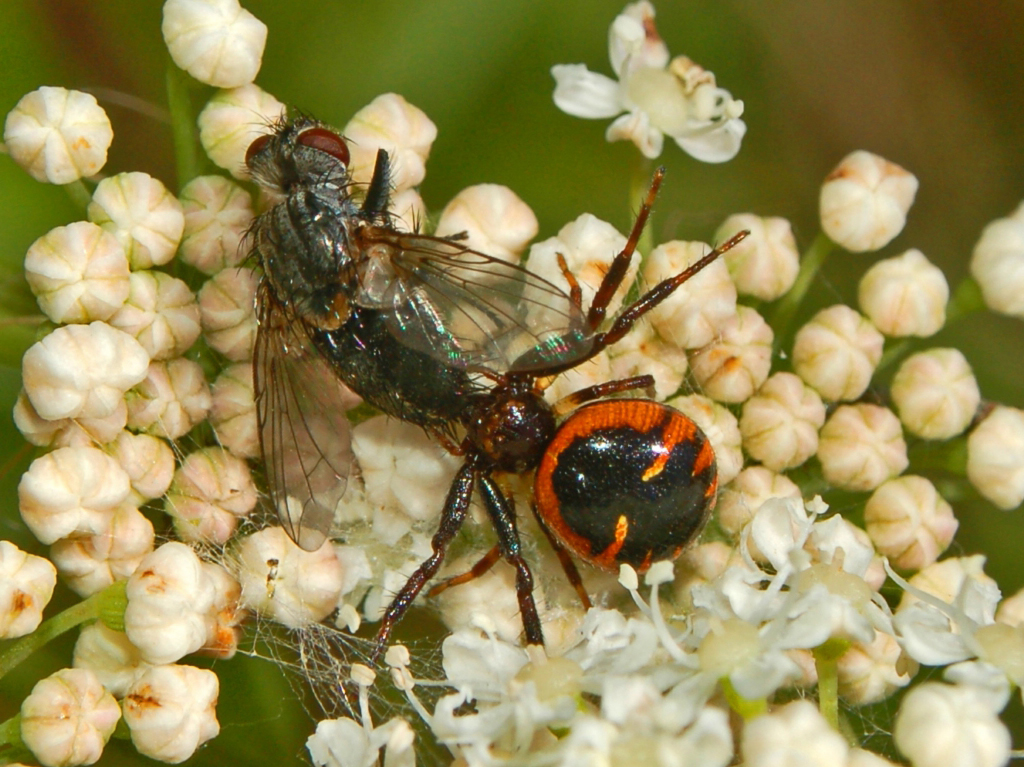
Synema globosum ha predato una mosca

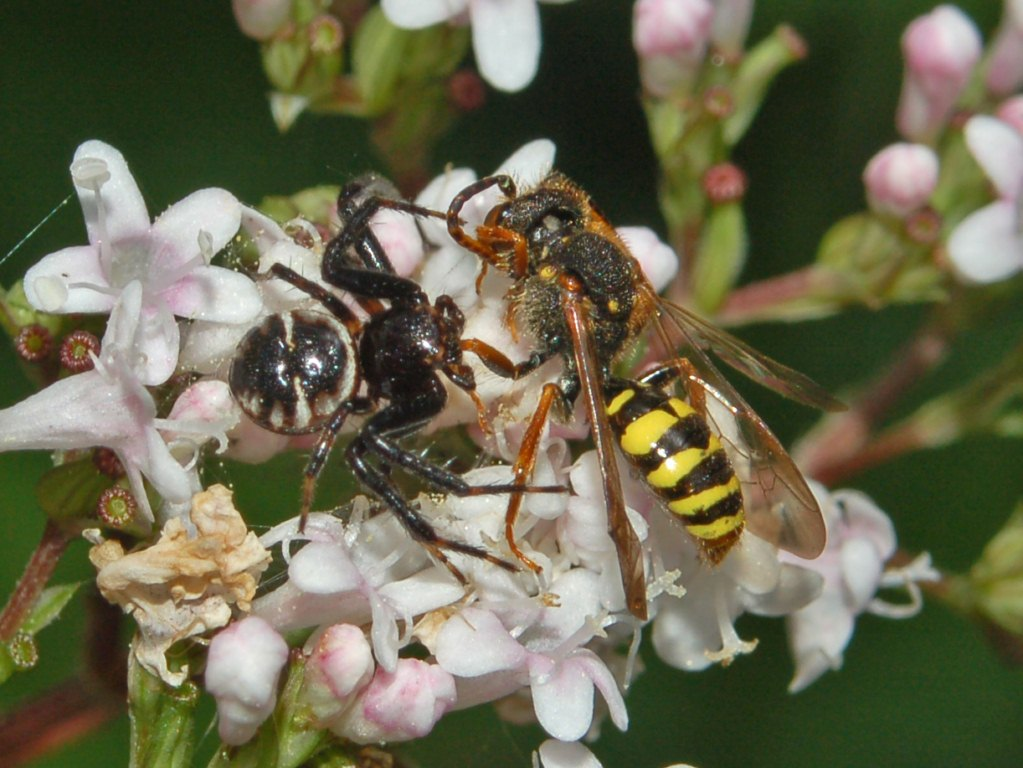
Synema globosum attacca una vespa

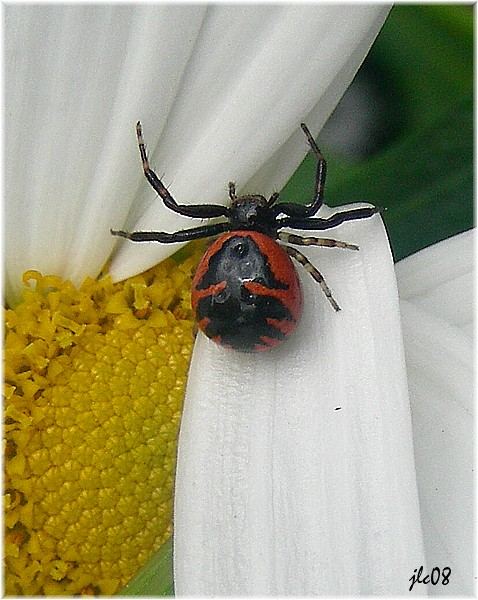
Synema globosum su una margherita

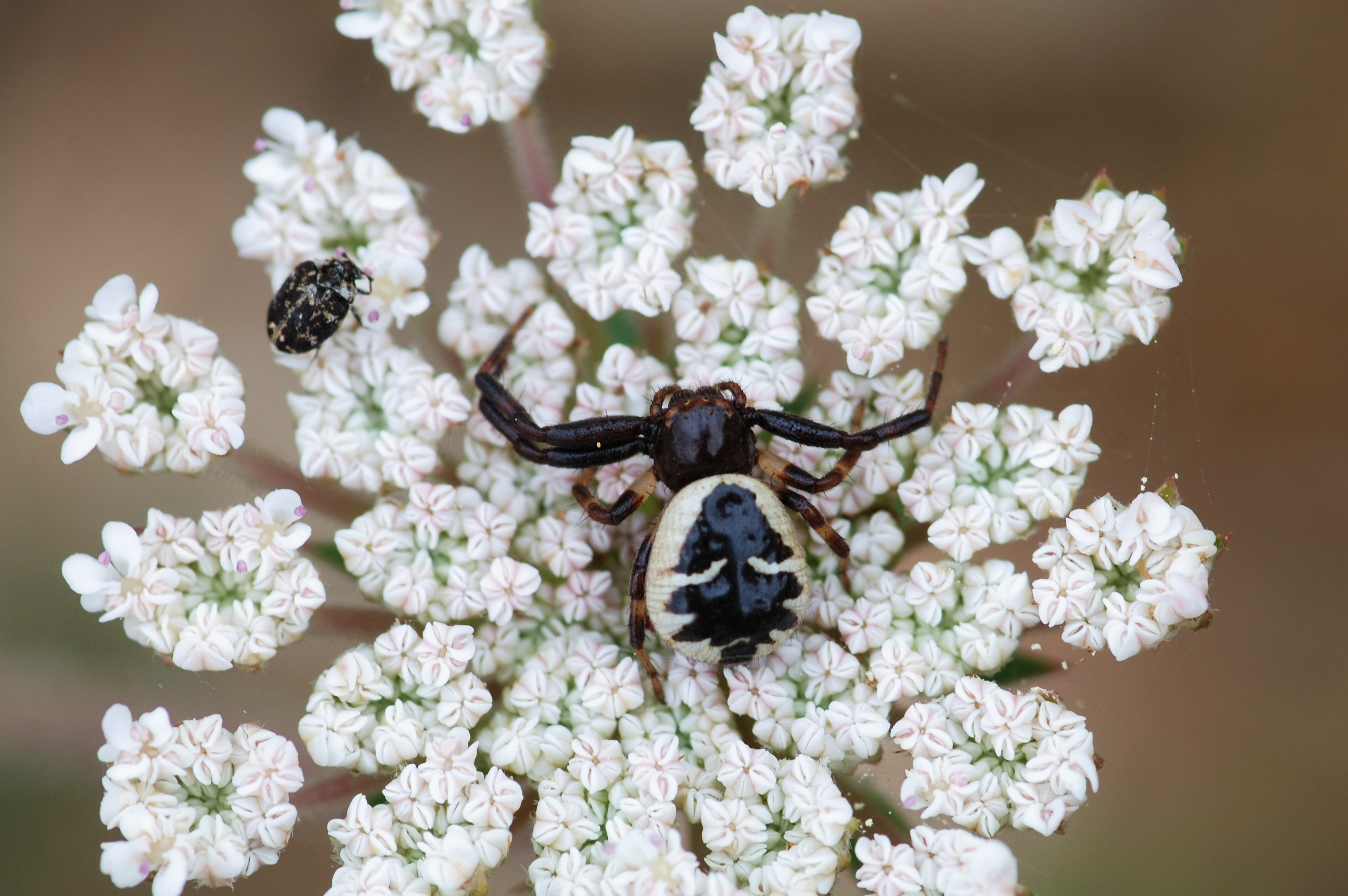
Synema globosum

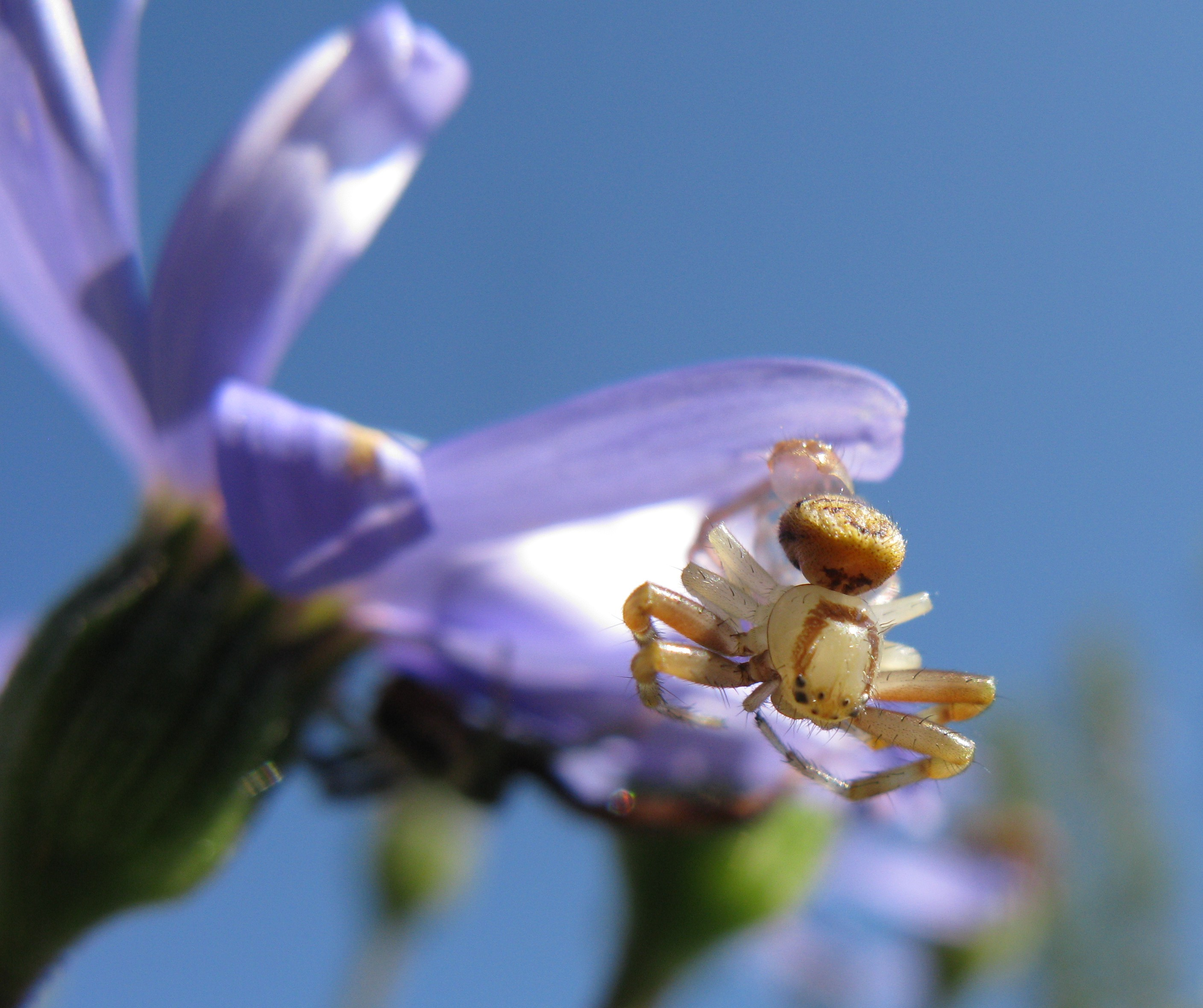
Synema decens

3. Synema aequinoctiale (Taczanowski, 1872) — Messico, Guiana francese
4. Synema affinitatum O. P.-Cambridge, 1891 — dal Messico al Brasile
5. Synema albomaculatum Ono, 2001 — Bhutan
6. Synema anatolica Demir, Aktas & Topçu, 2009 — Turchia
7. Synema annulipes Dahl, 1907 — Africa orientale
8. Synema bariguiensis Mello-Leitão, 1947 — Brasile
9. Synema batarasa Barrion & Litsinger, 1995 — Filippine
10. Synema bellum Soares, 1944 — Brasile
11. Synema berlandi Lessert, 1919 — Etiopia, Africa orientale
12. Synema bipunctatum (Taczanowski, 1872) — Brasile, Guiana francese
13. Synema bishopi Caporiacco, 1955 — Venezuela, Guiana francese
14. Synema bourgini Millot, 1942 — Guinea
15. Synema buettneri Dahl, 1907 — Camerun, Togo
16. Synema camerunense Dahl, 1907 — Camerun
17. Synema candicans (O. P.-Cambridge, 1876) — Egitto
18. Synema caucasicum Utochkin, 1960 — Georgia
19. Synema cervinum Schenkel, 1936 — Cina
20. Synema chikunii Ono, 1983 — Giappone
21. Synema concolor Caporiacco, 1947 — Africa orientale
22. Synema conradti Dahl, 1907 — Camerun
23. Synema curvatum Dahl, 1907 — Africa orientale
24. Synema decens (Karsch, 1878) — Sudafrica
25. Synema decoratum Tikader, 1960 — India, Cina
26. Synema diana (Audouin, 1826) — dalla Tunisia all'Arabia Saudita
27. Synema fasciatum Mello-Leitão, 1929 — Brasile
28. Synema fiebrigi Dahl, 1907 — Paraguay
29. Synema fischeri Dahl, 1907 — Somalia
30. Synema flavimanum Dahl, 1907 — Africa orientale
31. Synema flavipes Dahl, 1907 — Togo
32. Synema flavum Dahl, 1907 — Africa orientale
33. Synema flexuosum Dahl, 1907 — Africa orientale
34. Synema fuelleborni Dahl, 1907 — Africa orientale
35. Synema fuscomandibulatum Petrunkevitch, 1925 — Panama
36. Synema glaucothorax Piza, 1934 — Brasile
37. Synema globosum (Fabricius, 1775)[2] — Regione paleartica
  - Synema globosum clarum Franganillo, 1913 — Spagna
  - Synema globosum flavum Franganillo, 1913 — Spagna
  - Synema globosum nigriventre Kulczyński, 1901 — Russia
  - Synema globosum pulchellum Franganillo, 1926 — Spagna
38. Synema gracilipes Dahl, 1907 — Congo, Africa orientale
39. Synema haemorrhoidale Dahl, 1907 — Paraguay
40. Synema haenschi Dahl, 1907 — Guatemala, Brasile
41. Synema helvolum Simon, 1907 — Guinea-Bissau
42. Synema hildebrandti Dahl, 1907 — Madagascar
43. Synema hirtipes Dahl, 1907 — Zimbabwe
44. Synema illustre Keyserling, 1880 — Perù
45. Synema imitator (Pavesi, 1883) — Etiopia, Africa orientale e meridionale
  - Synema imitator meridionale Strand, 1907 — Sudafrica
46. Synema interjectivum Mello-Leitão, 1947 — Brasile
47. Synema jaspideum Simon, 1907 — Sierra Leone, Isola di Bioko (Golfo di Guinea)
48. Synema lanceolatum Mello-Leitão, 1929 — Brasile
49. Synema langheldi Dahl, 1907 — Africa orientale e meridionale
50. Synema laticeps Dahl, 1907 — Africa orientale
51. Synema latispinum Keyserling, 1883 — Perù
52. Synema latissimum Dahl, 1907 — Togo
53. Synema lineatum Thorell, 1894 — Singapore
54. Synema longipes Dahl, 1907 — Togo
55. Synema longispinosum Dahl, 1907 — Africa orientale
56. Synema lopezi Jiménez, 1988 — Messico
57. Synema lunulatum Dahl, 1907 — Madagascar
58. Synema luridum Keyserling, 1880 — Perù
59. Synema luteovittatum Keyserling, 1891 — Brasile
60. Synema maculatovittatum Caporiacco, 1954 — Guiana francese
61. Synema maculosum O. P.-Cambridge, 1891 — America centrale
62. Synema madidum O. P.-Cambridge, 1895 — Messico
63. Synema mandibulare Dahl, 1907 — Africa orientale
64. Synema marcidum Simon, 1907 — Guinea-Bissau
65. Synema marlothi Dahl, 1907 — Sudafrica
66. Synema multipunctatum (Simon, 1895) — Yemen, Congo, Guinea
67. Synema mysorense Tikader, 1980 — India
68. Synema nangoku Ono, 2002 — Cina, Giappone
69. Synema neomexicanum Gertsch, 1939 — USA
70. Synema nigrianum Mello-Leitão, 1929 — dal Venezuela al Brasile
71. Synema nigriventer Dahl, 1907 — Africa orientale
72. Synema nigrotibiale Lessert, 1919 — Africa orientale
73. Synema nigrum Keyserling, 1880 — Perù
74. Synema nitidulum Simon, 1929 — Brasile
75. Synema obscurifrons Dahl, 1907 — Madagascar
76. Synema obscuripes Dahl, 1907 — Madagascar
77. Synema opulentum Simon, 1886 — Vietnam, Sumatra
  - Synema opulentum birmanicum Thorell, 1887 — Birmania
78. Synema ornatum (Thorell, 1875) — Ungheria, Russia, Ucraina
79. Synema palliatum O. P.-Cambridge, 1891 — Panama
80. Synema papuanellum Strand, 1913 — Nuova Guinea
81. Synema paraense Mello-Leitão, 1929 — Brasile
82. Synema parvulum (Hentz, 1847) — USA, Messico
83. Synema pauciaculeis Caporiacco, 1947 — Africa orientale
84. Synema pereirai Soares, 1943 — Brasile
85. Synema pichoni Schenkel, 1963 — Cina
86. Synema plorator (O. P.-Cambridge, 1872) — dalla Slovacchia ad Israele, Asia centrale
87. Synema pluripunctatum Mello-Leitão, 1929 — Brasile
88. Synema pusillum Caporiacco, 1955 — Venezuela
89. Synema putum O. P.-Cambridge, 1891 — Guatemala
90. Synema quadratum Mello-Leitão, 1929 — Brasile
91. Synema quadrifasciatum Dahl, 1907 — Africa orientale
92. Synema quadrimaculatum Roewer, 1961 — Senegal
93. Synema reimoseri Lessert, 1928 — Congo
94. Synema revolutum Tang & Li, 2010 — Cina
95. Synema riflense Strand, 1909 — Sudafrica
96. Synema rubromaculatum Keyserling, 1880 — Colombia, Brasile
97. Synema scalare Strand, 1913 —Africa centrale
98. Synema scheffleri Dahl, 1907 — Africa orientale
99. Synema schulzi Dahl, 1907 — Brasile
100. Synema setiferum Mello-Leitão, 1929 — Brasile
101. Synema simoneae Lessert, 1919 — Africa orientale
102. Synema socium O. P.-Cambridge, 1891 — Panama
103. Synema spinosum Mello-Leitão, 1929 — Brasile
104. Synema spirale Dahl, 1907 — America meridionale
105. Synema steckeri Dahl, 1907 — Togo, Sudan
106. Synema subabnorme Caporiacco, 1947 — Uganda
107. Synema suteri Dahl, 1907 — Nuova Zelanda
108. Synema tadzhikistanicum Utochkin, 1960 — Asia centrale
109. Synema ternetzi Mello-Leitão, 1939 — Paraguay
110. Synema tibiale Dahl, 1907 — Malawi
111. Synema togoense Dahl, 1907 — Togo
112. Synema tricalcaratum Mello-Leitão, 1929 — Brasile
113. Synema trimaculosum Schmidt, 1956 — Ecuador
114. Synema utotchkini Marusik & Logunov, 1995 — Turchia, Kazakistan, Kyrgyzstan
115. Synema vachoni Jézéquel, 1964 — Costa d'Avorio
116. Synema valentinieri Dahl, 1907 — Egitto
117. Synema vallotoni Lessert, 1923 — Sudafrica
118. Synema variabile Caporiacco, 1939 — Etiopia
119. Synema viridans (Banks, 1896) — USA
120. Synema viridisterne Jézéquel, 1966 — Costa d'Avorio
121. Synema vittatum Keyserling, 1880 — Perù
122. Synema zonatum Tang & Song, 1988 — Cina

## Tagulinus
Tagulinus Simon, 1903
- Tagulinus histrio Simon, 1903[2] — Vietnam

## Tagulis
Tagulis Simon, 1895
- Tagulis granulosus Simon, 1895[2] — Sierra Leone
- Tagulis mystacinus Simon, 1895 — Sri Lanka

## Takachihoa
Takachihoa Ono, 1985
- Takachihoa lamellaris Tang & Li, 2010 — Cina
- Takachihoa onoi  Zhang, Zhu & Tso, 2006 — Taiwan

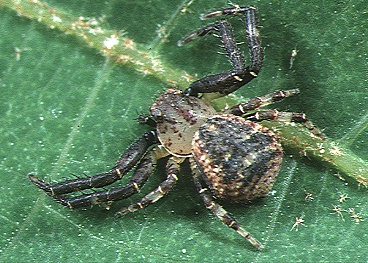
Takachihoa truciformis, femmina

- Takachihoa truciformis (Bösenberg & Strand, 1906)[2] — Cina, Taiwan, Giappone, Corea
- Takachihoa tumida Tang & Li, 2010 — Cina

## Talaus
Talaus Simon, 1886
1. Talaus dulongjiang Tang et al., 2008 — Cina
2. Talaus elegans Thorell, 1890 — Sumatra
3. Talaus limbatus Simon, 1895 — Sudafrica
4. Talaus nanus Thorell, 1890 — Birmania, Giava
5. Talaus niger Tang et al., 2008 — Cina
6. Talaus oblitus O. P.-Cambridge, 1899 — Sri Lanka
7. Talaus opportunus (O. P.-Cambridge, 1873) — India
8. Talaus samchi Ono, 2001 — Bhutan
9. Talaus semicastaneus Simon, 1909 — Vietnam
10. Talaus sulcus Tang & Li, 2010 — Cina
11. Talaus triangulifer Simon, 1886[2] — Sumatra
12. Talaus xiphosus Zhu & Ono, 2007 — Cina

## Tarrocanus
Tarrocanus Simon, 1895
- Tarrocanus capra Simon, 1895[2] — Sri Lanka
- Tarrocanus viridis Dyal, 1935 — Pakistan

## Taypaliito
Taypaliito Barrion & Litsinger, 1995
- Taypaliito iorebotco Barrion & Litsinger, 1995[2] — Filippine

## Tharpyna
Tharpyna L. Koch, 1874
1. Tharpyna albosignata L. Koch, 1876 — Queensland, Nuovo Galles del Sud
2. Tharpyna campestrata L. Koch, 1874 — Queensland, Australia occidentale
3. Tharpyna decorata Karsch, 1878 — Nuovo Galles del Sud
4. Tharpyna diademata L. Koch, 1874[2] — Australia, Isola Lord Howe
5. Tharpyna himachalensis Tikader & Biswas, 1979 — India
6. Tharpyna hirsuta L. Koch, 1875 — Australia
7. Tharpyna indica Tikader & Biswas, 1979 — India
8. Tharpyna munda L. Koch, 1875 — Australia, Nuova Zelanda
9. Tharpyna simpsoni Hickman, 1944 — Australia Meridionale
10. Tharpyna speciosa Rainbow, 1920 — Isola Lord Howe
11. Tharpyna varica Thorell, 1890 — Giava
12. Tharpyna venusta (L. Koch, 1874) — Nuovo Galles del Sud

## Tharrhalea
Tharrhalea L. Koch, 1875
1. Tharrhalea albipes L. Koch, 1875[2]  — Nuova Guinea, Australia settentrionale
2. Tharrhalea bicornis Simon, 1895 — Filippine
3. Tharrhalea cerussata Simon, 1886 — Madagascar
4. Tharrhalea fusca (Thorell, 1877) — Celebes
5. Tharrhalea irrorata (Thorell, 1881) — Queensland
6. Tharrhalea luzonica (Karsch, 1880) — Filippine
7. Tharrhalea maculata Kulczyński, 1911 — Nuova Guinea
8. Tharrhalea mariae Barrion & Litsinger, 1995 — Filippine
9. Tharrhalea semiargentea Simon, 1895 — Madagascar
10. Tharrhalea superpicta Simon, 1886 — Madagascar
11. Tharrhalea variegata Kulczyński, 1911 — Nuova Guinea

## Thomisops
Thomisops Karsch, 1879
1. Thomisops altus Tang & Li, 2010 — Cina
2. Thomisops bullatus Simon, 1895 — Africa meridionale
3. Thomisops cretaceus Jézéquel, 1964 — Costa d'Avorio, Camerun
4. Thomisops granulatus Dippenaar-Schoeman, 1989 — Sudafrica
5. Thomisops lesserti Millot, 1942 — Africa occidentale, centrale e meridionale
6. Thomisops melanopes Dippenaar-Schoeman, 1989 — Sudafrica
7. Thomisops pupa Karsch, 1879[2] — Africa
8. Thomisops sanmen Song, Zhang & Zheng, 1992 — Cina
9. Thomisops senegalensis Millot, 1942 — Africa occidentale, centrale e meridionale
10. Thomisops sulcatus Simon, 1895 — Africa

## Thomisus
Thomisus Walckenaer, 1805

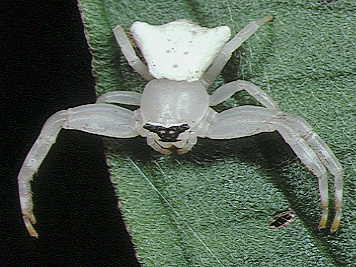
Thomisus kitamurai, femmina

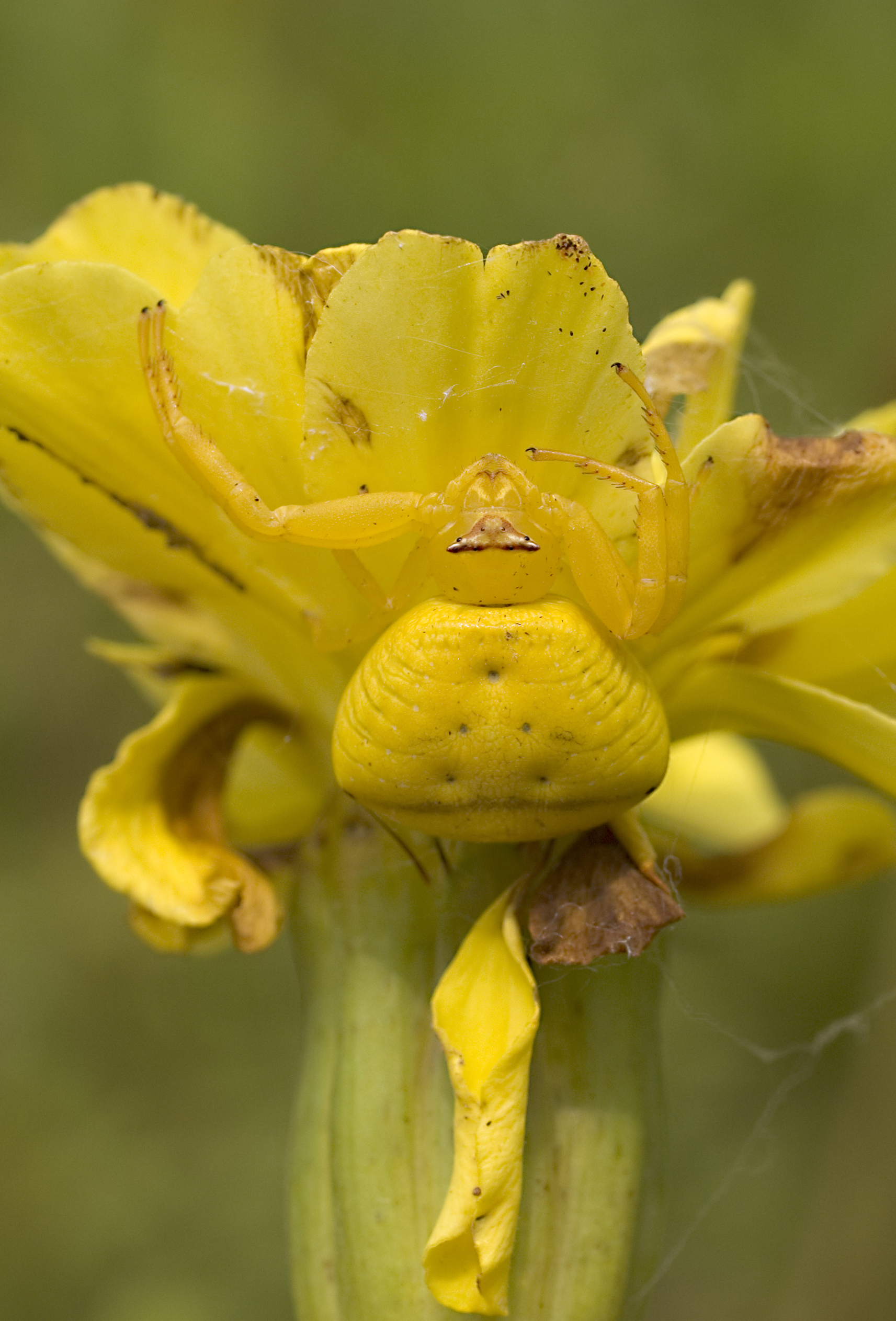
Thomisus labefactus, femmina

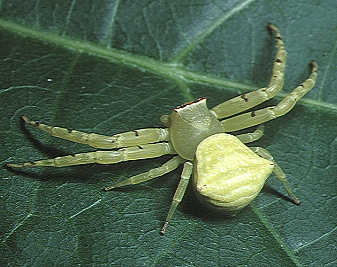
Thomisus okinawensis, femmina

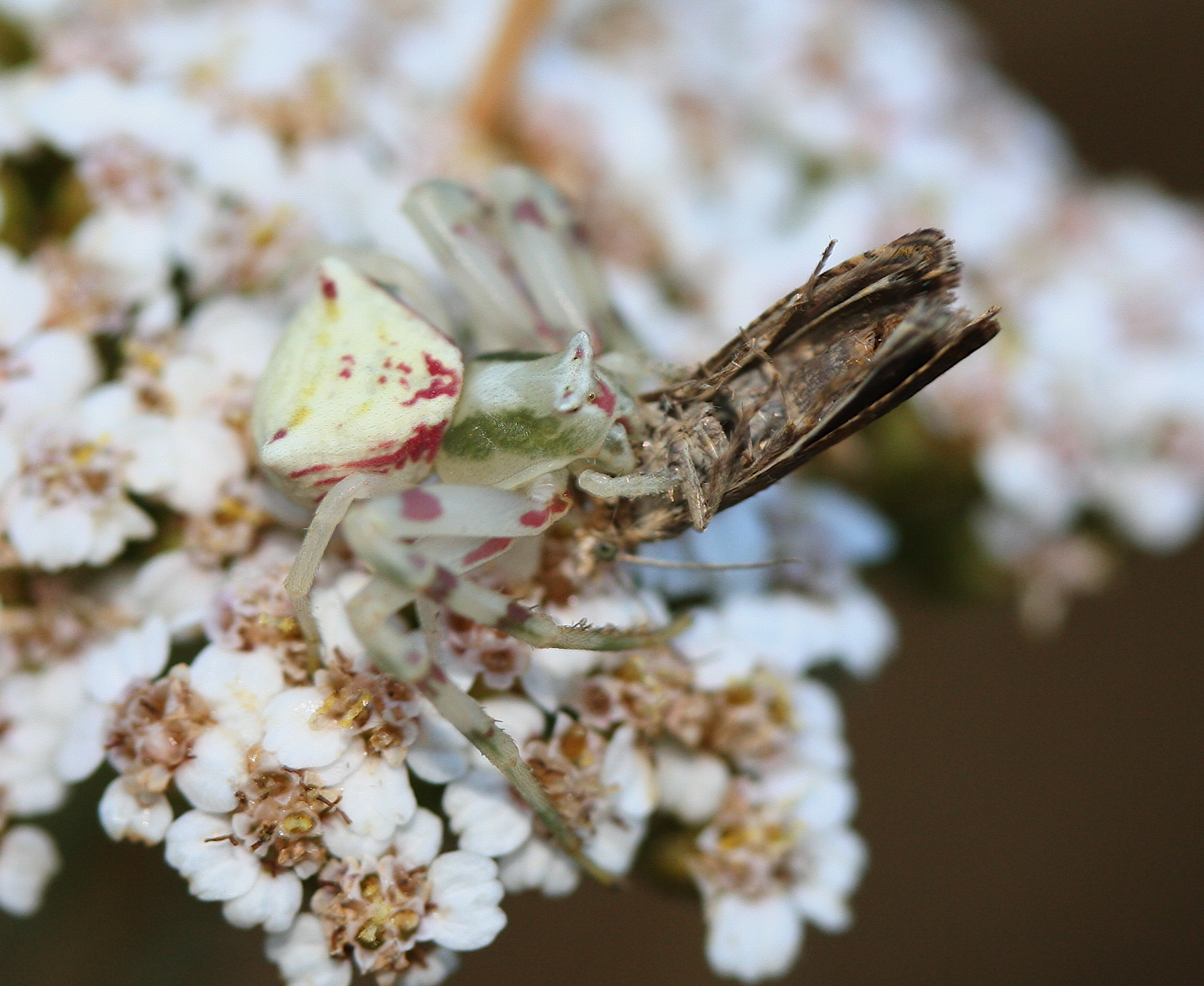
Thomisus onustus

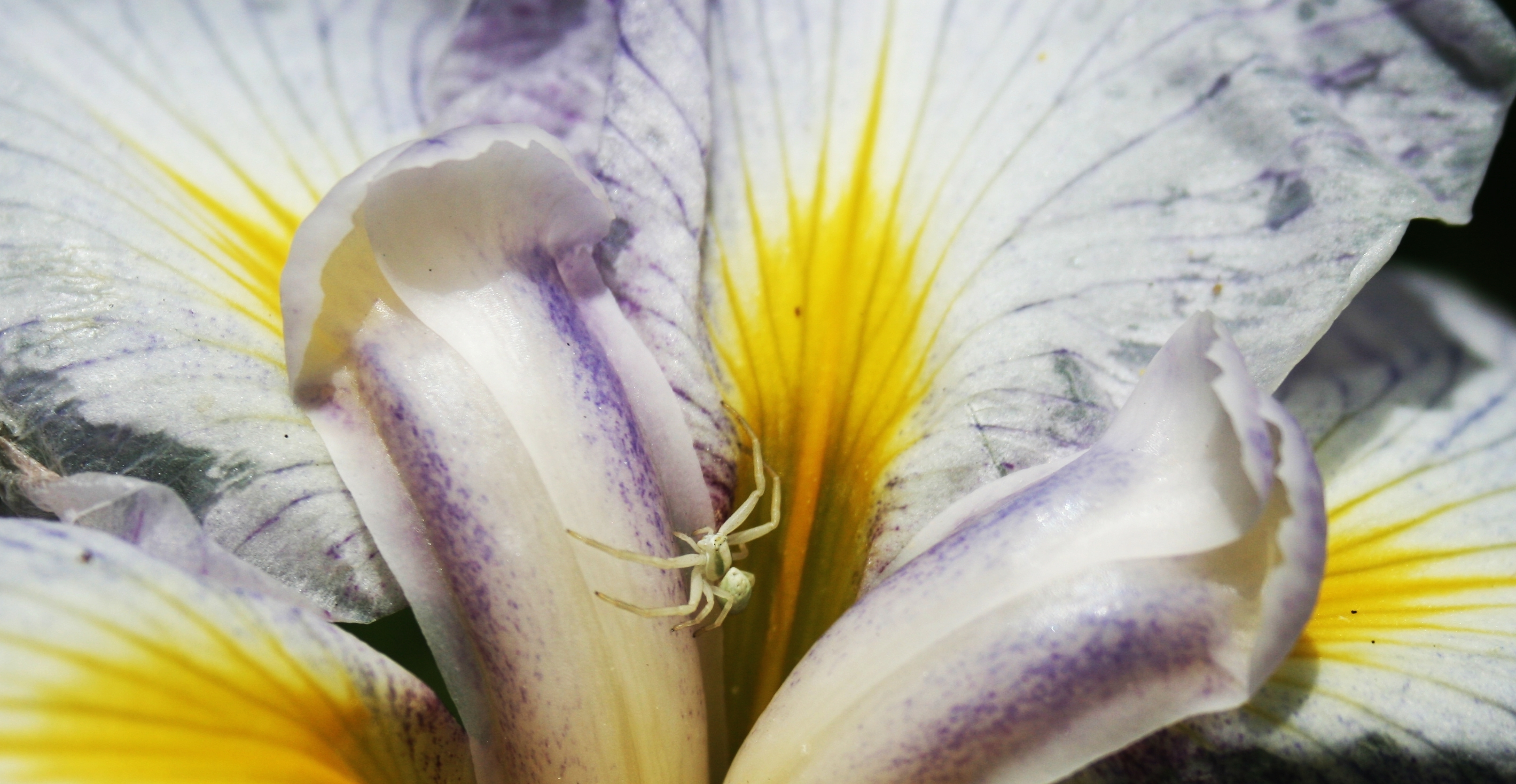
Thomisus spectabilis

1. Thomisus albens O. P.-Cambridge, 1885 — Pakistan, Yarkand (Cina)
2. Thomisus albertianus Strand, 1913 — Gabon, Congo, Uganda, Angola
  - Thomisus albertianus guineensis Millot, 1942 — Guinea, Angola
  - Thomisus albertianus maculatus Comellini, 1959 — Camerun, Congo
  - Thomisus albertianus verrucosus Comellini, 1957 — Congo
3. Thomisus albohirtus Simon, 1884 — Africa settentrionale e orientale, Yemen
4. Thomisus amadelphus Simon, 1909 — Vietnam
5. Thomisus andamanensis Tikader, 1980 — Isole Andamane (Oceano Indiano)
6. Thomisus angulatulus Roewer, 1951 — Gabon
7. Thomisus angustifrons Lucas, 1858 — Gabon
8. Thomisus arabicus Simon, 1882 — Yemen
9. Thomisus armillatus (Thorell, 1891) — Isole Nicobare (Oceano Indiano)
10. Thomisus ashishi Gajbe, 2005 — India
11. Thomisus australis Comellini, 1957 — Africa centrale e meridionale
12. Thomisus baghdeoi Gajbe, 2004 — India
13. Thomisus bargi Gajbe, 2004 — India
14. Thomisus beautifularis Basu, 1965 — India
15. Thomisus benoiti Comellini, 1959 — Congo
16. Thomisus bicolor Walckenaer, 1837 — USA
17. Thomisus bidentatus Kulczyński, 1901 — dall'Africa occidentale all'Arabia Saudita, Yemen
18. Thomisus bigibbosus Keyserling, 1881 — USA
19. Thomisus blandus Karsch, 1880 — Africa, Yemen
20. Thomisus boesenbergi Lenz, 1891 — Madagascar
21. Thomisus bonnieri Simon, 1902 — Oman
22. Thomisus bueanus Strand, 1916 — Camerun
23. Thomisus bulani Tikader, 1960 — India
24. Thomisus callidus (Thorell, 1890) — Sri Lanka, Singapore, Sumatra, Isola Nias (Indonesia), Giava
25. Thomisus cancroides Eydoux & Souleyet, 1841 — località sconosciuta
26. Thomisus candidus Blackwall, 1866 — Africa tropicale
27. Thomisus castaneiceps Simon, 1909 — Vietnam
28. Thomisus cavaleriei Schenkel, 1963 — Cina
29. Thomisus citrinellus Simon, 1875 — Mediterraneo, Africa, Yemen, Isola di Socotra (Oceano Indiano), Isole Seychelles
30. Thomisus congoensis Comellini, 1957 — Africa centrale e meridionale
31. Thomisus dalmasi Lessert, 1919 — Africa
32. Thomisus danieli Gajbe, 2004 — India
33. Thomisus daradioides Simon, 1890 — dal Sudafrica all'India
  - Thomisus daradioides nigroannulatus Caporiacco, 1947 — Africa orientale
34. Thomisus dartevellei Comellini, 1957 — Congo, Etiopia, Malawi
35. Thomisus dentiger (Thorell, 1887) — Birmania
36. Thomisus destefanii Caporiacco, 1941 — Etiopia
37. Thomisus dhakuriensis Tikader, 1960 — India
38. Thomisus dhananjayi Gajbe, 2005 — India
39. Thomisus duriusculus (Thorell, 1877) — Celebes
40. Thomisus dyali Kumari & Mittal, 1997 — India
41. Thomisus elongatus Stoliczka, 1869 — India
42. Thomisus eminulus Tang & Li, 2010 — Cina
43. Thomisus galeatus Simon, 1909 — Vietnam
44. Thomisus ghesquierei Lessert, 1943 — Congo
45. Thomisus godavariae Reddy & Patel, 1992 — India
46. Thomisus gouluensis Peng, Yin & Kim, 2000 — Cina
47. Thomisus granulatus Karsch, 1880 — Africa meridionale
48. Thomisus granulifrons Simon, 1906 — India, Sri Lanka
49. Thomisus guadahyrensis Keyserling, 1880 — Perù
50. Thomisus guangxicus Song & Zhu, 1995 — Cina
51. Thomisus hararinus Caporiacco, 1947 — Etiopia
52. Thomisus hui Song & Zhu, 1995 — Cina
53. Thomisus hunanensis Peng, Yin & Kim, 2000 — Cina
54. Thomisus ilocanus Barrion & Litsinger, 1995 — Filippine
55. Thomisus iswadus Barrion & Litsinger, 1995 — Filippine
56. Thomisus italongus Barrion & Litsinger, 1995 — Filippine
57. Thomisus janinae Comellini, 1957 — Congo, Tanzania
58. Thomisus jocquei Dippenaar-Schoeman, 1988 — Malawi
59. Thomisus kalaharinus Lawrence, 1936 — Africa, Yemen
60. Thomisus katrajghatus Tikader, 1963 — India
61. Thomisus keralae Biswas & Roy, 2005 — India
62. Thomisus kitamurai Nakatsudi, 1943 — Isole Ryukyu
63. Thomisus kiwuensis Strand, 1913 —Africa centrale
64. Thomisus kokiwadai Gajbe, 2004 — India
65. Thomisus krishnae Reddy & Patel, 1992 — India
66. Thomisus labefactus Karsch, 1881 — Cina, Corea, Taiwan, Giappone
67. Thomisus laglaizei Simon, 1877 — Birmania, Filippine, Giava, Sumatra
68. Thomisus lamperti Strand, 1907 — Madagascar
69. Thomisus leucaspis Simon, 1906 — India, Nuova Caledonia
70. Thomisus litoris Strand, 1913 —Africa centrale
71. Thomisus lobosus Tikader, 1965 — India
72. Thomisus ludhianaensis Kumari & Mittal, 1997 — India
73. Thomisus machadoi Comellini, 1959 — Angola, Isole Capo Verde (Oceano Atlantico), Sudafrica
74. Thomisus madagascariensis Comellini, 1957 — Madagascar
  - Thomisus madagascariensis pallidus Comellini, 1957 — Madagascar
75. Thomisus manishae Gajbe, 2005 — India
76. Thomisus manjuae Gajbe, 2005 — India
77. Thomisus marginifrons Schenkel, 1963 — Cina
78. Thomisus meenae Gajbe, 2005 — India
79. Thomisus melanostethus Simon, 1909 — Vietnam
80. Thomisus mimae Sen & Basu, 1963 — India
81. Thomisus modestus Blackwall, 1870 — Italia
82. Thomisus natalensis Lawrence, 1942 — Africa meridionale
83. Thomisus nepenthiphilus Fage, 1930 — Sumatra
84. Thomisus nirmali Saha & Raychaudhuri, 2007 — India
85. Thomisus nossibeensis Strand, 1907 — Madagascar
86. Thomisus obscuratus Caporiacco, 1947 — Africa orientale
87. Thomisus obtusesetulosus Roewer, 1961 — Senegal
88. Thomisus ochraceus Walckenaer, 1842 — Algeria
89. Thomisus odiosus O. P.-Cambridge, 1898 — Messico
90. Thomisus okinawensis Strand, 1907 — dalla Thailandia alle Isole Ryukyu, Filippine, Indonesia
91. Thomisus onustus Walckenaer, 1805[2] — Regione paleartica
  - Thomisus onustus meridionalis Strand, 1907 — Africa settentrionale
92. Thomisus oscitans Walckenaer, 1837 — USA
93. Thomisus pateli Gajbe, 2004 — India
94. Thomisus pathaki Gajbe, 2004 — India
95. Thomisus penicillatus Simon, 1909 — Vietnam
96. Thomisus perspicillatus (Thorell, 1890) — Borneo, Celebes
97. Thomisus pooneus Tikader, 1965 — India
98. Thomisus pritiae Gajbe, 2005 — India
99. Thomisus projectus Tikader, 1960 — India
100. Thomisus pugilis Stoliczka, 1869 — India
101. Thomisus rajani Bhandari & Gajbe, 2001 — India
102. Thomisus retirugus Simon, 1909 — Vietnam
103. Thomisus rigoratus Simon, 1906 — India
104. Thomisus rishus Tikader, 1970 — India
105. Thomisus roeweri Comellini, 1957 — Tanzania
106. Thomisus schoutedeni Comellini, 1957 — Congo
107. Thomisus schultzei Simon, 1910 — Africa meridionale
108. Thomisus scrupeus (Simon, 1886) — Africa
109. Thomisus shillongensis Sen, 1963 — India
110. Thomisus shivajiensis Tikader, 1965 — India
111. Thomisus sikkimensis Tikader, 1962 — India
112. Thomisus simoni Gajbe, 2004 — India
113. Thomisus socotrensis Dippenaar-Schoeman & van Harten, 2007 — Isola di Socotra (Oceano Indiano)
114. Thomisus sorajaii Basu, 1963 — India
115. Thomisus spectabilis Doleschall, 1859 — dall'India all'Australia
116. Thomisus spiculosus Pocock, 1901 — Africa occidentale, centrale e meridionale
117. Thomisus stenningi Pocock, 1900 — Africa, Yemen
118. Thomisus stigmatisatus Walckenaer, 1837 — USA
119. Thomisus stoliczkai (Thorell, 1887) — Birmania
120. Thomisus sundari Gajbe & Gajbe, 2001 — India
121. Thomisus swatowensis Strand, 1907 — Cina
122. Thomisus tetricus Simon, 1890 — Yemen
123. Thomisus transversus Fox, 1937 — Cina
124. Thomisus trigonus Giebel, 1869 — Germania
125. Thomisus tripunctatus Lucas, 1858 — Africa occidentale
126. Thomisus tuberculatus Dyal, 1935 — Pakistan
127. Thomisus turgidus Walckenaer, 1837 — USA
128. Thomisus unidentatus Dippenaar-Schoeman & van Harten, 2007 — Yemen
129. Thomisus venulatus Walckenaer, 1842 — Algeria
130. Thomisus viveki Gajbe, 2004 — India
131. Thomisus vulnerabilis Mello-Leitão, 1929 — Birmania
132. Thomisus wangi Tang, Yin & Peng, 2012 — Cina
133. Thomisus whitakeri Gajbe, 2004 — India
134. Thomisus yemensis Dippenaar-Schoeman & van Harten, 2007 — Yemen
135. Thomisus zaheeri Parven et al., 2008 — Pakistan
136. Thomisus zhui Tang & Song, 1988 — Cina
137. Thomisus zuluanus Lawrence, 1942 — Sudafrica
138. Thomisus zyuzini Marusik & Logunov, 1990 — dall'Arabia Saudita all'Asia centrale

## Titidiops
Titidiops Mello-Leitão, 1929
- Titidiops melanosternus Mello-Leitão, 1929[2] — Brasile

## Titidius
Titidius Simon, 1895
1. Titidius albifrons Mello-Leitão, 1929 — Brasile
2. Titidius albiscriptus Mello-Leitão, 1941 — Brasile
3. Titidius brasiliensis Mello-Leitão, 1915 — Brasile
4. Titidius caninde Esmerio & Lise, 1996 — Brasile
5. Titidius curvilineatus Mello-Leitão, 1941 — Brasile
6. Titidius difficilis Mello-Leitão, 1929 — Brasile
7. Titidius dubitatus Soares & Soares, 1946 — Brasile
8. Titidius dubius Mello-Leitão, 1929 — Brasile
9. Titidius galbanatus (Keyserling, 1880) — Colombia, Brasile
10. Titidius gurupi Esmerio & Lise, 1996 — Brasile
11. Titidius haemorrhous Mello-Leitão, 1947 — Brasile
12. Titidius ignestii Caporiacco, 1947 — Guyana
13. Titidius longicaudatus Mello-Leitão, 1943 — Brasile
14. Titidius marmoratus Mello-Leitão, 1929 — Brasile
15. Titidius multifasciatus Mello-Leitão, 1929 — Brasile
16. Titidius pauper Mello-Leitão, 1947 — Brasile
17. Titidius quinquenotatus Mello-Leitão, 1929 — Bolivia, Brasile, Suriname
18. Titidius rubescens Caporiacco, 1947 — Venezuela, Brasile, Guyana, Suriname
19. Titidius rubrosignatus (Keyserling, 1880)[2] — Brasile
20. Titidius uncatus Mello-Leitão, 1929 — Brasile
21. Titidius urucu Esmerio & Lise, 1996 — Brasile

## Tmarus
Tmarus Simon, 1875
1. Tmarus aberrans Mello-Leitão, 1944 — Brasile
2. Tmarus aculeatus Chickering, 1950 — Panama
3. Tmarus africanus Lessert, 1919 — Tanzania, Sudafrica
4. Tmarus albidus (L. Koch, 1876) — Queensland
5. Tmarus albifrons Piza, 1944 — Brasile
6. Tmarus albisterni Mello-Leitão, 1942 — Argentina
7. Tmarus albolineatus Keyserling, 1880 — Brasile
8. Tmarus alticola Mello-Leitão, 1929 — Brasile
9. Tmarus amazonicus Mello-Leitão, 1929 — Brasile
10. Tmarus ampullatus Soares, 1943 — Brasile
11. Tmarus angulatus (Walckenaer, 1837) — USA, Canada
12. Tmarus angulifer Simon, 1895 — Queensland
13. Tmarus aporus Soares & Camargo, 1948 — Brasile
14. Tmarus atypicus Mello-Leitão, 1929 — Brasile
15. Tmarus australis Mello-Leitão, 1941 — Argentina
16. Tmarus baptistai Silva-Moreira, 2010 — Brasile
17. Tmarus bedoti Lessert, 1928 — Congo
18. Tmarus berlandi Lessert, 1928 — Congo
19. Tmarus bifasciatus Mello-Leitão, 1929 — Perù, Brasile
20. Tmarus bifidipalpus Mello-Leitão, 1943 — Brasile
21. Tmarus biocellatus Mello-Leitão, 1929 — Brasile
22. Tmarus bisectus Piza, 1944 — Brasile
23. Tmarus borgmeyeri Mello-Leitão, 1929 — Brasile
24. Tmarus bucculentus Chickering, 1950 — Panama
25. Tmarus byssinus Tang & Li, 2009 — Cina
26. Tmarus caeruleus Keyserling, 1880 — Brasile
27. Tmarus cameliformis Millot, 1942 — Africa
28. Tmarus camellinus Mello-Leitão, 1929 — Brasile

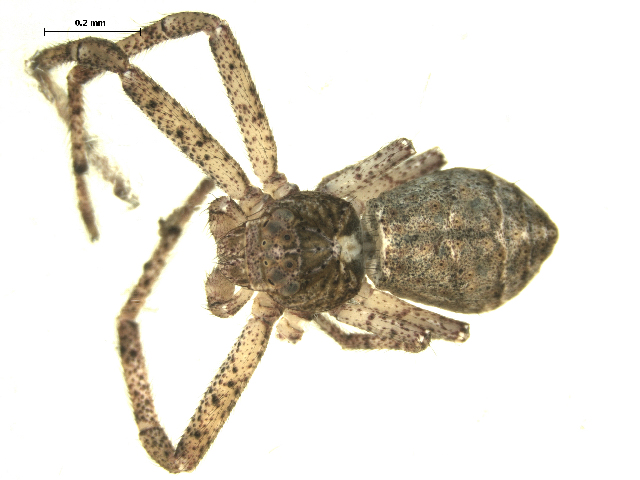
Tmarus angulatus

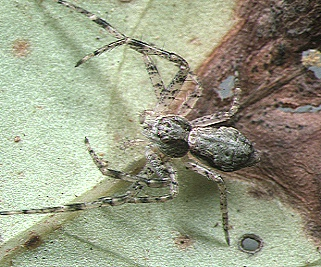
Tmarus shimojanai, femmina

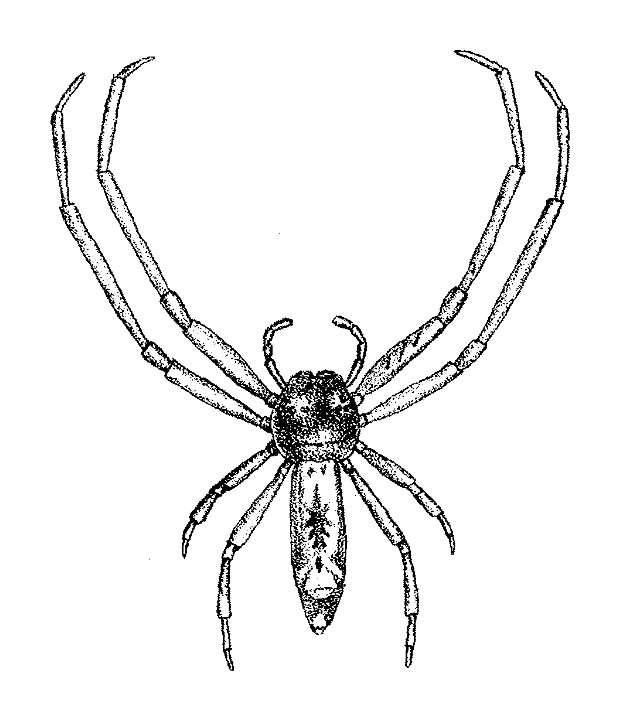
Tmarus vexillifer

29. Tmarus cancellatus Thorell, 1899 — Camerun, Isola di Bioko (Golfo di Guinea)
  - Tmarus cancellatus congoensis Comellini, 1955 — Congo
30. Tmarus candefactus Caporiacco, 1954 — Guiana francese
31. Tmarus candidissimus Mello-Leitão, 1947 — Brasile
32. Tmarus caporiaccoi Comellini, 1955 — Congo
33. Tmarus caretta Mello-Leitão, 1929 — Brasile
34. Tmarus caxambuensis Mello-Leitão, 1929 — Brasile
35. Tmarus cinerascens (L. Koch, 1876) — Queensland
36. Tmarus cinereus Mello-Leitão, 1929 — Brasile, Guyana
37. Tmarus circinalis Song & Chai, 1990 — Cina
38. Tmarus clavimanus Mello-Leitão, 1929 — Brasile
39. Tmarus clavipes Keyserling, 1891 — Brasile
40. Tmarus cognatus Chickering, 1950 — Panama
41. Tmarus comellinii Garcia-Neto, 1989 — dal Congo al Sudafrica
42. Tmarus contortus Chickering, 1950 — Panama
43. Tmarus corruptus O. P.-Cambridge, 1892 — Messico, Panama
44. Tmarus craneae Chickering, 1965 — Trinidad
45. Tmarus cretatus Chickering, 1965 — Panama
46. Tmarus curvus Chickering, 1950 — Panama
47. Tmarus decens O. P.-Cambridge, 1892 — Panama
48. Tmarus decoloratus Keyserling, 1883 — Perù
49. Tmarus decorus Chickering, 1965 — Panama
50. Tmarus dejectus (O. P.-Cambridge, 1885) — India
51. Tmarus digitatus Mello-Leitão, 1929 — Brasile
52. Tmarus digitiformis Yang, Zhu & Song, 2005 — Cina
53. Tmarus dostinikus Barrion & Litsinger, 1995 — Filippine
54. Tmarus ehecatltocatl Jiménez, 1992 — Messico
55. Tmarus elongatus Mello-Leitão, 1929 — Brasile
56. Tmarus eques Thorell, 1890 — Giava
57. Tmarus espiritosantensis Soares & Soares, 1946 — Brasile
58. Tmarus estyliferus Mello-Leitão, 1929 — Brasile
59. Tmarus fallax Mello-Leitão, 1929 — Brasile, Guyana
60. Tmarus farri Chickering, 1965 — Giamaica
61. Tmarus fasciolatus Simon, 1906 — India
62. Tmarus femellus Caporiacco, 1941 — Etiopia
63. Tmarus floridensis Keyserling, 1884 — USA
64. Tmarus foliatus Lessert, 1928 — Africa, Isole Comore
65. Tmarus formosus Mello-Leitão, 1917 — Brasile
66. Tmarus gajdosi Marusik & Logunov, 2002 — Mongolia
67. Tmarus galapagosensis Baert, 2013 — isole Galapagos
68. Tmarus geayi Caporiacco, 1954 — Guiana francese
69. Tmarus gladiatus Tang & Li, 2010 — Cina
70. Tmarus grandis Mello-Leitão, 1929 — Brasile
71. Tmarus guineensis Millot, 1942 — dalla Guinea al Sudafrica
72. Tmarus hastatus Tang & Li, 2009 — Cina
73. Tmarus hazevensis Levy, 1973 — Israele
74. Tmarus hirsutus Mello-Leitão, 1929 — Brasile
75. Tmarus holmbergi Schiapelli & Gerschman, 1941 — Argentina
76. Tmarus homanni Chrysanthus, 1964 — Nuova Guinea
77. Tmarus horvathi Kulczyński, 1895 — Regione paleartica
78. Tmarus humphreyi Chickering, 1965 — Panama
79. Tmarus hystrix Caporiacco, 1954 — Guiana francese
80. Tmarus impedus Chickering, 1965 — Panama
81. Tmarus incertus Keyserling, 1880 — Colombia
82. Tmarus incognitus Mello-Leitão, 1929 — Brasile
83. Tmarus ineptus O. P.-Cambridge, 1892 — Panama
84. Tmarus infrasigillatus Mello-Leitão, 1947 — Brasile
85. Tmarus innotus Chickering, 1965 — Panama
86. Tmarus innumus Chickering, 1965 — Panama
87. Tmarus insuetus Chickering, 1965 — Trinidad
88. Tmarus intentus O. P.-Cambridge, 1892 — Guatemala, Panama
89. Tmarus interritus Keyserling, 1880 — Panama, Brasile
90. Tmarus jabalpurensis Gajbe & Gajbe, 1999 — India
91. Tmarus jelskii (Taczanowski, 1872) — Guiana francese
92. Tmarus jocosus O. P.-Cambridge, 1898 — Costa Rica
93. Tmarus karolae Jézéquel, 1964 — Costa d'Avorio
94. Tmarus komi Ono, 1996 — Isole Ryukyu
95. Tmarus koreanus Paik, 1973 — Cina, Corea
96. Tmarus kotigeharus Tikader, 1963 — India
97. Tmarus lanyu Zhang, Zhu & Tso, 2006 — Taiwan
98. Tmarus lapadui Jézéquel, 1964 — Costa d'Avorio
99. Tmarus latifrons Thorell, 1895 — Birmania, Isola di Krakatoa
100. Tmarus lawrencei Comellini, 1955 — Congo
101. Tmarus levii Chickering, 1965 — Panama
102. Tmarus lichenoides Mello-Leitão, 1929 — Brasile
103. Tmarus littoralis Keyserling, 1880 — Brasile
104. Tmarus locketi Millot, 1942 — Africa occidentale e centrale
  - Tmarus locketi djuguensis Comellini, 1955 — Congo
105. Tmarus longicaudatus Millot, 1942 — Africa occidentale, Arabia Saudita
106. Tmarus longipes Caporiacco, 1947 — Africa orientale
107. Tmarus longqicus Song & Zhu, 1993 — Cina
108. Tmarus longus Chickering, 1965 — Panama
109. Tmarus loriae Thorell, 1890 — Malaysia
110. Tmarus macilentus (L. Koch, 1876) — Queensland
111. Tmarus maculosus Keyserling, 1880 — Colombia
112. Tmarus makiharai Ono, 1988 — Giappone
113. Tmarus malleti Lessert, 1919 — Africa orientale e centrale
114. Tmarus marmoreus (L. Koch, 1876) — Queensland
115. Tmarus menglae Song & Zhao, 1994 — Cina
116. Tmarus menotus Chickering, 1965 — Giamaica
117. Tmarus metropolitanus Mello-Leitão, 1929 — Brasile
118. Tmarus milloti Comellini, 1955 — Camerun, Congo
119. Tmarus minensis Mello-Leitão, 1929 — Brasile
120. Tmarus minutus Banks, 1904 — USA
121. Tmarus misumenoides Mello-Leitão, 1927 — Brasile
122. Tmarus montericensis Keyserling, 1880 — Perù
123. Tmarus morosus Chickering, 1950 — Panama
124. Tmarus mourei Mello-Leitão, 1947 — Brasile
125. Tmarus mundulus O. P.-Cambridge, 1892 — Panama
126. Tmarus mutabilis Soares, 1944 — Brasile
127. Tmarus natalensis Lessert, 1925 — Sudafrica
128. Tmarus neocaledonicus Kritscher, 1966 — Nuova Caledonia
129. Tmarus nigrescens Mello-Leitão, 1929 — Brasile
130. Tmarus nigridorsi Mello-Leitão, 1929 — Brasile
131. Tmarus nigristernus Caporiacco, 1947 — Uganda
132. Tmarus nigrofasciatus Mello-Leitão, 1929 — Brasile
133. Tmarus nigroviridis Mello-Leitão, 1929 — Brasile
134. Tmarus ningshaanensis Wang & Xi, 1998 — Cina
135. Tmarus obesus Mello-Leitão, 1929 — Brasile, Guiana francese
136. Tmarus oblectator Logunov, 1992 — Russia
137. Tmarus obsecus Chickering, 1965 — Panama
138. Tmarus orientalis Schenkel, 1963 — Cina, Corea
139. Tmarus pallidus Mello-Leitão, 1929 — Brasile
140. Tmarus parallelus Mello-Leitão, 1943 — Brasile
141. Tmarus parki Chickering, 1950 — Panama
142. Tmarus paulensis Piza, 1935 — Brasile
143. Tmarus pauper O. P.-Cambridge, 1892 — Panama
144. Tmarus perditus Mello-Leitão, 1929 — Brasile
145. Tmarus peregrinus Chickering, 1950 — Panama
146. Tmarus peruvianus Berland, 1913 — Perù
147. Tmarus piger (Walckenaer, 1802)[2] — Regione paleartica
148. Tmarus piochardi (Simon, 1866) — Mediterraneo
149. Tmarus pizai Soares, 1941 — Brasile
150. Tmarus planetarius Simon, 1903 — Africa
151. Tmarus planifrons Mello-Leitão, 1943 — Brasile
152. Tmarus planquettei Jézéquel, 1966 — Costa d'Avorio
153. Tmarus pleuronotatus Mello-Leitão, 1941 — Brasile
154. Tmarus plurituberculatus Mello-Leitão, 1929 — Brasile
155. Tmarus polyandrus Mello-Leitão, 1929 — Brasile
156. Tmarus posticatus Simon, 1929 — Brasile
157. Tmarus primitivus Mello-Leitão, 1929 — Brasile
158. Tmarus probus Chickering, 1950 — Panama
159. Tmarus productus Chickering, 1950 — Panama
160. Tmarus prognathus Simon, 1929 — Brasile
161. Tmarus projectus (L. Koch, 1876) — Queensland
162. Tmarus protobius Chickering, 1965 — Panama
163. Tmarus pugnax Mello-Leitão, 1929 — Brasile
164. Tmarus pulchripes Thorell, 1894 — Singapore
165. Tmarus punctatissimus (Simon, 1870) — Spagna
166. Tmarus punctatus (Nicolet, 1849) — Cile
167. Tmarus qinlingensis Song & Wang, 1994 — Cina
168. Tmarus rainbowi Mello-Leitão, 1929 — Australia Meridionale
169. Tmarus rarus Soares & Soares, 1946 — Brasile
170. Tmarus riccii Caporiacco, 1941 — Etiopia
171. Tmarus rimosus Paik, 1973 — Russia, Cina, Corea, Giappone
172. Tmarus rubinus Chickering, 1965 — Panama
173. Tmarus rubromaculatus Keyserling, 1880 — USA
174. Tmarus salai Schick, 1965 — USA
175. Tmarus schoutedeni Comellini, 1955 — Congo
176. Tmarus semiroseus Simon, 1909 — Vietnam
177. Tmarus separatus Banks, 1898 — Panama
178. Tmarus serratus Yang, Zhu & Song, 2005 — Cina
179. Tmarus shimojanai Ono, 1997 — Isole Ryukyu
180. Tmarus sigillatus Chickering, 1950 — Panama
181. Tmarus simoni Comellini, 1955 — Sierra Leone
182. Tmarus songi Han & Zhu, 2009 — Cina
183. Tmarus soricinus Simon, 1906 — India
184. Tmarus spicatus Tang & Li, 2009 — Cina
185. Tmarus spinosus Comellini, 1955 — Congo
186. Tmarus srisailamensis Rao et al., 2006 — India
187. Tmarus staintoni (O. P.-Cambridge, 1873) — Spagna, Francia, Algeria
188. Tmarus stellio Simon, 1875 — Regione paleartica
189. Tmarus stolzmanni Keyserling, 1880 — Perù, Isole Galapagos
190. Tmarus striolatus Mello-Leitão, 1943 — Brasile
191. Tmarus studiosus O. P.-Cambridge, 1892 — Panama
192. Tmarus taibaiensis Song & Wang, 1994 — Cina
193. Tmarus taishanensis Zhu & Wen, 1981 — Russia, Cina
194. Tmarus taiwanus Ono, 1977 — Taiwan
195. Tmarus tamazolinus Jiménez, 1988 — Messico
196. Tmarus thorelli Comellini, 1955 — Congo
197. Tmarus tinctus Keyserling, 1880 — Perù
198. Tmarus tonkinus Simon, 1909 — Vietnam
199. Tmarus toschii Caporiacco, 1949 — Kenya
200. Tmarus trifidus Mello-Leitão, 1929 — Brasile
201. Tmarus trituberculatus Mello-Leitão, 1929 — Brasile
202. Tmarus truncatus (L. Koch, 1876) — Queensland
203. Tmarus tuberculitibiis Caporiacco, 1940 — Etiopia
204. Tmarus undatus Tang & Li, 2009 — Cina
205. Tmarus unicus Gertsch, 1936 — USA
206. Tmarus vachoni Millot, 1942 — Costa d'Avorio
207. Tmarus variabilis (L. Koch, 1876) — Queensland
208. Tmarus variatus Keyserling, 1891 — Brasile
209. Tmarus verrucosus Mello-Leitão, 1948 — Guyana
210. Tmarus vertumus Chickering, 1965 — Porto Rico
211. Tmarus vexillifer (Butler, 1876) — Isola Rodrigues (Isole Mascarene)
212. Tmarus villasboasi Mello-Leitão, 1949 — Brasile
213. Tmarus viridis Keyserling, 1880 — Perù, Brasile
214. Tmarus vitusus Chickering, 1965 — Panama
215. Tmarus wiedenmeyeri Schenkel, 1953 — Venezuela
216. Tmarus yaginumai Ono, 1977 — Giappone
217. Tmarus yani Yin et al., 2004 — Cina
218. Tmarus yerohamus Levy, 1973 — Israele
219. Tmarus yiminhensis Zhu & Wen, 1981 — Cina

## Tobias
Tobias Simon, 1898
1. Tobias albicans Mello-Leitão, 1929 — Brasile
2. Tobias albovittatus Caporiacco, 1954 — Guiana francese
3. Tobias camelinus (O. P.-Cambridge, 1869)[2] — Brasile
4. Tobias caudatus Mello-Leitão, 1929 — Brasile
5. Tobias cornutus (Taczanowski, 1872) — Brasile, Guiana francese
6. Tobias corticatus Mello-Leitão, 1917 — Brasile
7. Tobias epicadoides Mello-Leitão, 1944 — Brasile
8. Tobias gradiens Mello-Leitão, 1929 — Brasile
9. Tobias inermis Mello-Leitão, 1929 — Perù, Brasile
10. Tobias martinezi Birabén, 1955 — Bolivia
11. Tobias monstrosus Simon, in Mello-Leitão, 1929 — Perù, Brasile
12. Tobias paraguayensis Mello-Leitão, 1929 — Brasile
13. Tobias pulcher Mello-Leitão, 1929 — Brasile
14. Tobias pustulosus Mello-Leitão, 1929 — Brasile
15. Tobias regius Birabén, 1955 — Bolivia
16. Tobias taczanowskii Roewer, 1951 — Hispaniola, dal Panama al Perù, Bolivia
17. Tobias trituberculatus (Taczanowski, 1872) — Perù, Brasile, Guiana francese

## Trichopagis
Trichopagis Simon, 1886
- Trichopagis manicata Simon, 1886[2] — Gabon, Guinea, Sudafrica, Madagascar

## Ulocymus
Ulocymus Simon, 1886
- Ulocymus gounellei Simon, 1886[2] — Brasile
- Ulocymus intermedius Mello-Leitão, 1929 — Brasile
- Ulocymus muricatus (Mello-Leitão, 1942) — Argentina
- Ulocymus sulcatus Mello-Leitão, 1929 — Brasile

## Uraarachne
Uraarachne Keyserling, 1880
- Uraarachne longa Keyserling, 1880[2]— Brasile
- Uraarachne vittata (Caporiacco, 1954) — Guyana francese

## Wechselia
Wechselia Dahl, 1907
- Wechselia steinbachi Dahl, 1907[2] — Argentina

## Xysticus
Xysticus C. L. Koch, 1835
1. Xysticus abditus Logunov, 2006 — Bulgaria, Turchia
2. Xysticus abramovi Marusik & Logunov, 1995 — Tagikistan
3. Xysticus acerbus Thorell, 1872 — dall'Europa all'Asia centrale

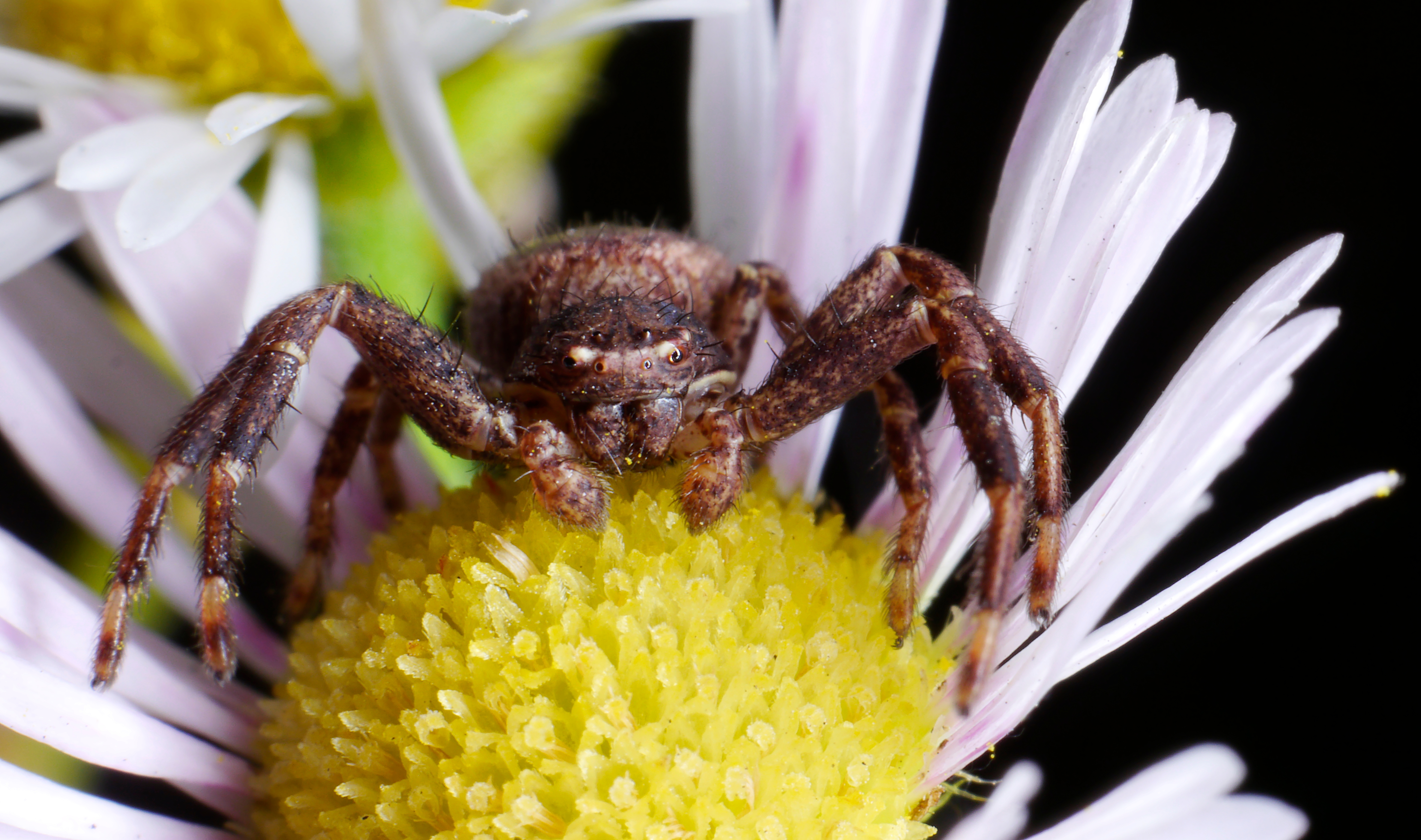
Xysticus audax, in agguato su un fiore

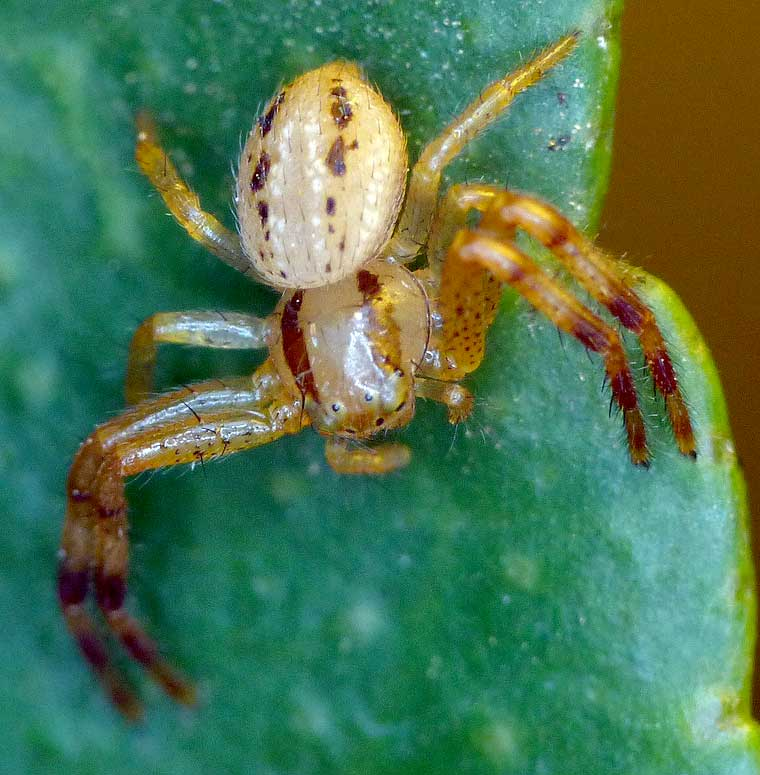
Xysticus bilimbatus, femmina

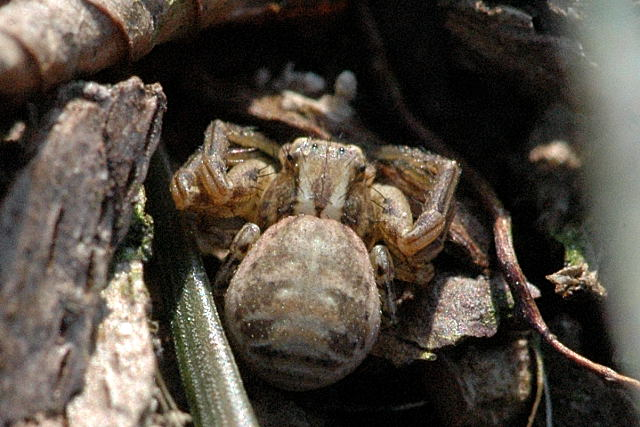
Xysticus cristatus, femmina

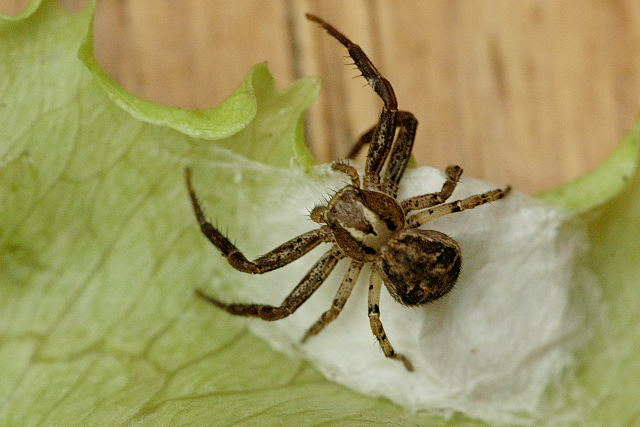
Xysticus cristatus, femmina con sacco ovigero

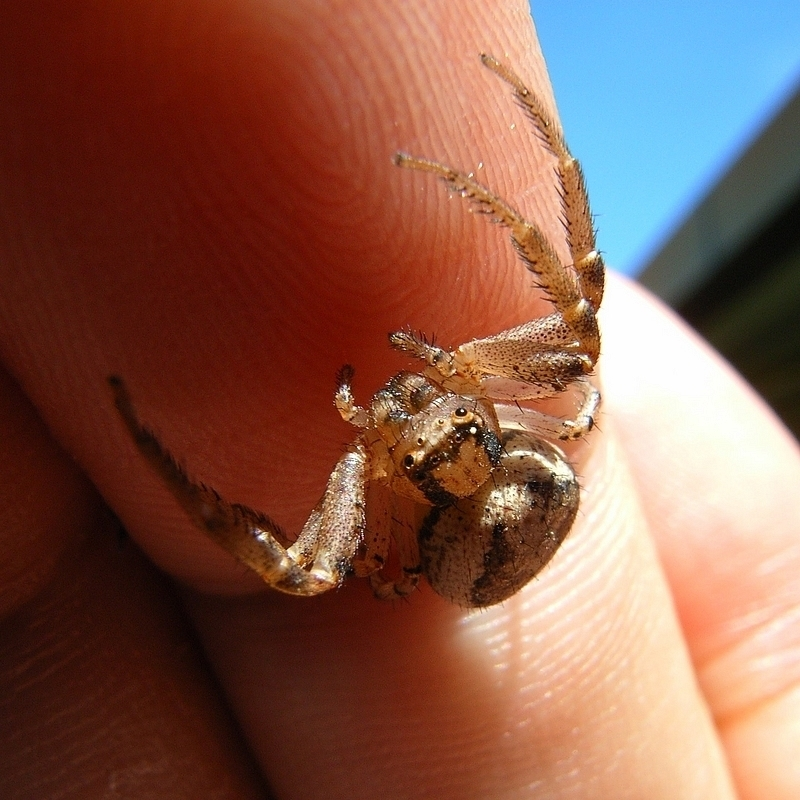
Xysticus croceus

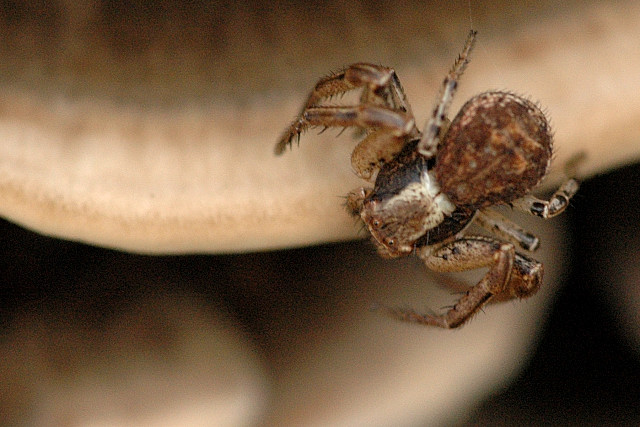
Xysticus erraticus, femmina

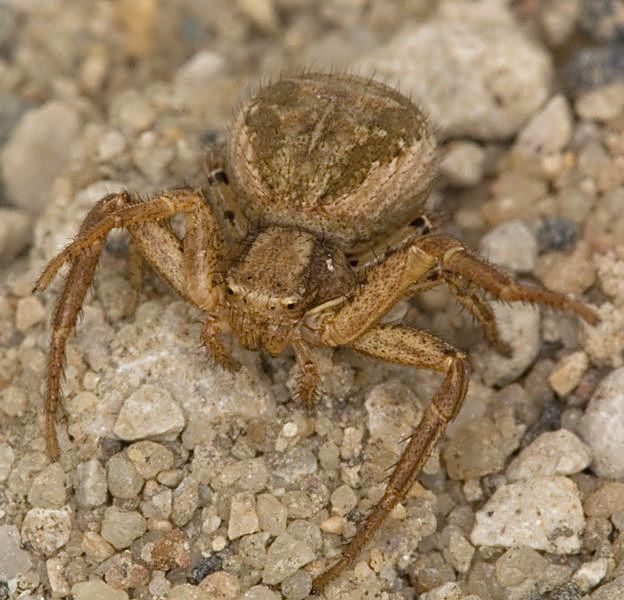
Xysticus kochi, femmina

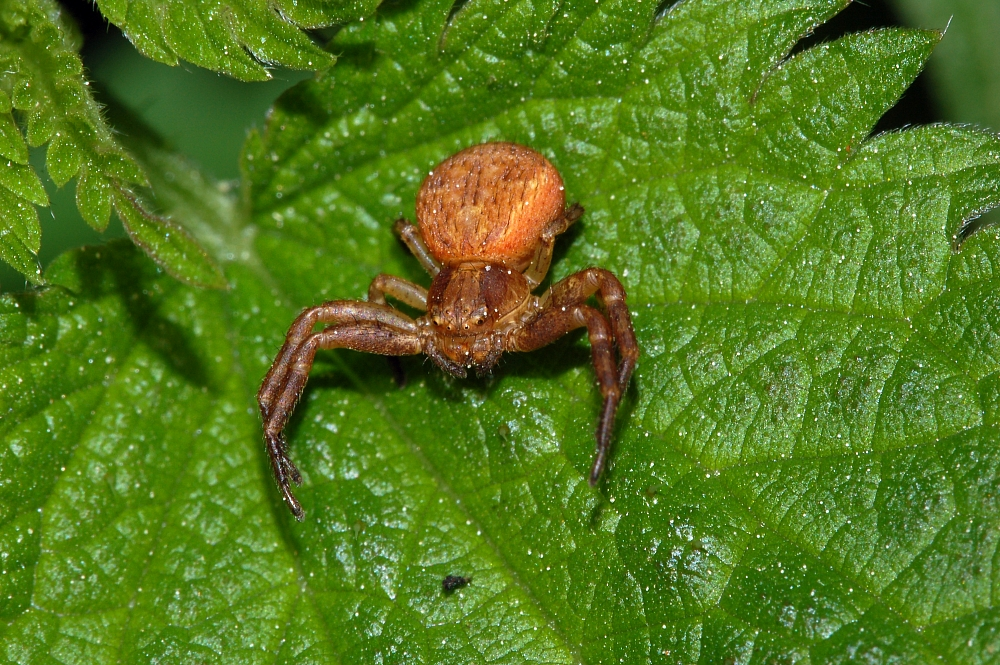
Xysticus lanio

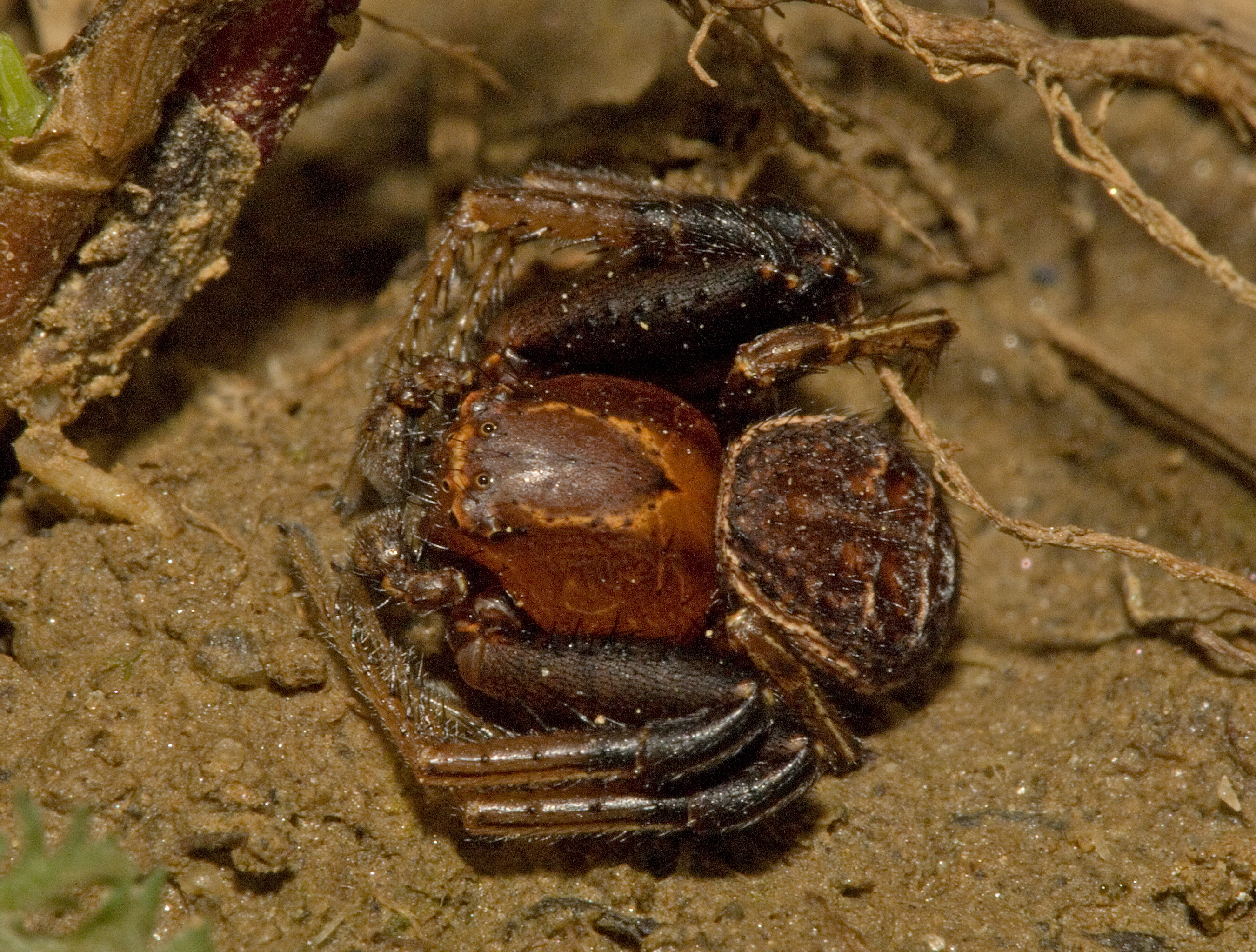
Xysticus luctator

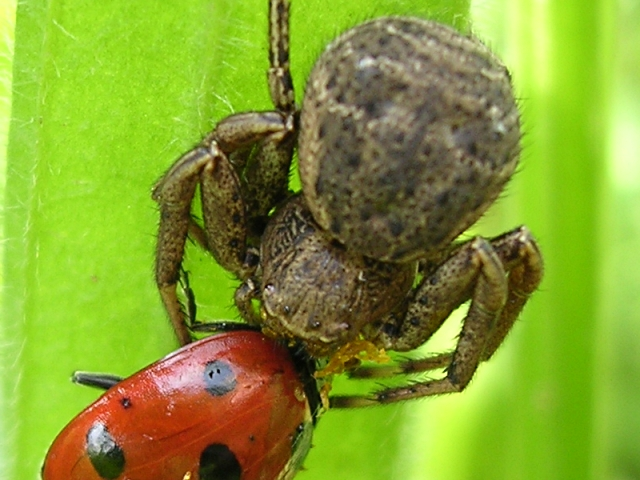
Xysticus robustus, sta predando una coccinella

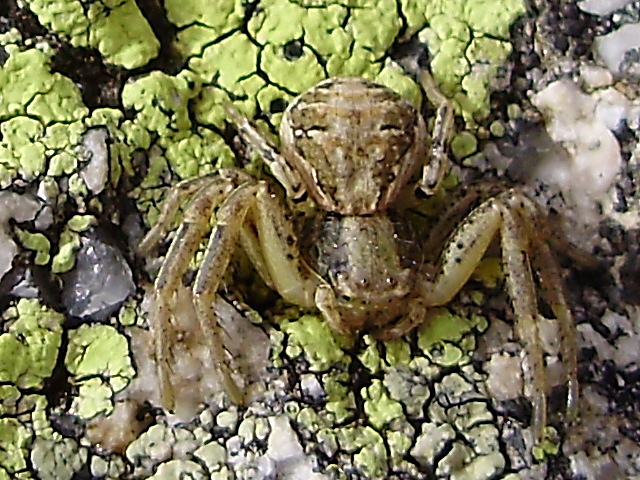
Xysticus striatipes

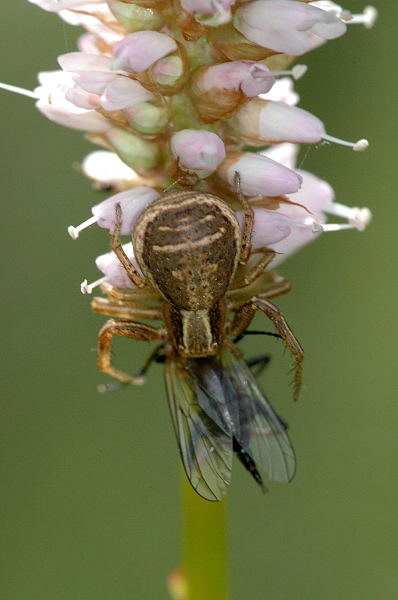
Xysticus ulmi, femmina con preda

  - Xysticus acerbus obscurior Kulczynski, 1895 — Ucraina
4. Xysticus acquiescens Emerton, 1919 — Regione olartica
5. Xysticus advectus O. P.-Cambridge, 1890 — Guatemala, Costa Rica
6. Xysticus adzharicus Mcheidze, 1971 — Georgia
7. Xysticus aethiopicus L. Koch, 1875 — Etiopia
8. Xysticus albertensis Dondale, 2008 — Canada
9. Xysticus albidus Grese, 1909 — Europa settentrionale, Russia
10. Xysticus albolimbatus Hu, 2001 — Cina
11. Xysticus albomaculatus Kulczynski, 1891 — dalla Germania alla Russia
12. Xysticus alboniger Turnbull, Dondale & Redner, 1965 — USA, Canada
13. Xysticus aletaiensis Hu & Wu, 1989 — Cina
14. Xysticus alpicola Kulczynski, 1882 — Repubblica Ceca, Slovacchia, Polonia, Ucraina
15. Xysticus alpinistus Ono, 1978 — Nepal, Cina
16. Xysticus alsus Song & Wang, 1994 — Cina
17. Xysticus altaicus Simon, 1895 — Kazakistan
18. Xysticus altitudinis Levy, 1976 — Israele
19. Xysticus ampullatus Turnbull, Dondale & Redner, 1965 — USA, Canada
20. Xysticus anatolicus Demir, Aktas & Topçu, 2008 — Turchia
21. Xysticus apachecus Gertsch, 1933 — USA
22. Xysticus apalacheus Gertsch, 1953 — USA
23. Xysticus apertus Banks, 1898 — Messico
24. Xysticus apricus L. Koch, 1876 — Italia
25. Xysticus aprilinus Bryant, 1930 — USA
26. Xysticus arenarius Thorell, 1875 — Ucraina
27. Xysticus arenicola Simon, 1875 — Francia
28. Xysticus argenteus Jézéquel, 1966 — Costa d'Avorio
29. Xysticus asper (Lucas, 1838) — Isole Canarie
30. Xysticus atevs Ovtsharenko, 1979 — Russia
31. Xysticus atrimaculatus Bösenberg & Strand, 1906 — Cina, Corea, Giappone
32. Xysticus auctificus Keyserling, 1880 — USA, Canada
33. Xysticus audax (Schrank, 1803)[2] — Regione paleartica
  - Xysticus audax massanicus Simon, 1932 — Francia
34. Xysticus audaxoides Zhang, Zhang & Song, 2004 — Cina
35. Xysticus austrosibiricus Logunov & Marusik, 1998 — Russia, Mongolia
36. Xysticus autumnalis L. Koch, 1875 — Nuovo Galles del Sud
37. Xysticus aztecus Gertsch, 1953 — Messico
38. Xysticus bacurianensis Mcheidze, 1971 — Turchia, Russia, Georgia, Azerbaigian
39. Xysticus bakanas Marusik & Logunov, 1990 — Kazakistan
40. Xysticus baltistanus (Caporiacco, 1935) — Russia, Asia centrale, Mongolia, Cina
41. Xysticus banksi Bryant, 1933 — USA
42. Xysticus barbatus Caporiacco, 1936 — Libia
43. Xysticus benefactor Keyserling, 1880 — USA, Canada
44. Xysticus bengalensis Tikader & Biswas, 1974 — India
45. Xysticus bengdakus Saha & Raychaudhuri, 2007 — India
46. Xysticus beni Strand, 1913 —Africa centrale
47. Xysticus berlandi Schenkel, 1963 — Cina
48. Xysticus bermani Marusik, 1994 — Russia
49. Xysticus bharatae Gajbe & Gajbe, 1999 — India
50. Xysticus bicolor L. Koch, 1867 — Grecia
51. Xysticus bicuspis Keyserling, 1887 — USA
52. Xysticus bifasciatus C. L. Koch, 1837 — Regione paleartica
53. Xysticus bilimbatus L. Koch, 1875 — Nuovo Galles del Sud
54. Xysticus bimaculatus L. Koch, 1867 — Queensland
55. Xysticus bliteus (Simon, 1875) — Mediterraneo
56. Xysticus boesenbergi Charitonov, 1928 — Germania
57. Xysticus bohdanowiczi  Zhang, Zhu & Song, 2004 — Cina
58. Xysticus bolivari Gertsch, 1953 — Messico
59. Xysticus bonneti Denis, 1938 — Regione paleartica
60. Xysticus bradti Gertsch, 1953 — Messico
61. Xysticus breviceps O. P.-Cambridge, 1885 — India
62. Xysticus brevidentatus Wunderlich, 1995 — Italia, Albania, Croazia, ex-Iugoslavia
63. Xysticus britcheri Gertsch, 1934 — Russia, Alaska, Canada, USA
64. Xysticus brunneitibiis Caporiacco, 1939 — Etiopia
65. Xysticus bufo (Dufour, 1820) — Mediterraneo
66. Xysticus californicus Keyserling, 1880 — USA
67. Xysticus canadensis Gertsch, 1934 — Russia, USA, Canada
68. Xysticus canariensis (Wunderlich, 1987) — Isole Canarie
69. Xysticus caperatoides Levy, 1976 — Israele
70. Xysticus caperatus Simon, 1875 — Mediterraneo, Russia
71. Xysticus caspicus Utochkin, 1968 — Russia, Turkmenistan
72. Xysticus caucasius L. Koch, 1878 — Georgia
73. Xysticus chaparralis Schick, 1965 — USA
74. Xysticus charitonowi Mcheidze, 1971 — Georgia
75. Xysticus chippewa Gertsch, 1953 — Regione olartica
76. Xysticus chui Ono, 1992 — Taiwan
77. Xysticus clavulus (Wunderlich, 1987) — Isole Canarie
78. Xysticus clercki (Audouin, 1826) — Egitto, Etiopia
79. Xysticus cochise Gertsch, 1953 — USA
80. Xysticus coloradensis Bryant, 1930 — USA
81. Xysticus concinnus Kroneberg, 1875 — Asia centrale
82. Xysticus concretus Utochkin, 1968 — Russia, Cina, Corea, Giappone
83. Xysticus concursus Gertsch, 1934 — USA
84. Xysticus conflatus Song, Tang & Zhu, 1995 — Cina
85. Xysticus connectens Kulczynski, 1901 — Cina
86. Xysticus cor Canestrini, 1873 — Europa meridionale, Isole Azzorre
87. Xysticus corsicus Simon, 1875 — Corsica
88. Xysticus courti Marusik & Omelko, 2014 — Cina
89. Xysticus cribratus Simon, 1885 — dal Mediterraneo alla Cina, Sudan
90. Xysticus crispabilis Song & Gao, 1996 — Cina
91. Xysticus cristatus (Clerck, 1757) — Regione paleartica
92. Xysticus croceus Fox, 1937 — India, Nepal, Bhutan, Cina, Corea, Taiwan, Giappone
93. Xysticus cunctator Thorell, 1877 — USA, Canada
94. Xysticus curtus Banks, 1898 — Messico
95. Xysticus daisetsuzanus Ono, 1988 — Giappone
96. Xysticus dali Li & Yang, 2008 — Cina
97. Xysticus davidi Schenkel, 1963 — Russia, Cina
98. Xysticus deichmanni Sørensen, 1898 — Canada, Alaska, Groenlandia
99. Xysticus demirsoyi Demir, Topçu & Türkes, 2006 — Turchia
100. Xysticus denisi Schenkel, 1963 — Cina
101. Xysticus desidiosus Simon, 1875 — Europa
102. Xysticus discursans Keyserling, 1880 — America settentrionale
103. Xysticus diversus (Blackwall, 1870) — Sicilia
104. Xysticus dolpoensis Ono, 1978 — Nepal, Cina
105. Xysticus doriai (Dalmas, 1922) — Italia
106. Xysticus durus (Sørensen, 1898) — USA, Canada, Groenlandia
107. Xysticus dzhungaricus Tyschchenko, 1965 — Russia, dall'Asia centrale alla Cina
108. Xysticus edax (O. P.-Cambridge, 1872) — Israele
109. Xysticus egenus Simon, 1886 — Africa occidentale
110. Xysticus elegans Keyserling, 1880 — USA, Canada, Alaska
111. Xysticus elephantus Ono, 1978 — Nepal, Cina
112. Xysticus ellipticus Turnbull, Dondale & Redner, 1965 — USA, Canada
113. Xysticus emertoni Keyserling, 1880 — USA, Canada, Alaska, dalla Slovacchia alla Cina
114. Xysticus ephippiatus Simon, 1880 — Russia, Asia centrale, Mongolia, Cina, Corea, Giappone
115. Xysticus erraticus (Blackwall, 1834) — Europa, Russia
116. Xysticus facetus O. P.-Cambridge, 1896 — dal Messico ad El Salvador
117. Xysticus fagei Lessert, 1919 — Africa orientale
118. Xysticus federalis Gertsch, 1953 — Messico
119. Xysticus ferox (Hentz, 1847) — USA, Canada
120. Xysticus ferrugineus Menge, 1876 — Regione paleartica
121. Xysticus ferruginoides Schenkel, 1963 — Russia, Mongolia
122. Xysticus ferus O. P.-Cambridge, 1876 — Cipro, Egitto, Israele
123. Xysticus fervidus Gertsch, 1953 — USA, Canada
124. Xysticus fienae (Jocqué, 1993) — Spagna
125. Xysticus flavitarsis Simon, 1877 — Congo
126. Xysticus flavovittatus Keyserling, 1880 — USA
127. Xysticus floridanus Banks, 1896 — USA
128. Xysticus fraternus Banks, 1895 — USA, Canada
129. Xysticus fuerteventurensis (Wunderlich, 1992) — Isole Canarie
130. Xysticus funestus Keyserling, 1880 — America settentrionale
131. Xysticus furtivus Gertsch, 1936 — USA
132. Xysticus gallicus Simon, 1875 — Regione paleartica
  - Xysticus gallicus batumiensis Mcheidze & Utochkin, 1971 — Georgia
133. Xysticus gattefossei Denis, 1956 — Marocco
134. Xysticus geometres L. Koch, 1874 — Queensland
135. Xysticus gertschi Schick, 1965 — America settentrionale
136. Xysticus ghigii Caporiacco, 1938 — Messico
137. Xysticus gobiensis Marusik & Logunov, 2002 — Russia, Mongolia, Cina
138. Xysticus gortanii Caporiacco, 1922 — Italia
139. Xysticus gosiutus Gertsch, 1932 — USA, Canada
140. Xysticus gracilis Keyserling, 1880 — Colombia
141. Xysticus graecus C. L. Koch, 1837 — Mediterraneo orientale, Russia
142. Xysticus grallator Simon, 1932 — Spagna, Corsica
143. Xysticus grohi (Wunderlich, 1992) — Madeira
144. Xysticus guizhou Song & Zhu, 1997 — Cina
145. Xysticus gulosus Keyserling, 1880 — America settentrionale
146. Xysticus havilandi Lawrence, 1942 — Sudafrica
147. Xysticus hedini Schenkel, 1936 — Russia, Mongolia, Cina, Corea, Giappone
148. Xysticus helophilus Simon, 1890 — Yemen
149. Xysticus hepaticus Simon, 1903 — Madagascar
150. Xysticus himalayaensis Tikader & Biswas, 1974 — India
151. Xysticus hindusthanicus Basu, 1965 — India
152. Xysticus hui Platnick, 1993 — Cina
153. Xysticus humilis Redner & Dondale, 1965 — USA
154. Xysticus ibex Simon, 1875 — Francia, Spagna
  - Xysticus ibex dalmasi Simon, 1932 — Francia
155. Xysticus ictericus L. Koch, 1874 — Isole Figi
156. Xysticus idolothytus Logunov, 1995 — Kazakistan, Mongolia
157. Xysticus illaudatus Logunov, 1995 — Russia
158. Xysticus imitarius Gertsch, 1953 — USA
159. Xysticus indiligens (Walckenaer, 1837) — USA
160. Xysticus insulicola Bösenberg & Strand, 1906 — Cina, Corea, Giappone
161. Xysticus iviei Schick, 1965 — USA
  - Xysticus iviei sierrensis Schick, 1965 — USA
162. Xysticus jabalpurensis Gajbe & Gajbe, 1999 — India
163. Xysticus jaharai Basu, 1979 — India
164. Xysticus japenus Roewer, 1938 — Indonesia
165. Xysticus jiangi Peng, Yin & Kim, 2000 — Cina
166. Xysticus jinlin Song & Zhu, 1995 — Cina
167. Xysticus joyantius Tikader, 1966 — India
168. Xysticus jugalis L. Koch, 1875 — Etiopia
  - Xysticus jugalis larvatus Caporiacco, 1949 — Kenya
169. Xysticus kalandadzei Mcheidze & Utochkin, 1971 — Georgia
170. Xysticus kali Tikader & Biswas, 1974 — India
171. Xysticus kamakhyai Tikader, 1962 — India
172. Xysticus kashidi Tikader, 1963 — India
173. Xysticus kaznakovi Utochkin, 1968 — Asia centrale
174. Xysticus kempeleni Thorell, 1872 — dall'Europa all'Asia centrale
  - Xysticus kempeleni nigriceps Simon, 1932 — Francia
175. Xysticus keyserlingi Bryant, 1930 — USA, Canada
176. Xysticus khasiensis Tikader, 1980 — India
177. Xysticus kochi Thorell, 1872 — Europa, dal Mediterraneo all'Asia centrale
  - Xysticus kochi abchasicus Mcheidze & Utochkin, 1971 — Georgia
178. Xysticus krakatauensis Bristowe, 1931 — Isola di Krakatoa
179. Xysticus kulczynskii Wierzbicki, 1902 — Azerbaigian, Iran
180. Xysticus kurilensis Strand, 1907 — Russia, Cina, Corea, Giappone
181. Xysticus kuzgi Marusik & Logunov, 1990 — Asia centrale
182. Xysticus labradorensis Keyserling, 1887 — Regione olartica
183. Xysticus laetus Thorell, 1875 — dall'Italia all'Asia centrale
184. Xysticus lalandei (Audouin, 1826) — Egitto, Israele
185. Xysticus lanio C. L. Koch, 1835 — Regione paleartica
  - Xysticus lanio alpinus Kulczynski, 1887 — Austria
186. Xysticus lanzarotensis (Wunderlich, 1992) — Isole Canarie
187. Xysticus lapidarius Utochkin, 1968 — Asia centrale
188. Xysticus lassanus Chamberlin, 1925 — USA, Messico
189. Xysticus laticeps Bryant, 1933 — USA, Cuba
190. Xysticus latitabundus Logunov, 1995 — Russia
191. Xysticus lehtineni Fomichev, Marusik & Koponen, 2014 — Russia
192. Xysticus lendli Kulczynski, 1897 — Ungheria
193. Xysticus lepnevae Utochkin, 1968 — Russia, Corea, Isola di Sakhalin
194. Xysticus lesserti Schenkel, 1963 — Cina
195. Xysticus lindbergi Roewer, 1962 — Afghanistan
196. Xysticus lineatus (Westring, 1851) — Regione paleartica
197. Xysticus locuples Keyserling, 1880 — USA, Canada
198. Xysticus loeffleri Roewer, 1955 — Asia centrale
199. Xysticus logunovi Seyfulina & Mikhailov, 2004 — Russia
200. Xysticus logunovi Ono & Martens, 2005 — Iran
201. Xysticus lucifugus Lawrence, 1937 — Sudafrica
202. Xysticus luctans (C. L. Koch, 1845) — USA, Canada
203. Xysticus luctator L. Koch, 1870 — Regione paleartica
204. Xysticus luctuosus (Blackwall, 1836) — Regione olartica
205. Xysticus lutzi Gertsch, 1935 — USA, Messico
206. Xysticus macedonicus Silhavy, 1944 — Germania, Svizzera, Austria, Macedonia, Turchia
207. Xysticus maculatipes Roewer, 1962 — Afghanistan
208. Xysticus maculiger Roewer, 1951 — Yarkand (Cina)
209. Xysticus madeirensis (Wunderlich, 1992) — Madeira
210. Xysticus manas Song & Zhu, 1995 — Cina
211. Xysticus marmoratus Thorell, 1875 — Ungheria, Slovacchia, Bulgaria, Russia, Ucraina
212. Xysticus martensi Ono, 1978 — Nepal
213. Xysticus marusiki Ono & Martens, 2005 — Iran
214. Xysticus minor Charitonov, 1946 — Asia centrale
215. Xysticus mongolicus Schenkel, 1963 — Kazakistan, Mongolia, Cina
216. Xysticus montanensis Keyserling, 1887 — USA, Canada, Alaska
217. Xysticus mugur Marusik, 1990 — Russia
218. Xysticus mulleri Lawrence, 1952 — Sudafrica
219. Xysticus multiaculeatus Caporiacco, 1940 — Etiopia
220. Xysticus mundulus O. P.-Cambridge, 1885 — Yarkand (Cina)
221. Xysticus namaquensis Simon, 1910 — Sudafrica
222. Xysticus natalensis Lawrence, 1938 — Sudafrica
223. Xysticus nataliae Utochkin, 1968 — Russia
224. Xysticus nebulo Simon, 1909 — Vietnam
225. Xysticus nenilini Marusik, 1989 — Russia, Mongolia
226. Xysticus nepalhimalaicus Ono, 1978 — Nepal
227. Xysticus nevadensis (Keyserling, 1880) — USA
228. Xysticus nigriceps Berland, 1922 — Africa orientale
229. Xysticus nigromaculatus Keyserling, 1884 — USA, Canada
230. Xysticus nigropunctatus L. Koch, 1867 — Queensland
231. Xysticus nigrotrivittatus (Simon, 1870) — Portogallo, Spagna
232. Xysticus ninnii Thorell, 1872 — Regione paleartica
  - Xysticus ninnii fusciventris Crome, 1965 — dall'Europa orientale alla Mongolia
233. Xysticus nitidus Hu, 2001 — Cina
234. Xysticus nubilus Simon, 1875 — Mediterraneo, Isole Azzorre, Isole dell'Atlantico orientale
235. Xysticus nyingchiensis Song & Zhu, 1995 — Cina
236. Xysticus obesus Thorell, 1875 — Russia, Ucraina
237. Xysticus obscurus Collett, 1877 — Regione olartica
238. Xysticus ocala Gertsch, 1953 — USA
239. Xysticus orizaba Banks, 1898 — Messico
240. Xysticus ovadan Marusik & Logunov, 1995 — Turkmenistan
241. Xysticus ovatus Simon, 1876 — Francia
242. Xysticus ovcharenkoi Marusik & Logunov, 1990 — Asia centrale
243. Xysticus paiutus Gertsch, 1933 — USA, Messico
244. Xysticus palawanicus Barrion & Litsinger, 1995 — Filippine
245. Xysticus palpimirabilis Marusik & Chevrizov, 1990 — Kyrgyzstan
246. Xysticus paniscus L. Koch, 1875 — Germania
247. Xysticus parallelus Simon, 1873 — Corsica, Sardegna
248. Xysticus parapunctatus Song & Zhu, 1995 — Cina
249. Xysticus pearcei Schick, 1965 — USA
250. Xysticus peccans O. P.-Cambridge, 1876 — Egitto
251. Xysticus pellax O. P.-Cambridge, 1894 — America settentrionale
252. Xysticus peltiformus Zhang, Zhu & Song, 2004 — Cina
253. Xysticus peninsulanus Gertsch, 1934 — USA
254. Xysticus periscelis Simon, 1908 — Australia occidentale
255. Xysticus pieperi Ono & Martens, 2005 — Iran
256. Xysticus pigrides Mello-Leitão, 1929 — Isole Capo Verde (Oceano Atlantico)
257. Xysticus pingshan Zhang, Zhu & Song, 2004 — Cina
258. Xysticus pinocorticalis (Wunderlich, 1992) — Isole Canarie
259. Xysticus posti Sauer, 1968 — USA
260. Xysticus potamon Ono, 1978 — Nepal
261. Xysticus pretiosus Gertsch, 1934 — USA, Canada
262. Xysticus promiscuus O. P.-Cambridge, 1876 — Egitto, Israele
263. Xysticus pseudobliteus (Simon, 1880) — Russia, Kazakistan, Mongolia, Cina, Corea
264. Xysticus pseudocristatus Azarkina & Logunov, 2001 — dall'Asia centrale alla Cina
265. Xysticus pseudolanio Wunderlich, 1995 — Turchia
266. Xysticus pseudoluctuosus Marusik & Logunov, 1995 — Tagikistan
267. Xysticus pseudorectilineus (Wunderlich, 1995) — Turchia
268. Xysticus pulcherrimus Keyserling, 1880 — Colombia
269. Xysticus punctatus Keyserling, 1880 — USA, Canada
270. Xysticus pygmaeus Tyschchenko, 1965 — Kazakistan
271. Xysticus pynurus Tikader, 1968 — India
272. Xysticus quadratus Tang & Song, 1988 — Cina
273. Xysticus quadrispinus Caporiacco, 1933 — Libia
  - Xysticus quadrispinus concolor Caporiacco, 1933 — Libia
274. Xysticus quagga Jocqué, 1977 — Marocco
275. Xysticus rainbowi Strand, 1901 — Nuova Guinea
276. Xysticus rectilineus (O. P.-Cambridge, 1872) — Siria, Libano, Israele
277. Xysticus robinsoni Gertsch, 1953 — USA, Messico
278. Xysticus robustus (Hahn, 1832) — dall'Europa all'Asia centrale
  - Xysticus robustus strandianus Ermolajev, 1937 — Russia
279. Xysticus rockefelleri Gertsch, 1953 — Messico
280. Xysticus roonwali Tikader, 1964 — India, Nepal
281. Xysticus rostratus Ono, 1988 — Russia, Giappone
282. Xysticus rugosus Buckle & Redner, 1964 — Russia, Canada, USA
283. Xysticus ryukyuensis Ono, 2002 — Isole Ryukyu
284. Xysticus sabulosus (Hahn, 1832) — Regione paleartica
  - Xysticus sabulosus occidentalis Kulczynski, 1916 — Francia
285. Xysticus saganus Bösenberg & Strand, 1906 — Russia, Cina, Corea, Giappone
286. Xysticus sagittifer Lawrence, 1927 — Namibia
287. Xysticus sansan Levy, 2007 — Israele
288. Xysticus sardiniensis (Wunderlich, 1995) — Sardegna
289. Xysticus schoutedeni Lessert, 1943 — Congo
290. Xysticus secedens L. Koch, 1876 — Austria, Penisola balcanica
291. Xysticus semicarinatus Simon, 1932 — France, Spagna, Portogallo
292. Xysticus seserlig Logunov & Marusik, 1994 — Russia, Mongolia
293. Xysticus setiger O. P.-Cambridge, 1885 — Pakistan, India
294. Xysticus sharlaa Marusik & Logunov, 2002 — Russia
295. Xysticus shillongensis Tikader, 1962 — India
296. Xysticus shyamrupus Tikader, 1966 — India
297. Xysticus sibiricus Kulczynski, 1908 — Russia
298. Xysticus siciliensis Wunderlich, 1995 — Sicilia
299. Xysticus sicus Fox, 1937 — Russia, Cina, Corea
300. Xysticus sikkimus Tikader, 1970 — India, Cina
301. Xysticus silvestrii Simon, 1905 — Argentina
302. Xysticus simonstownensis Strand, 1909 — Sudafrica
303. Xysticus simplicipalpatus Ono, 1978 — Nepal, Bhutan
304. Xysticus sinaiticus Levy, 1999 — Egitto
305. Xysticus sjostedti Schenkel, 1936 — Russia, Mongolia
306. Xysticus slovacus Svaton, Pekár & Pridavka, 2000 — Slovacchia, Russia
307. Xysticus soderbomi Schenkel, 1936 — Mongolia, Cina
308. Xysticus soldatovi Utochkin, 1968 — Russia, Cina
309. Xysticus spasskyi Utochkin, 1968 — Russia
310. Xysticus sphericus (Walckenaer, 1837) — USA
311. Xysticus spiethi Gertsch, 1953 — Messico
312. Xysticus squalidus Simon, 1883 — Isole Canarie, Madeira
313. Xysticus strandi Kolosváry, 1934 — Ungheria
314. Xysticus striatipes L. Koch, 1870 — Regione paleartica
315. Xysticus subjugalis Strand, 1906 — Etiopia
  - Xysticus subjugalis nigerrimus Caporiacco, 1941 — Etiopia
316. Xysticus tampa Gertsch, 1953 — USA
317. Xysticus tarcos L. Koch, 1875 — Etiopia
318. Xysticus taukumkurt Marusik & Logunov, 1990 — Kazakistan
319. Xysticus tenebrosus Silhavy, 1944 — Mediterraneo orientale
  - Xysticus tenebrosus ohridensis Silhavy, 1944 — Macedonia
320. Xysticus tenuiapicalis Demir, 2012 — Turchia
321. Xysticus texanus Banks, 1904 — USA, Messico
322. Xysticus thessalicoides Wunderlich, 1995 — Grecia, Creta, Turchia
323. Xysticus thessalicus Simon, 1916 — Penisola balcanica, Grecia, Turchia, Israele
324. Xysticus tikaderi Bhandari & Gajbe, 2001 — India
325. Xysticus toltecus Gertsch, 1953 — Messico
326. Xysticus torsivoides Song & Zhu, 1995 — Cina
327. Xysticus torsivus Tang & Song, 1988 — Cina
328. Xysticus tortuosus Simon, 1932 — dal Portogallo all'Austria, Marocco, Algeria
329. Xysticus transversomaculatus Bösenberg & Strand, 1906 — Giappone
330. Xysticus triangulosus Emerton, 1894 — USA, Canada, Alaska
331. Xysticus triguttatus Keyserling, 1880 — USA, Canada
332. Xysticus tristrami (O. P.-Cambridge, 1872) — dall'Arabia Saudita all'Asia centrale
333. Xysticus trizonatus Ono, 1988 — Giappone
334. Xysticus tsanghoensis Hu, 2001 — Cina
335. Xysticus tugelanus Lawrence, 1942 — Sudafrica
336. Xysticus turkmenicus Marusik & Logunov, 1995 — Asia centrale
337. Xysticus turlan Marusik & Logunov, 1990 — Asia centrale
338. Xysticus tyshchenkoi Marusik & Logunov, 1995 — Asia centrale
339. Xysticus ukrainicus Utochkin, 1968 — Russia, Georgia
340. Xysticus ulkan Marusik & Logunov, 1990 — Russia, Kyrgyzstan
341. Xysticus ulmi (Hahn, 1831) — Regione paleartica
342. Xysticus urbensis Lawrence, 1952 — Sudafrica
343. Xysticus urgumchak Marusik & Logunov, 1990 — Asia centrale
344. Xysticus vachoni Schenkel, 1963 — Russia, Kazakistan, Mongolia, Giappone
345. Xysticus variabilis Keyserling, 1880 — USA
346. Xysticus verecundus Gertsch, 1934 — Messico
347. Xysticus verneaui Simon, 1883 — Isole Canarie, Madeira
348. Xysticus viduus Kulczynski, 1898 — Regione paleartica
349. Xysticus viveki Gajbe, 2005 — India
350. Xysticus wagneri Gertsch, 1953 — Messico
351. Xysticus walesianus Karsch, 1878 — Nuovo Galles del Sud
352. Xysticus winnipegensis Turnbull, Dondale & Redner, 1965 — Canada
353. Xysticus wuae Song & Zhu, 1995 — Cina
354. Xysticus wunderlichi Logunov, Marusik & Trilikauskas, 2001 — Russia
355. Xysticus xerodermus Strand, 1913 — Turchia, Israele
356. Xysticus xiningensis Hu, 2001 — Cina
357. Xysticus xizangensis Tang & Song, 1988 — Cina
358. Xysticus xysticiformis (Caporiacco, 1935) — Asia centrale, Cina
359. Xysticus yogeshi Gajbe, 2005 — India
360. Xysticus zonshteini Marusik, 1989 — Kyrgyzstan, Tagikistan

## Zametopias
Zametopias Thorell, 1892
- Zametopias speculator Thorell, 1892[2] — Sumatra
- Zametopias trimeni Simon, 1895 — Sudafrica

## Zametopina
Zametopina Simon, 1909
- Zametopina calceata Simon, 1909[2] — Vietnam, Cina

## Zygometis
Zygometis Simon, 1901
- Zygometis lactea L. Koch, 1876 — dalla Thailandia all'Australia, isola di Lord Howe

## Generi e specie fossili

### Ecotona
Ecotona Lin, Zhang & Wang, 1989
- Ecotona brunnea Zhang, Sun & Zhang, 1994 †, Neogene
- Ecotona pilulifera Zhang, Sun & Zhang, 1994 †, Neogene
- Ecotona transipeda Lin, Zhang & Wang, 1989[2] †, Neogene

### Facundia
Facundia Petrunkevitch, 1942
- Facundia clara Petrunkevitch, 1942[2] †, Paleogene

### Fiducia
Fiducia Petrunkevitch, 1950
- Fiducia tenuipes Petrunkevitch, 1950[2] †, Paleogene

### Filiolella
Filiolella Petrunkevitch, 1955
- Filiolella argentata Petrunkevitch, 1955[2] †, Paleogene

### Heterotmarus
Heterotmarus Wunderlich, 1988
- Heterotmarus altus Wunderlich, 1988[2] †, Neogene

### Komisumena
Komisumena Ono, 1981
- Komisumena rosae Ono, 1981[2] †, Neogene

### Miothomisus
Miothomisus Zhang, Sun & Zhang, 1994
- Miothomisus subnudus Zhang, Sun & Zhang, 1994 †, Neogene
- Miothomisus sylvaticus Zhang, Sun & Zhang, 1994[2] †, Neogene

### Palaeoxysticus
Palaeoxysticus Wunderlich, 1985
- Palaeoxysticus extinctus Wunderlich, 1985[2] †, Neogene

### Parvulus
Parvulus Zhang, Sun & Zhang, 1994
- Parvulus latissimus Zhang, Sun & Zhang, 1994[2] †, Neogene

### Succinaenigma
Succinaenigma Wunderlich, 2004
- Succinaenigma raptor Wunderlich, 2004[2] †, Paleogene

### Succiniraptor
Succiniraptor Wunderlich, 2004
- Succiniraptor radiatus Wunderlich, 2004[2] †, Paleogene

### Syphax
Syphax C. L. Koch & Berendt, 1854
- Syphax asper Petrunkevitch, 1950 †, Paleogene
- Syphax crassipes Petrunkevitch, 1942 †, Paleogene
- Syphax fuliginosus C. L. Koch & Berendt, 1854 †, Paleogene
- Syphax gracilis C. L. Koch & Berendt, 1854 †, Paleogene
- Syphax megacephalus C. L. Koch & Berendt, 1854[2] †, Paleogene
- Syphax thoracicus C. L. Koch & Berendt, 1854 †, Paleogene

### Thomisidites
Thomisidites Straus, 1967
- Thomisidites hercynicus Straus, 1967[2] †, Paleogene

### Thomisiraptor
Thomisiraptor Wunderlich, 2004
- Thomisiraptor liedtkei Wunderlich, 2004[2] †, Paleogene